# 駅ナンバリング

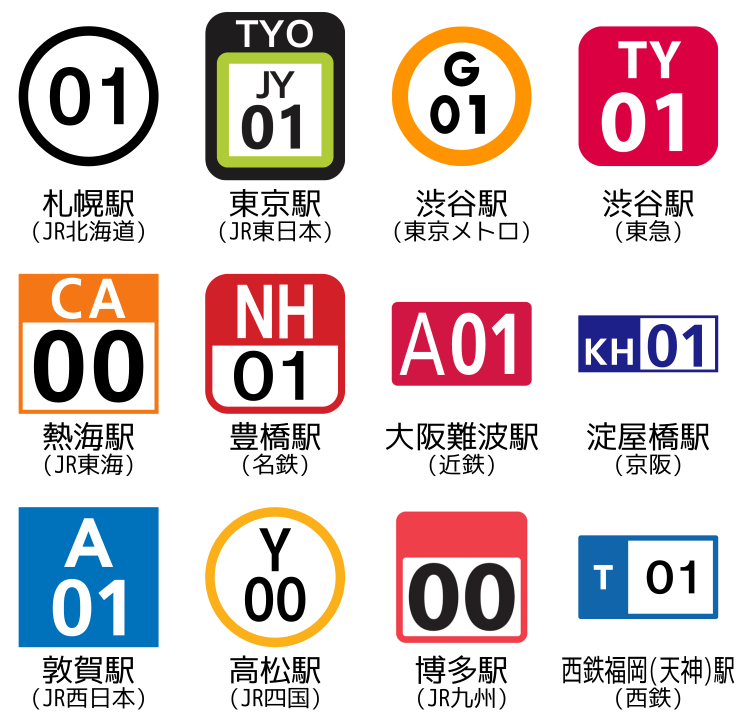
日本の駅番号の例

駅ナンバリング（えきナンバリング、英: station numbering）は、鉄道路線に対してローマ字からなる路線記号と、鉄道駅に対して数字からなる駅番号を付与する制度である。また、駅番号に加えてローマ字3字からなるスリーレターコードを付けることもある。
概要、路線記号、駅番号の説明の後に、地方別の事例一覧を記載する。

## 概要
世界的に普及しているラテン文字やアラビア数字を使うことで、現地語に疎い者にとって駅を識別しやすくなるとの判断から、東アジア、東南アジアを中心に一部の国の鉄道などで導入されている。ただし、路線記号か駅番号のどちらかが導入されていれば駅ナンバリングが導入されているといえる。
現在、日本の鉄軌道において駅ナンバリングを導入している区間が全くない都道府県は、岩手県、秋田県、山形県、福島県、新潟県、大分県、宮崎県の7つである。鳥取県は、駅番号は未導入だが一部区間に路線記号が導入されている。
日本における駅ナンバリングは、1984年（昭和59年）5月から長崎電気軌道が駅番号入りの駅名標を順次設置したほか、1996年（平成8年）10月から広島電鉄も導入した。その後、2002年（平成14年）のFIFAワールドカップ開催に合わせて横浜市営地下鉄が導入、2004年（平成16年）に東京地下鉄（東京メトロ）と都営地下鉄が同時導入したのを皮切りに、導入が広まっている。駅ナンバリングの導入は、新線や新駅の開業、沿線での国際博覧会やオリンピックなどの国際的な行事の実施に伴うものが多い。また、導入と同時にラインカラーの導入や案内表示の多言語表記化などが行われることが多い。
駅ナンバリングと同等のものとして、一部のバス路線は停留所に番号を付与する停留所ナンバリング（バス停ナンバリング）を導入している。実例としては東京BRTや南海ウイングバス南部・アルピコ交通（新島々営業所管内）・北恵那交通など、またコミュニティバスではつくバスやコミュニティバスやわたなどが挙げられる。付番方式については駅ナンバリングと異なる例も多く、事業者ごとに様々である。

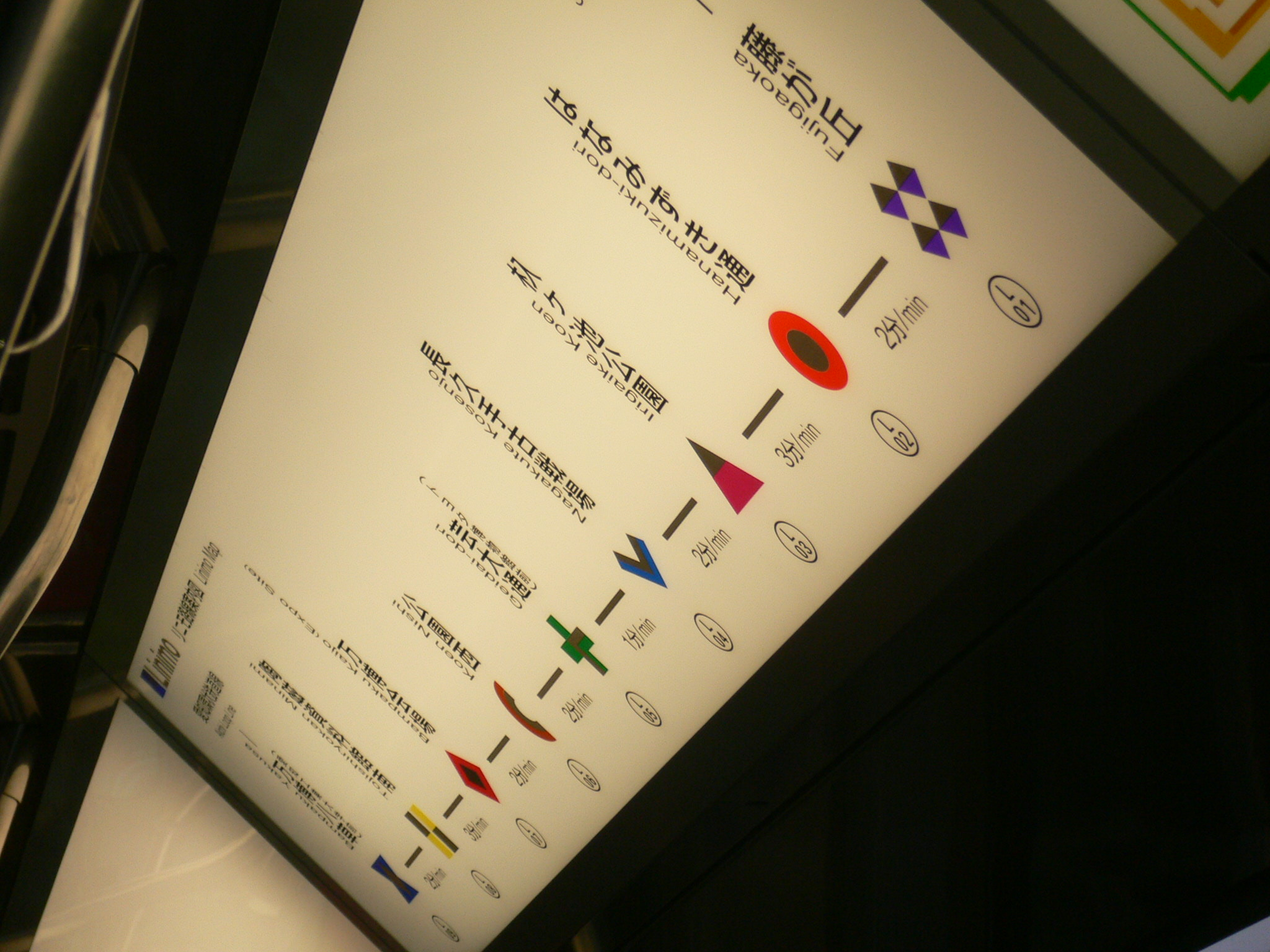
リニモの駅シンボルマーク

また、駅ナンバリングの拡大以前から、一部の鉄道事業者は駅を識別しやすくする目的で駅シンボルマークを導入している。各駅の駅名、周辺の名所や名物などにちなんだマークが制定されている。これは、非識字者の多い開発途上国の地下鉄が駅にシンボルマークを制定していることを参考にしている。実例として福岡市交通局や沖縄都市モノレール線（ゆいレール）、愛知高速交通東部丘陵線（リニモ）などが挙げられる。

## 路線記号
路線記号は1つの路線や路線系統に1つ付与される。駅番号の記号部分を構成し、ラテン文字（英字）1 - 3文字からなる。英字の代わりにアラビア数字を用いることもある。東日本では同一地域内で路線記号が重複しないように考慮されることがほとんどだが、西日本ではあまり考慮されず、同一地域内での路線記号の重複が多く見られる。
路線記号の設定には、次の方法などがある。
- 路線名や駅名などの略を用いる（東京地下鉄〈東京メトロ〉、大阪市高速電気軌道〈Osaka Metro〉、都営地下鉄、名古屋市営地下鉄など）。
- 路線名や事業者名に関係なく任意の英字を振り分ける（近畿日本鉄道、西日本旅客鉄道〈JR西日本〉など）。
- 2文字の路線記号の場合、1文字目には事業者名の略を用いる（東武鉄道、小田急電鉄、東日本旅客鉄道〈JR東日本〉、東海旅客鉄道〈JR東海〉、九州旅客鉄道〈JR九州〉など）。
- 路線記号の重複を避けるため、一方は英字表記の頭文字、もう一方は2文字目以降を用いる（東京地下鉄〈東京メトロ〉、大阪市高速電気軌道〈Osaka Metro〉、都営地下鉄、名古屋市営地下鉄など）。
- 複数の路線が直通し、事実上1つの路線として運行されている場合、同じ路線記号を用いる（大阪市高速電気軌道〈Osaka Metro〉、西武鉄道、名古屋鉄道、京阪電気鉄道など）。

特殊なケースとして、函館市電は2系統と5系統に異なる路線記号 (Y, D) を導入しているが、2系統と5系統の重複区間は2つの路線記号が1つの路線記号 (DY) のように案内される。
都営地下鉄大江戸線は「O（オー）」と「0（ゼロ）」の混同を避けるため、英字表記の頭文字である「O（オー）」ではなく2文字目の「E」を採用している。
東京メトロ丸ノ内線は、本線と方南町支線の路線記号をそれぞれエムの大文字 (M) と小文字 (m) で区別していたが、英語アナウンスでの区別を図るため、方南町支線の路線記号を「m」から「Mb」に変更した。

## 駅番号
駅番号は原則、1つの駅に1つ付与される。記号と数字から構成されることが多く、記号部分には前述の路線記号が使われる。数字部分は「0」または「1」から始まるアラビア数字の連番となっていることが多く、将来の延伸や他会社の路線との直通運転を考慮し「11」から始まる場合もある。「0」-「9」の番号は、「10」以降の番号と桁数を合わせるために、頭に0を付ける形で「00」-「09」のように2桁となっていることが多い。
本線から分岐する支線が存在する場合、次の付番方法などがある。
- 「本線上の駅全て → 支線上の駅」の順に付番する（東武鉄道、京成電鉄、阪急電鉄など）。
- 「本線上の駅 → 支線分岐駅 → 支線上の駅 → 本線上の駅」の順に付番する（京浜急行電鉄、近江鉄道など）。
- 支線分岐駅の次の支線上の駅から「○○-1」のように枝番を付番する（南海電気鉄道）。
- 本線と支線で異なる路線記号を用いる（近畿日本鉄道、名古屋鉄道など）。
- 10の桁を繰り上げる(JR東日本、相模鉄道など)。

導入済区間上に新駅が設置された場合、次の付番方法などがある。
- 駅ナンバリング導入時から新駅設置の予定がある場合、前もって欠番にする（東日本旅客鉄道〈JR東日本〉、富山地方鉄道、愛知環状鉄道など）。
  - 駅ナンバリング導入後に一部の駅が廃止され、逆に欠番となる場合もある（北海道旅客鉄道〈JR北海道〉、阪堺電気軌道など）。
- 新駅以降の駅番号を繰り下げる（東武鉄道、東京メトロなど）。
- 高速道路のインターチェンジやジャンクションのように「○○-1」の枝番を付番する（四国旅客鉄道〈JR四国〉、北海道旅客鉄道〈JR北海道〉など）。
  - 韓国の仁川国際空港鉄道は、ハイフン (-) を付けずに付番する。
  - まだ事例はないが、西日本旅客鉄道（JR西日本）は、「○○.5」のように小数として付番する予定である[4]。
- 「○○A」のようにラテン文字（英字）を付けて付番する（高松琴平電気鉄道）。
  - 長崎電気軌道は、赤迫方面行きの列車のみが停車する昭和町通停留場に「13A」を付番している。
  - 台湾の高雄捷運は、導入時から存在した草衙駅に「R4A」を付番している。

特殊なケースとして、韓国の釜山都市鉄道1号線は、路線記号 (1) と数字部分2桁からなる駅番号 (101 - 134) を付番していたが、新平駅 (101) より上り側の多大浦海水浴場駅へ延伸した際に、既存の駅番号を数字部分3桁からなる駅番号のように扱い、新線区間の駅に「095」-「100」を付番した。

### スリーレターコード
スリーレターコードは駅番号が付番されている一部の主要駅に付けられる。空港コードを参考にしたもので、ラテン文字（英字）3文字からなり、駅名の略が用いられる。
国際的にはアムトラック（全米鉄道旅客公社）やイギリスの鉄道などで採用例があるが、日本国内の鉄軌道では現在、東日本旅客鉄道（JR東日本）のみが限定的に導入している（後述）。

## 北海道・東北地方での事例

### JR北海道
北海道旅客鉄道（JR北海道）は、2007年10月1日から主要線区に導入した。中心となる札幌駅を (01) として（主に特急列車の運行系統の）方面別に記号を付け、札幌駅からの駅数で付番している。

### 札幌市営地下鉄

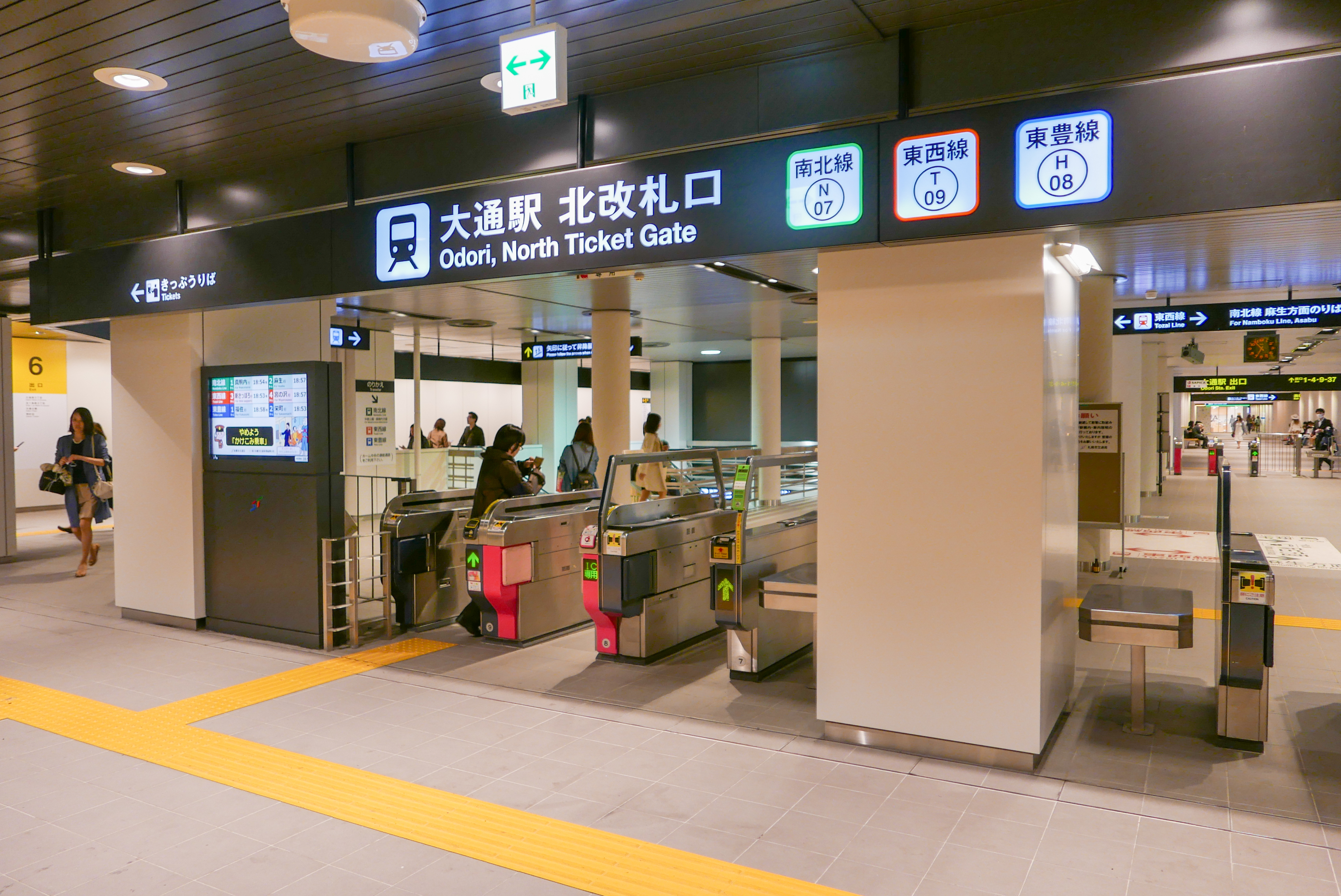
駅ナンバリングを用いた案内（大通駅改札口）

札幌市営地下鉄は、2006年1月26日から導入した。
 南北線 (N / Namboku) 麻生駅 (N01) - 真駒内駅 (N16)
 東西線 (T / Tozai) 宮の沢駅 (T01) - 新さっぽろ駅 (T19)
 東豊線 (H / toHo) 栄町駅 (H01) - 福住駅 (H14)

### 札幌市電
札幌市電は、2015年4月1日から導入した。なお、札幌市交通局は停留所ナンバリングの名称を使用している。
- 一条線・山鼻西線・山鼻線・都心線 (SC / StreetCar) 西4丁目停留場 (SC01) - 狸小路停留場 (SC24)（ - 西4丁目停留場）

### 函館市電
函館市電は路線図などに記載している。導入時期不詳。2つの系統の重複区間である湯の川停留場 - 十字街停留場間は、2つの路線記号（Y，D）が一体化し1つの路線記号（DY）のように案内される。
■Y 2系統 (Y / Yachigashira) 湯の川停留場 (DY01) - 十字街停留場 (DY20) → 宝来町停留場 (Y24) - 谷地頭停留場 (Y26)
■D 5系統 (D / Dock) 湯の川停留場 (DY01) - 十字街停留場 (DY20) → 末広町停留場 (D21) - 函館どつく前停留場 (D23)

### 道南いさりび鉄道
道南いさりび鉄道は2016年3月26日の開業時から駅ナンバリングを導入した。ただし、五稜郭駅はJR北海道としての駅番号 (H74) のみが付番され、道南いさりび鉄道線のナンバリングは付番されていない。なお前身であるJR北海道江差線時代では、分岐駅である五稜郭駅を除く全駅でJR北海道の駅ナンバリング導入の対象外路線だった。
日本の路線記号で小文字のラテン文字のみを使用しているのは道南いさりび鉄道線のみである（2016年11月までは東京メトロ丸ノ内線の方南町支線が路線記号「m」を使用していたが、路線記号「Mb」に変更した）。
- 道南いさりび鉄道線 (sh / South Hokkaido) 木古内駅 (sh01) - 七重浜駅 (sh11)（ - 五稜郭駅）

### 弘南鉄道
弘南鉄道は、2020年10月10日から大鰐線に駅ナンバリングを導入した（終点から起点に向けて付番）。弘南線についても2021年4月12日に導入が発表された。路線記号は弘南線が「KK」、大鰐線が「KW」。これと数字部分で構成される。
- 弘南線 (KK / Konan Konan) 弘前駅 (KK01) - 黒石駅 (KK13)
- 大鰐線 (KW / Konan oWani) 中央弘前駅 (KW01) - 大鰐駅 (KW14)

### 仙台市地下鉄
仙台市地下鉄は、2015年3月から導入した。東西線には2015年12月6日の開業時から導入している。
- 南北線 (N / Namboku) 泉中央駅 (N01) - 富沢駅 (N17)
- 東西線 (T / Tozai) 八木山動物公園駅 (T01) - 荒井駅 (T13)

## 関東地方での事例

### JR東日本・東京モノレール・東京臨海高速鉄道

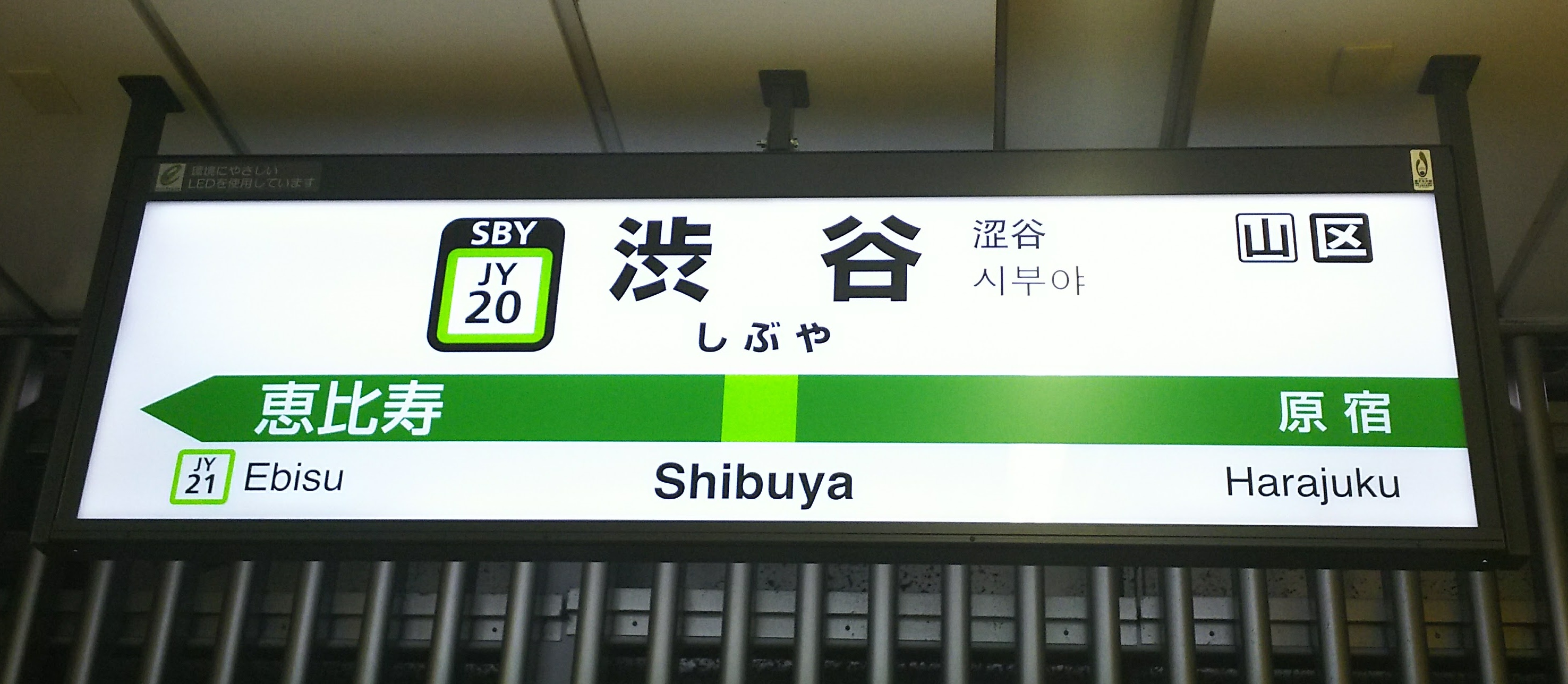
駅ナンバリング導入後の駅名標（山手線渋谷駅）

東日本旅客鉄道（JR東日本）、東京モノレール、東京臨海高速鉄道は、2020年の東京オリンピック・パラリンピックの開催を見据え、2016年4月に首都圏エリアの電車特定区間（E電区間）と東京モノレール羽田空港線、東京臨海高速鉄道りんかい線に駅ナンバリングを導入することを発表した。また、JR線を示す「JR」の案内表示も導入し、複数路線の総称や、駅ナンバリングが導入されていない路線などに用いられる。
JR東日本では導入は段階的に実施され、まず2016年8月20日に目黒駅で最初のナンバリング付き案内を設置したのを皮切りに、同年9月末までに東京都区内全駅・吉祥寺駅・三鷹駅・舞浜駅へ導入し、その後、順次他の駅にも拡大された。
2018年以降は各支社主導で電車特定区間外への導入も行われている。また、電車特定区間内であっても、一部の運行系統（上野東京ラインや相鉄線直通列車）には設定されないこともあり、その場合は直通先の路線の駅ナンバリングが使用される。
JR東日本の路線記号はラテン文字（英字）2文字からなり、原則1文字目は「J」、2文字目は路線名の頭文字（重なる場合はその後の文字）となっている。東京モノレール羽田空港線の路線記号は「MO」、東京臨海高速鉄道りんかい線の路線記号は「R」1文字となっている。
番号部分はアラビア数字2桁からなり、東京駅が起点の路線は東京駅から、東京駅を起点としない路線および経由しない路線は南方または西方からそれぞれ付番し、山手線および武蔵野線は反時計回りに付番している。
JR東日本独自の制度として、一部の駅にIATA（国際航空運送協会）空港コードを模したスリーレターコードが導入されている（東京モノレール・東京臨海高速鉄道では未導入）。導入の対象は原則として3つ以上の系統が乗り入れている（3つ以上の駅番号が設定されている）駅である。ただし、浜松町駅および高輪ゲートウェイ駅は、乗り入れているのは2系統（山手線・京浜東北線）であるが、例外的に導入されている。
 JR東日本
ここでは、一部が中部地方にまたがる路線についても、駅ナンバリングが関東地方からの連番となっているため一括して取り上げる。全区間が中部地方に属する路線については後述する。
-  東海道線・伊東線 (JT / Tokaidō) 東京駅 (JT 01) - 大船駅 (JT 07) - 熱海駅 (JT 21) - 伊東駅 (JT 26)
大船駅 - 熱海駅 - 伊東駅間は電車特定区間外で、2018年11月に導入された。大船駅 - 藤沢駅間には新駅の設置計画（2032年度開業予定）があるが、駅ナンバリングの対応については未定である。国府津駅・熱海駅には東海旅客鉄道（JR東海）の駅番号 (CB00・CA00)、伊東駅には伊豆急行の駅番号 (IZ01) も付番されている。
-  横須賀・総武快速線・総武本線・成田線 (JO / yOkosuka-sŌbu) 久里浜駅 (JO 01) - 逗子駅 (JO 06) - 東京駅 (JO 19) - 千葉駅 (JO 28) - 佐倉駅 (JO 33) - 成田空港駅 (JO 37)
千葉駅 - 成田空港駅間は電車特定区間外で、2018年1月に導入され、総武快速線直通列車が停車しない東千葉駅 (JO 29) にも導入された。
-  京浜東北線・根岸線 (JK / Keihin-tohoku) 大船駅 (JK 01) - 横浜駅 (JK 12) - 東神奈川駅 (JK 13) - 大宮駅 (JK 47)
-  横浜線 (JH / yokoHama) 東神奈川駅 (JH 13) - 八王子駅 (JH 32)
直通運転を行う根岸線の大船駅を起点とした通し番号となっている。
-  南武線 (JN / Nanbu)
  - 本線：川崎駅 (JN 01) - 尻手駅 (JN 02) - 立川駅 (JN 26)
  - 支線：（尻手駅 - ）八丁畷駅 (JN 51) - 浜川崎駅 (JN 54)

-  鶴見線 (JI / tsurumI) 
  - 本線：鶴見駅 (JI 01) - 浅野駅 (JI 05) - 安善駅 (JI 06) - 扇町駅 (JI 10)
  - 海芝浦支線：（浅野駅 - ）新芝浦駅 (JI 51) - 海芝浦駅 (JI 52)
  - 大川支線：（安善駅 - ）大川駅 (JI 61)

-  山手線 (JY / Yamanote) 東京駅 (JY 01) - 有楽町駅 (JY 30)（ - 東京駅）
-  中央線快速系統 (JC / Chuō)
  - 中央線快速電車・中央本線：東京駅 (JC 01) - 立川駅 (JC 19) - 高尾駅 (JC 24) - 大月駅 (JC 32)
  - 青梅線：（立川駅 - ）西立川駅 (JC 51) - 拝島駅 (JC 55) - 奥多摩駅 (JC 74)
  - 五日市線：（拝島駅 - ）熊川駅 (JC 81) - 武蔵五日市駅 (JC 86)

高尾駅 - 大月駅間は電車特定区間外で、2019年3月に導入された。
-  中央・総武線各駅停車 (JB / sōBu) 三鷹駅 (JB 01) - 御茶ノ水駅 (JB 18) - 千葉駅 (JB 39)
それぞれ中野駅、西船橋駅には東京メトロ東西線の駅番号（中野駅 (T-01)、西船橋駅 (T-23)）も付番されている。
-  宇都宮線・高崎線 (JU / Utsunomiya) 東京駅 (JU 01) - 大宮駅 (JU 07)
両線は東京駅 - 大宮駅間で線路を共有している。
-  埼京線 (JA / sAikyō) 大崎駅 (JA 08) - 大宮駅 (JA 26)
直通運転を行う東京臨海高速鉄道りんかい線の新木場駅 (R 01) を起点とした通し番号となっている。大崎駅にはりんかい線の駅番号 (R 08) も付番されている。なお、相鉄線直通列車においても大崎駅以北では埼京線のナンバリングが用いられる（大崎駅以南は湘南新宿ラインのナンバリング (JS) が用いられる）。
-  常磐線快速電車 (JJ / Jōban) 上野駅 (JJ 01) - 取手駅 (JJ 10)
同区間を走行する■中距離列車でも使用している。
-  常磐線各駅停車 (JL / jōban-Local) 綾瀬駅 (JL 19) - 取手駅 (JL 32)
直通運転を行う東京メトロ千代田線の代々木上原駅 (C-01) を起点とした通し番号となっている。綾瀬駅には東京メトロ千代田線の駅番号 (C-19) も付番されている。
常磐線は快速・各駅停車のラインカラーは媒体によってまちまちであり統一されていない（常磐緩行線#ラインカラーを参照）。
-  京葉線 (JE / kEiyō) 東京駅 (JE 01) - 市川塩浜駅 (JE 09) - 千葉みなと駅 (JE 17)
駅ナンバリング導入当初は、海浜幕張駅 (JE 14) - 千葉みなと駅 (JE 17) の各駅は1つ小さな数字を使用していた（海浜幕張駅 (JE 13) - 千葉みなと駅 (JE 16)）。2023年（令和5年）3月18日の幕張豊砂駅 (JE 13)の開業に伴い、同駅以降の番号が振り直された。
西船橋駅には武蔵野線の駅番号 (JM 10) のみが付番されている。
-  武蔵野線 (JM / Musashino) （市川塩浜駅 - ）西船橋駅 (JM 10) - 府中本町駅 (JM 35)
直通運転を行う京葉線の東京駅を起点とした通し番号となっている。
-  湘南新宿ライン (JS / Shōnan-Shinjuku) 逗子駅 (JS 06) - 新宿駅 (JS 20) - 大宮駅 (JS 24)
横須賀線の久里浜駅を起点とした通し番号となっている。また、相鉄線直通列車においても武蔵小杉駅 - 大崎駅間ではこのナンバリングが用いられる（大崎駅以北では埼京線のJAが用いられる）。なお、相鉄線直通列車の羽沢横浜国大駅にはJR東日本のナンバリングは設定されず、相鉄のナンバリング (SO51) のみが設定されている。

- スリーレターコード

- 東京駅 TYO
- 神田駅 KND
- 秋葉原駅 AKB
- 上野駅 UEN
- 日暮里駅 NPR
- 池袋駅 IKB
- 新宿駅 SJK
- 渋谷駅 SBY

- 恵比寿駅 EBS
- 大崎駅 OSK
- 品川駅 SGW
- 高輪ゲートウェイ駅 TGW
- 浜松町駅 HMC
- 新橋駅 SMB
- 赤羽駅 ABN

- 浦和駅 URW
- 大宮駅 OMY
- 大船駅 OFN
- 戸塚駅 TTK
- 横浜駅 YHM
- 武蔵小杉駅 MKG
- 川崎駅 KWS

東京モノレール
-  東京モノレール羽田空港線 (MO / MOnorail) モノレール浜松町駅 (MO 01) - 羽田空港第2ターミナル駅 (MO 11)

東京臨海高速鉄道
-  りんかい線 (R / Rinkai)  新木場駅 (R 01) - 大崎駅 (R 08)
大崎駅にはJR東日本により埼京線の駅番号 (JA 08) も付番されている。

### 東京地下鉄・都営地下鉄

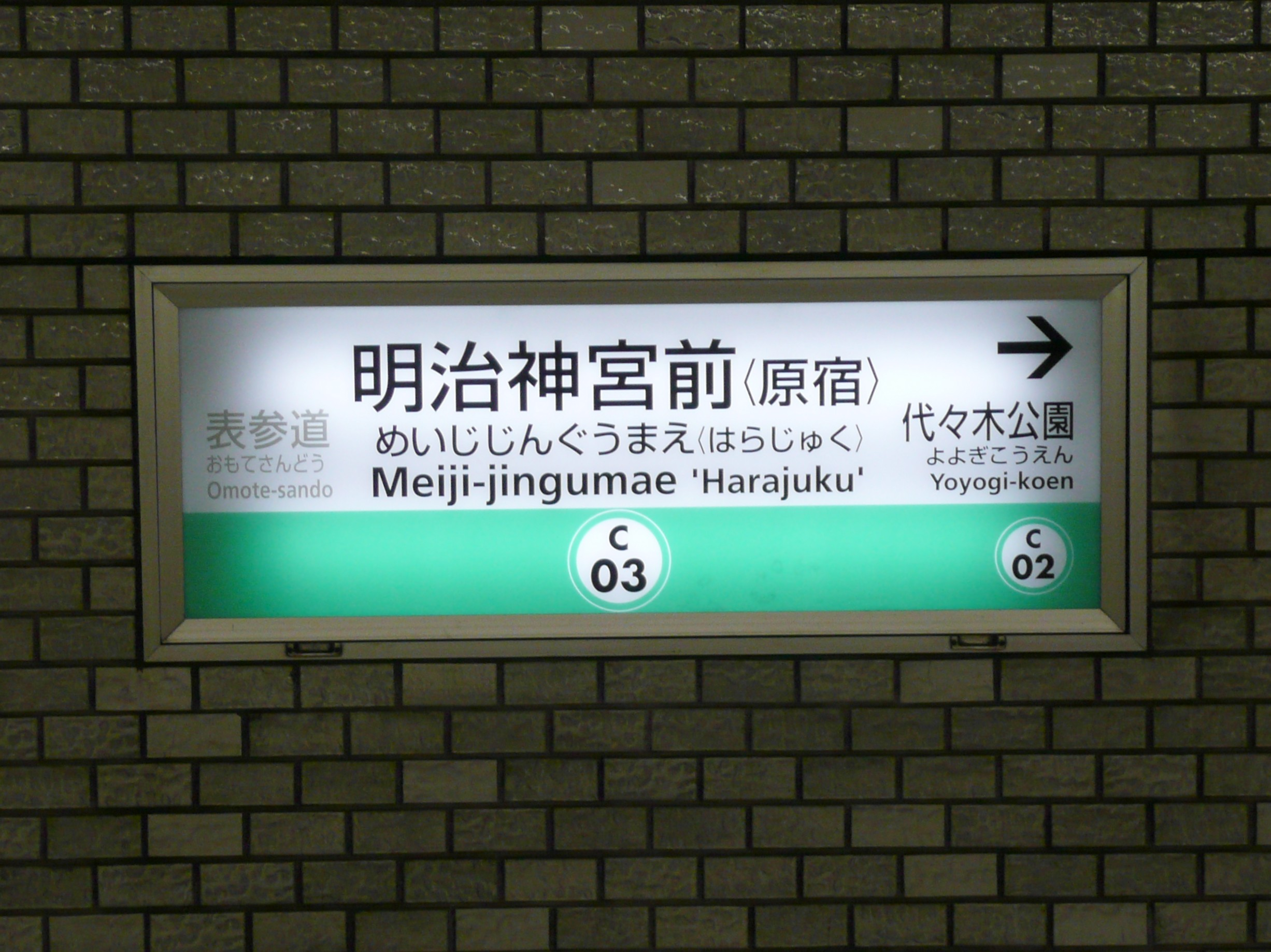
東京地下鉄の駅ナンバリング導入後の駅名標（千代田線明治神宮前駅）

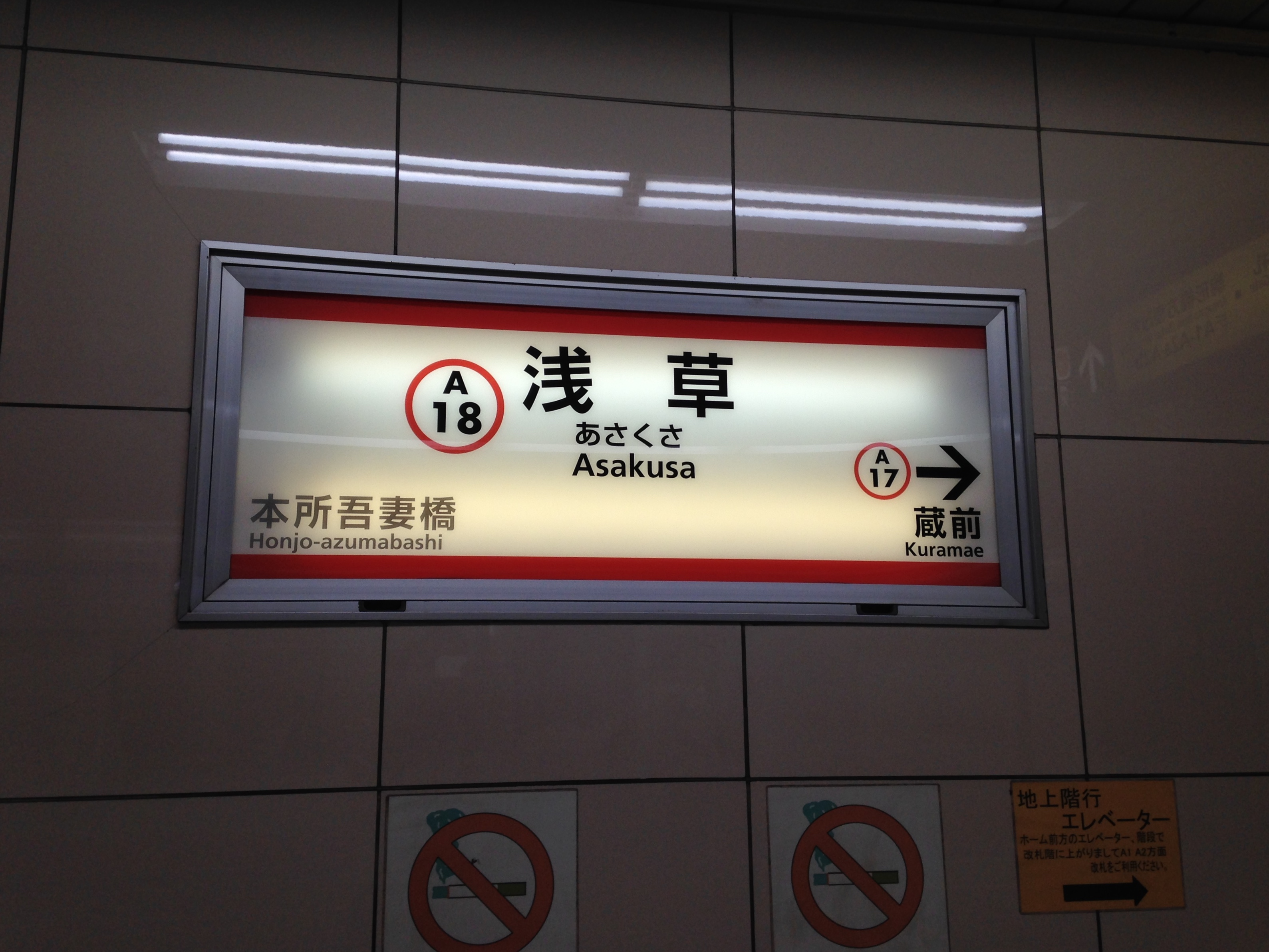
都営地下鉄の駅ナンバリング導入後の駅名標（浅草線浅草駅）

東京地下鉄（東京メトロ）および東京都交通局（都営地下鉄）は2004年（平成16年）4月1日（帝都高速度交通営団〈営団地下鉄〉の民営化と同日）から導入した。方角を基準に定めており、基本的に西・南から東・北に向かって振られている。そのため、路線によっては駅番号01の駅が届出上における終点側の駅になる場合もある。
目黒駅 (N-01/I-01) - 白金高輪駅 (N-03/I-03) 間は東京メトロ南北線と都営地下鉄三田線、和光市駅 (Y-01/F-01) - 小竹向原駅 (Y-06/F-06) 間は東京メトロ有楽町線と東京メトロ副都心線でそれぞれ線路、駅施設を共有しており、1つの駅に2つの駅番号が付番されている。同じ駅については路線記号のみ異なり数字部分は同じである。有楽町線と副都心線の小竹向原駅 (Y-06/F-06) - 池袋駅 (Y-09/F-09) 間はそれぞれ別の線路を使用しているが、途中の駅数が2駅で同数のため、数字部分は同じである。
駅ナンバリングの導入以前は、ラインカラーを付した「○」のみを路線記号として使用していた。
このほか、東京地下鉄の新木場車両基地にある「総合研修訓練センター」には、「訓練線」と呼ばれる非営業線があり、設置されている案内表示での路線記号はK (Kunren) となっている（詳細は新木場車両基地#総合研修訓練センターを参照）。
東京地下鉄
-  銀座線 (G / Ginza) 渋谷駅 (G-01) - 浅草駅 (G-19)
- 丸ノ内線
 本線 (M / Marunouchi) 荻窪駅 (M-01) - 中野坂上駅 (M-06) - 池袋駅 (M-25)
 分岐線（方南町支線） (Mb / Marunouchi branch) 方南町駅 (Mb-03) - 中野新橋駅 (Mb-05)（ - 中野坂上駅）
方南町支線の路線記号は導入当初は「m」を使用していたが、自動放送での読み上げにおいて区別を図るため、2016年11月中旬より順次「Mb」に変更している。
番号部分が03 - 05となっているのは、分岐・合流駅の中野坂上駅 (M-06) に連続させるようにするためである。
-  日比谷線 (H / Hibiya) 中目黒駅 (H-01) - 北千住駅 (H-22)
駅ナンバリング導入当初は、霞ケ関駅 (H-07) - 北千住駅 (H-22) の各駅は1つ小さな数字を使用していた（霞ケ関駅 (H-06) - 北千住駅 (H-21)）。2020年（令和2年）6月6日の虎ノ門ヒルズ駅 (H-06) の開業に伴い、同駅以降の番号が振り直された。
-  東西線 (T / Tozai) 中野駅 (T-01) - 西船橋駅 (T-23)
-  千代田線 (C / Chiyoda) 代々木上原駅 (C-01) - 綾瀬駅 (C-19) - 北綾瀬駅 (C-20)
-  有楽町線 (Y / Yurakucho) 和光市駅 (Y-01) - 池袋駅 (Y-09) - 新木場駅 (Y-24)
-  半蔵門線 (Z / hanZomon) 渋谷駅 (Z-01) - 押上駅 (Z-14)
-  南北線 (N / Namboku) 目黒駅 (N-01) - 白金高輪駅 (N-03) - 赤羽岩淵駅 (N-19)
-  副都心線 (F / Fukutoshin) 和光市駅 (F-01) - 池袋駅 (F-09) - 渋谷駅 (F-16)
2008年6月14日の池袋駅 - 渋谷駅間開業前、小竹向原駅 - 池袋駅間が「有楽町線（新線）」として営業していた時代は、池袋駅（新線池袋駅）には有楽町線と色違い（ブラウン）の「Y-09」が設定されていた。

都営地下鉄
-  浅草線 (A / Asakusa) 西馬込駅 (A-01) - 泉岳寺駅 (A-07) - 押上駅 (A-20)
-  三田線 (I / mIta) 目黒駅 (I-01) - 白金高輪駅 (I-03) - 西高島平駅 (I-27)
-  新宿線 (S / Shinjuku) 新宿駅 (S-01) - 本八幡駅 (S-21)
-  大江戸線 (E / oEdo) （都庁前駅 - ）新宿西口駅 (E-01) - 都庁前駅 (E-28) - 光が丘駅 (E-38)
「Ōedo」の「O」が「0（ゼロ）」と似ていて混乱することが予測されたため、「E」が採用された。
大江戸線のみ基準が異なり、新宿西口駅から 6 の字を時計回りにめぐる形になっている。

### 都電荒川線（東京さくらトラム）、日暮里・舎人ライナー
東京都交通局の都電荒川線（東京さくらトラム）と日暮里・舎人ライナーは、2017年11月下旬から駅ナンバリングを導入した。日暮里・舎人ライナーは開業当初、路線記号を持たず数字部分だけで構成されていたが、2020年東京オリンピック・東京パラリンピックを見据えて路線記号が導入された。なお、2023年に廃止された上野懸垂線には導入されなかった。
-  都電荒川線（東京さくらトラム） (SA / tokyo SAkura Tram) 三ノ輪橋停留場 (SA 01) - 早稲田停留場 (SA 30)
-  日暮里・舎人ライナー (NT / Nippori-Toneri Liner) 日暮里駅 (NT 01) - 見沼代親水公園駅 (NT 13)

### ゆりかもめ
ゆりかもめは2006年3月27日に導入した。「YUrikamome」の「Y」が東京メトロ有楽町線で既に使われていたため、路線記号は「U」。
- 東京臨海新交通臨海線（ゆりかもめ） (U / yUrikamome) 新橋駅 (U-01) - 豊洲駅 (U-16)

### 京成電鉄・北総鉄道・芝山鉄道

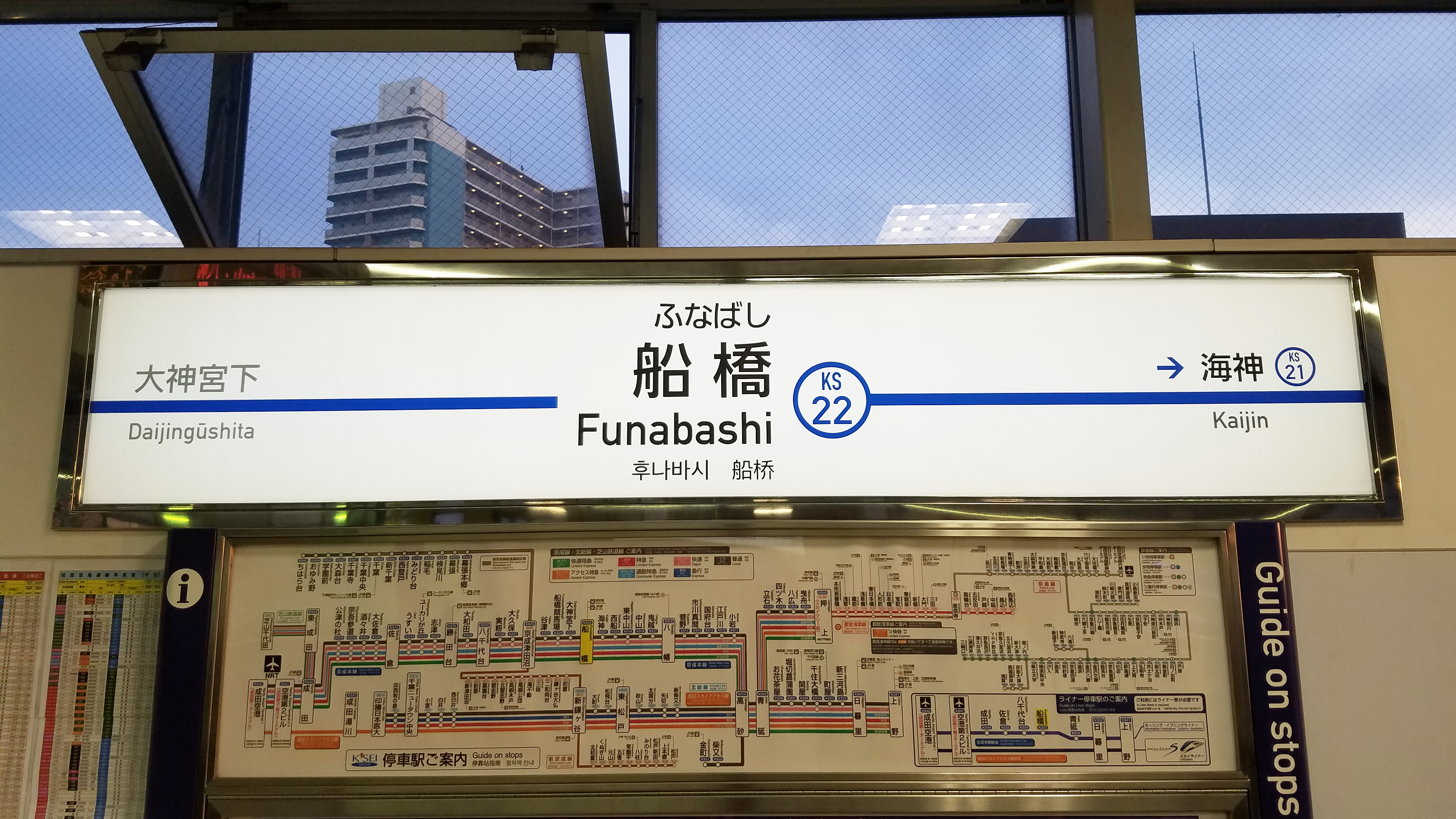
駅ナンバリング導入後の駅名標（京成本線 京成船橋駅）

京成電鉄、北総鉄道、芝山鉄道は、2010年7月17日（成田スカイアクセス線開業日）から、新京成電鉄は2014年2月からそれぞれ導入した。路線記号は京成が「KS」、北総が「HS」、芝山鉄道が「SR」、新京成が「SL」（現在不使用）。これと数字部分で構成される。
付番基準については、京成は京成上野駅を「KS01」として、本線など各路線ごとに本線との接続駅の次の駅から、北総・芝山は、京成との接続駅の次の駅から東へ向け連続番号を振っている。
駅番号の二重付番を行わない方針を採っており、京成本線と京成他路線の分岐駅については本線の番号のみが付番される。成田スカイアクセス線内では北総と重複する東松戸駅・新鎌ヶ谷駅・千葉ニュータウン中央駅・印旛日本医大駅の各駅は駅を管轄する北総の番号 (HS) のみが付番され、逆に起点の京成高砂駅は京成の番号 (KS10) のみが付番される。実際には乗り入れ他社も含めて当該番号を案内に用いている。
また、都営地下鉄浅草線との相互直通運転の境界駅である押上駅には先に浅草線の駅番号が付与されているが、京成の駅番号も付与される。
2025年（令和7年）4月1日には京成電鉄が新京成電鉄を吸収合併し、新京成線は京成電鉄の松戸線となった。それまで付与されていた松戸駅 (SL01) - 京成津田沼駅 (SL24) の駅番号は、新津田沼駅までの各駅を下記の通り振り直し、京成津田沼駅については既存の駅番号 (KS26) に統一されている。
■■京成電鉄 (KS / KeiSei)
-  本線 京成上野駅 (KS01) - 京成津田沼駅 (KS26) - 成田空港駅 (KS42)
-  成田空港線（成田スカイアクセス線）（京成高砂駅 - 印旛日本医大駅 - ）成田湯川駅 (KS43)（ - 空港第2ビル駅 - 成田空港駅）
-  東成田線 （京成成田駅 - ）東成田駅 (KS44)
-  押上線 押上駅 (KS45) - 京成立石駅 (KS49)（ - 青砥駅）
-  金町線 （京成高砂駅 - ）柴又駅 (KS50) - 京成金町駅 (KS51)
-  千葉線 （京成津田沼駅 - ）京成幕張本郷駅 (KS52) - 千葉中央駅 (KS60)
-  千原線 千葉中央駅 (KS60) - ちはら台駅 (KS65)
-  松戸線（京成津田沼駅 - ）新津田沼駅 (KS66) - 松戸駅 (KS88)

■■北総鉄道 (HS / HokuSō)
-  北総線 （京成高砂駅 - ）新柴又駅 (HS01) - 新鎌ヶ谷駅 (HS08) - 印旛日本医大駅 (HS14)

■■芝山鉄道 (SR / Shibayama Railway)
-  芝山鉄道線 （東成田駅 - ）芝山千代田駅 (SR01)

### 京浜急行電鉄

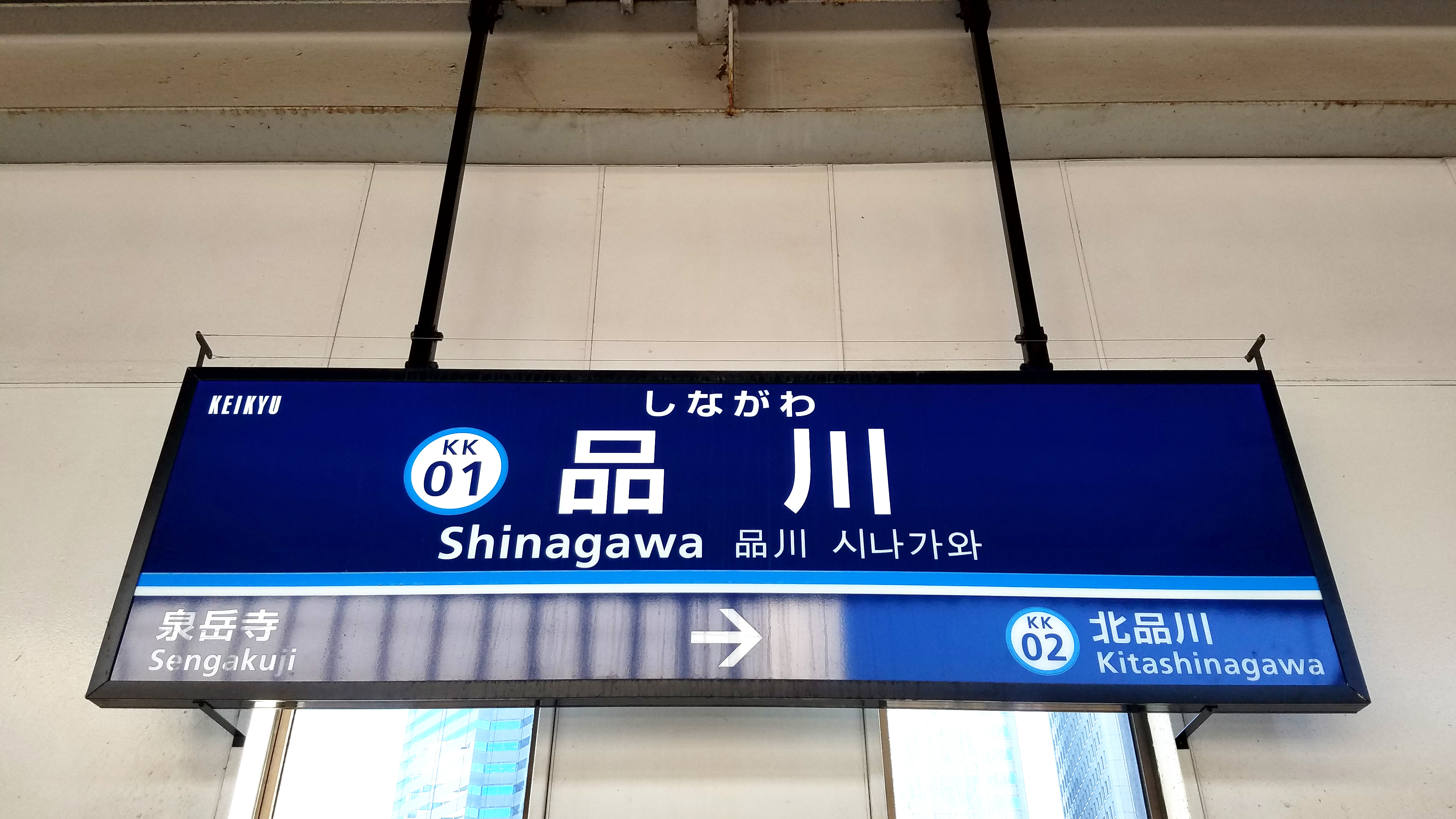
駅ナンバリング導入後の駅名標（品川駅）

京浜急行電鉄は2010年（平成22年）10月21日（羽田空港国際線ターミナル駅〈現・羽田空港第3ターミナル駅〉の開業日）に導入した。路線記号は「KK / KeiKyū」。これと数字部分で構成される。
付番方法は、本線上の駅 → 支線分岐駅 → 支線上の駅 → 本線上の駅の順（例 : 品川駅 - 梅屋敷駅 → 京急蒲田駅 → 糀谷駅 - 羽田空港第1・第2ターミナル駅 → 雑色駅…）で、例外的に本線の堀ノ内駅 - 浦賀駅間は支線、久里浜線は本線と同様に扱う。本線の下り基準で見た場合、堀ノ内駅を除く支線分岐駅の次の駅は番号が連続せず、支線の終点駅の次の番号に飛ぶことになる。
また、本線の泉岳寺駅は導入前から都営地下鉄浅草線の駅番号 (A-07) が導入されていて、案内でもこれを用いている。
- 本線（泉岳寺駅 (A-07) - ）品川駅 (KK01) - 京急蒲田駅 (KK11) → 雑色駅 (KK18) - 京急川崎駅 (KK20) → 八丁畷駅 (KK27) - 金沢八景駅 (KK50) → 追浜駅 (KK54) - 浦賀駅 (KK64)
- 空港線 京急蒲田駅 (KK11) - 羽田空港第1・第2ターミナル駅 (KK17)
- 大師線 京急川崎駅 (KK20) - 小島新田駅 (KK26)
- 逗子線 金沢八景駅 (KK50) - 逗子・葉山駅 (KK53)
- 久里浜線 堀ノ内駅 (KK61) → 新大津駅 (KK65) - 三崎口駅 (KK72)

### 東急電鉄・横浜高速鉄道

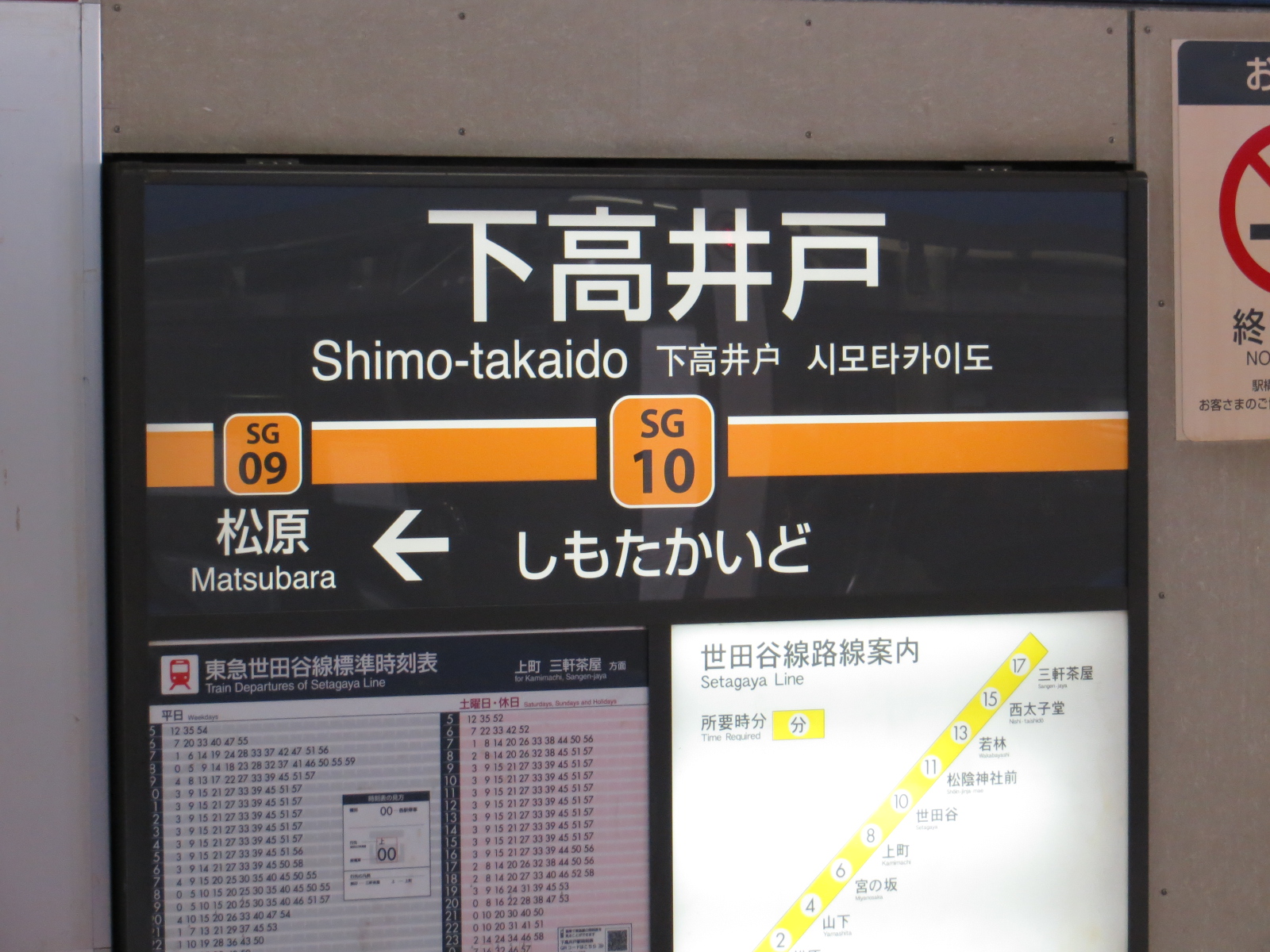
駅ナンバリング導入後の駅名標（東急世田谷線 下高井戸駅）

東急電鉄は2012年2月上旬から、横浜高速鉄道は同年9月下旬頃からそれぞれ導入した。
他社との相互直通運転の境界駅である渋谷駅、目黒駅、横浜駅、中目黒駅（現在日比谷線との直通運転は行っていない）、新横浜駅には他社の駅番号も付番されている。横浜高速鉄道が保有するこどもの国線には第二種鉄道事業者である東急としての駅ナンバリングが導入されている。
東急電鉄
-  東横線 (TY / TōYoko) 渋谷駅 (TY01) - 横浜駅 (TY21)
-  目黒線 (MG / MeGuro) 目黒駅 (MG01) - 日吉駅 (MG13)
-  東急新横浜線 (SH /SHin-yokohamaまたはShin-yokoHama) 新横浜駅 (SH01) - 日吉駅 (SH03)
「SY」が西武山口線で使用済みのため、「SH」が採用された。
-  田園都市線 (DT / Den-en-Toshi) 渋谷駅 (DT01) - 中央林間駅 (DT27)
-  大井町線 (OM / ŌiMachi) 大井町駅 (OM01) - 二子玉川駅 (OM15) - 溝の口駅 (OM16)
二子新地駅、高津駅には大井町線としての駅番号は付番されていない。
-  池上線 (IK / IKegami) 五反田駅 (IK01) - 蒲田駅 (IK15)
-  東急多摩川線 (TM / TaMagawa) 多摩川駅 (TM01) - 蒲田駅 (TM07)
-  世田谷線 (SG / SetaGaya) 三軒茶屋駅 (SG01) - 下高井戸駅 (SG10)
-  こどもの国線 (KD / KoDomonokuni) 長津田駅 (KD01) - こどもの国駅 (KD03)

横浜高速鉄道
-  みなとみらい線 (MM / MinatoMirai) 横浜駅 (MM01) - 元町・中華街駅 (MM06)

### 東武鉄道

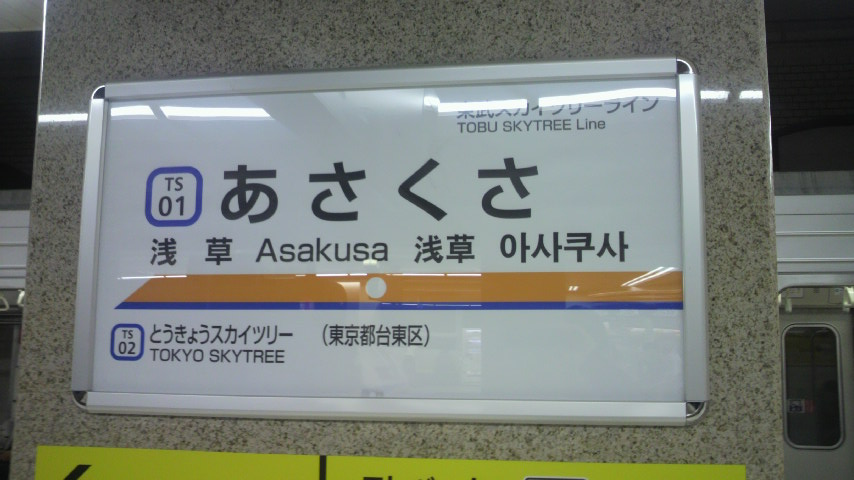
駅ナンバリング導入後の駅名標（東武スカイツリーライン 浅草駅）

東武鉄道は、2012年3月17日から導入した。
路線系統別に路線記号を設定し、数字部分は同一系統内で番台区分していることが特徴で、路線記号と数字部分の間にはハイフンが入る。路線記号の最初の一文字は共通の「T」となっている。複数の路線が乗り入れている駅では、春日部駅以外は二重付番を行わず、支線区は分岐駅の次の駅から順に付番する。
東京メトロとの相互直通運転の境界駅である押上駅・北千住駅・和光市駅には先に東京メトロの駅番号が付与されているが、東武の駅番号も付与される。
- 東武スカイツリーライン系統 (TS / Tobu Skytree)
  - 伊勢崎線（東武スカイツリーライン） 浅草駅 (TS-01) - とうきょうスカイツリー駅 (TS-02) ・ 押上駅 (TS-03) → 曳舟駅 (TS-04) - 東武動物公園駅 (TS-30)
  - 亀戸線 （曳舟駅 - ）小村井駅 (TS-41) - 亀戸駅 (TS-44)
  - 大師線 （西新井駅 - ）大師前駅 (TS-51)
- 伊勢崎線系統 (TI / Tobu Isesaki)
  - 伊勢崎線 （東武動物公園駅 - ）和戸駅 (TI-01) - 伊勢崎駅 (TI-25)
  - 佐野線 （館林駅 - ）渡瀬駅 (TI-31) - 葛生駅 (TI-39)
  - 小泉線 （館林駅 - ）成島駅 (TI-41) - 西小泉駅 (TI-46)、（東小泉駅 - ）竜舞駅 (TI-47)（ - 太田駅）
  - 桐生線 （太田駅 - ）三枚橋駅 (TI-51) - 赤城駅 (TI-57)
- 日光線系統 (TN / Tobu Nikko)
  - 日光線 （東武動物公園駅 - ）杉戸高野台駅 (TN-01) - 東武日光駅 (TN-25)
  - 宇都宮線 （新栃木駅 - ）野州平川駅 (TN-31) - 東武宇都宮駅 (TN-40)
  - 鬼怒川線 （下今市駅 - ）大谷向駅 (TN-51) - 新藤原駅 (TN-58)
    - 駅ナンバリング導入当初は、鬼怒川温泉駅 (TN-56)  - 新藤原駅 (TN-58) の各駅は1つ小さな数字を使用していた（鬼怒川温泉駅 (TN-55) - 新藤原駅 (TN-57)）。2017年（平成29年）7月22日の東武ワールドスクウェア駅開業に先立ち、同年4月21日のダイヤ改正時に鬼怒川温泉駅 - 新藤原駅間の数字を1つ増やし（「TN-55」は暫定的に欠番）、東武ワールドスクウェア駅に「TN-55」を割り当てた[39]。
- 東武アーバンパークライン系統 (TD / Tobu noDa)
  - 野田線（東武アーバンパークライン） 大宮駅 (TD-01) - 柏駅 (TD-24) - 船橋駅 (TD-35)
- 東上線系統 (TJ / Tobu toJo)
  - 東上線 池袋駅 (TJ-01) - 小川町駅 (TJ-33) - 寄居駅 (TJ-39)
    - 駅ナンバリング導入当初は、男衾駅 (TJ-36) - 寄居駅 (TJ-39) のの各駅は1つ小さな数字を使用していた（男衾駅 (TJ-35) - 寄居駅 (TJ-38)）。2020年（令和2年）10月31日のみなみ寄居駅 (TJ-35) 開業に伴い、同駅以降の番号が振り直された[40]。

  - 越生線 （坂戸駅 - ）一本松駅 (TJ-41) - 越生駅 (TJ-47)

### 西武鉄道

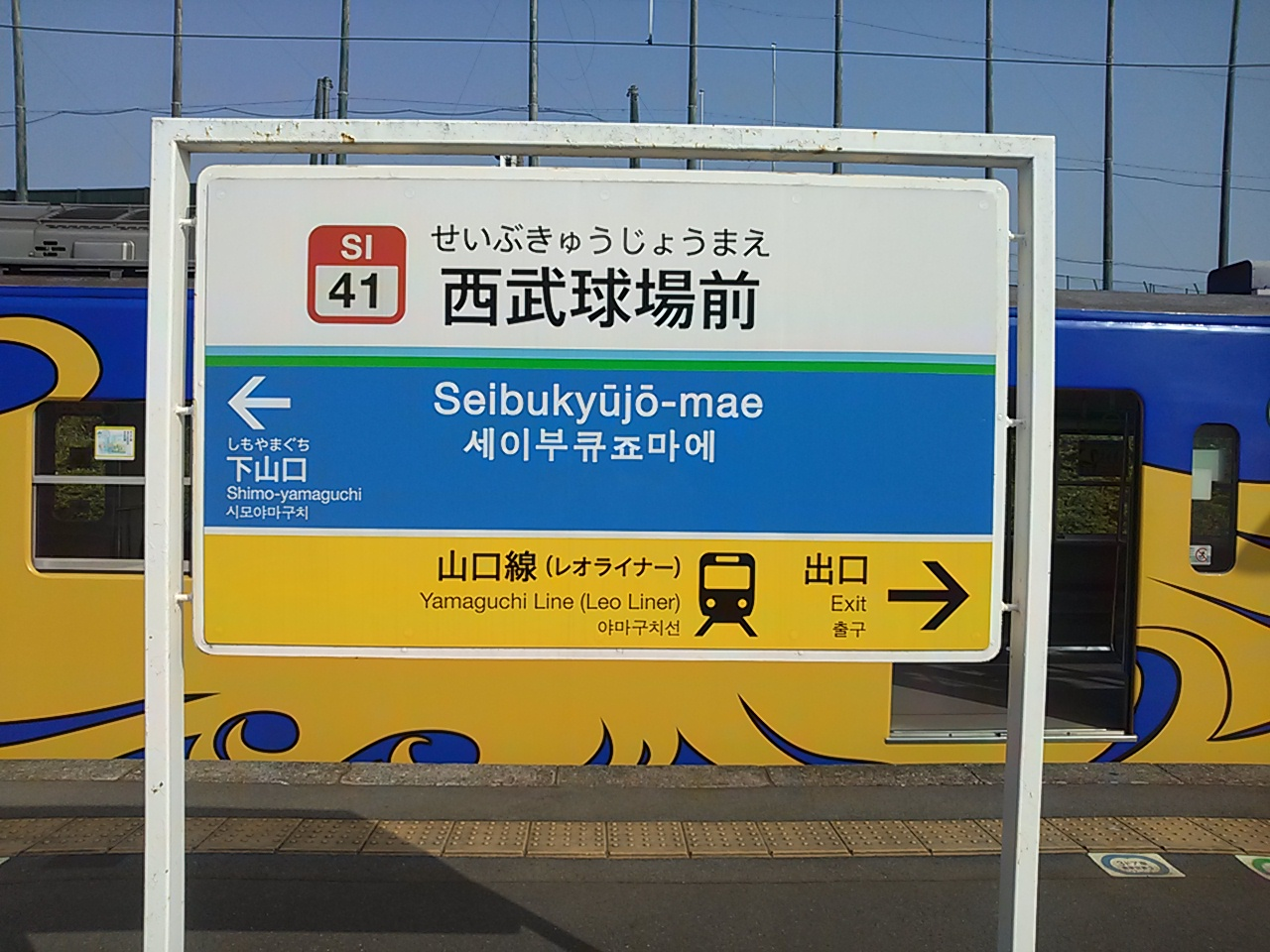
駅ナンバリング導入後の駅名標（狭山線 西武球場前駅）

西武鉄道は、2013年3月から導入した。路線記号の最初の一文字を自社の頭文字の"S"としている点や路線記号を路線系統別に分けている点は東武鉄道などと、路線系統内では連番となっている点は京成電鉄などと共通している。所沢、東村山、小川、国分寺、萩山、多摩湖、西武球場前の各駅はそれぞれの路線系統毎に付番される。
東京メトロとの相互直通運転の境界駅である小竹向原駅には先に東京メトロの駅番号が付与されているが、西武の駅番号も付与されている。
- 池袋線系統 (SI / Seibu Ikebukuro)
  - 池袋線 池袋駅 (SI01) - 飯能駅 (SI26) - 吾野駅 (SI31)
  - 西武秩父線 吾野駅 (SI31) - 西武秩父駅 (SI36)
  - 西武有楽町線 小竹向原駅 (SI37) - 新桜台駅 (SI38)( - 練馬駅)
  - 豊島線 （練馬駅 - ）豊島園駅 (SI39)
  - 狭山線 （西所沢駅 - ）下山口駅 (SI40) - 西武球場前駅 (SI41)
- 新宿線系統 (SS / Seibu Shinjuku)
  - 新宿線 西武新宿駅 (SS01) - 本川越駅 (SS29)
  - 拝島線 （小平駅 - ）萩山駅 (SS30) - 拝島駅 (SS36)
- 山口線 (SY / Seibu Yamaguchi)
  - 山口線 (レオライナー) 多摩湖駅 (SY01) - 西武球場前駅 (SY03)
- 国分寺線系統 (SK / Seibu Kokubunji)
  - 国分寺線 国分寺駅 (SK01) - 東村山駅 (SK05)
  - 西武園線 東村山駅 (SK05) - 西武園駅 (SK06)
- 多摩湖線 (ST / Seibu Tamako)
  - 多摩湖線 国分寺駅 (ST01) - 多摩湖駅 (ST07)
- 多摩川線 (SW / Seibu tamagaWa)
  - 多摩川線 武蔵境駅 (SW01) - 是政駅 (SW06)

### 京王電鉄

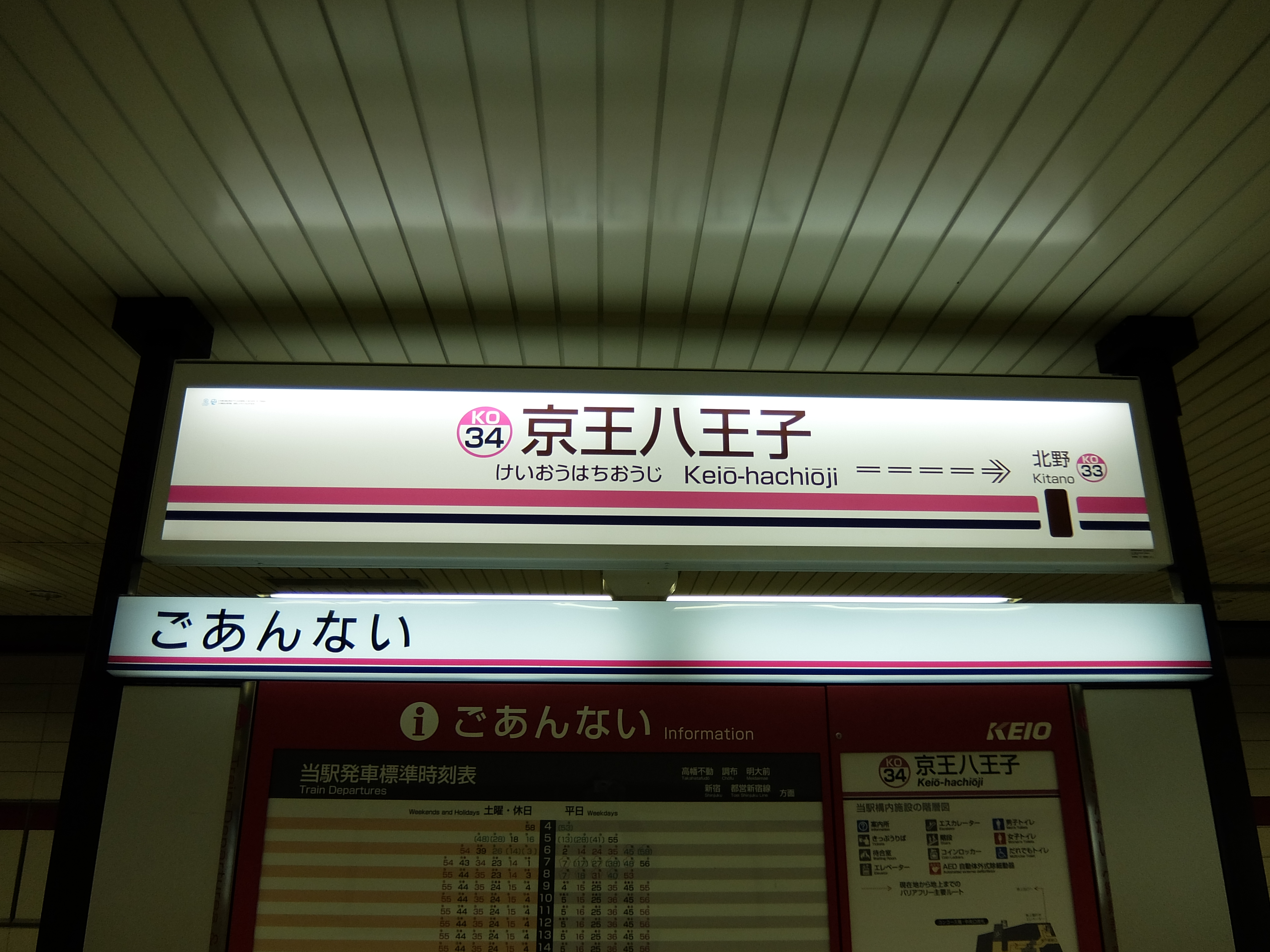
駅ナンバリング導入後の駅名標（京王八王子駅）

京王電鉄は、2013年2月22日から導入した。路線記号は京王線系統が「KO」、井の頭線系統が「IN」。数字部分は京成電鉄や西武鉄道などと同じく、路線系統内で連番となっている。両路線系統が接続する明大前駅には、京王線系統と井の頭線系統の両方の駅番号が付番されている。
都営地下鉄との相互直通運転の境界駅である新線新宿駅には先に都営地下鉄新宿線の駅番号 (S-01) が付与されているが、京王の駅番号（KO01、京王線新宿駅と共通）も付与されている。
- 京王線系統 (KO / KeiO)
  - 京王線 京王線新宿駅 (KO01) → 笹塚駅 (KO04) - 京王八王子駅 (KO34)
  - 京王新線 新線新宿駅 (KO01) - 幡ヶ谷駅 (KO03)
  - 相模原線 （調布駅 - ）京王多摩川駅 (KO35) - 橋本駅 (KO45)
  - 競馬場線 （東府中駅 - ）府中競馬正門前駅 (KO46)
  - 動物園線 （高幡不動駅 - ）多摩動物公園駅 (KO47)
  - 高尾線 （北野駅 - ）京王片倉駅 (KO48) - 高尾山口駅 (KO53)
- 井の頭線系統 (IN / INokashira)
  - 井の頭線 渋谷駅 (IN01) - 吉祥寺駅 (IN17)

### 小田急電鉄・小田急箱根

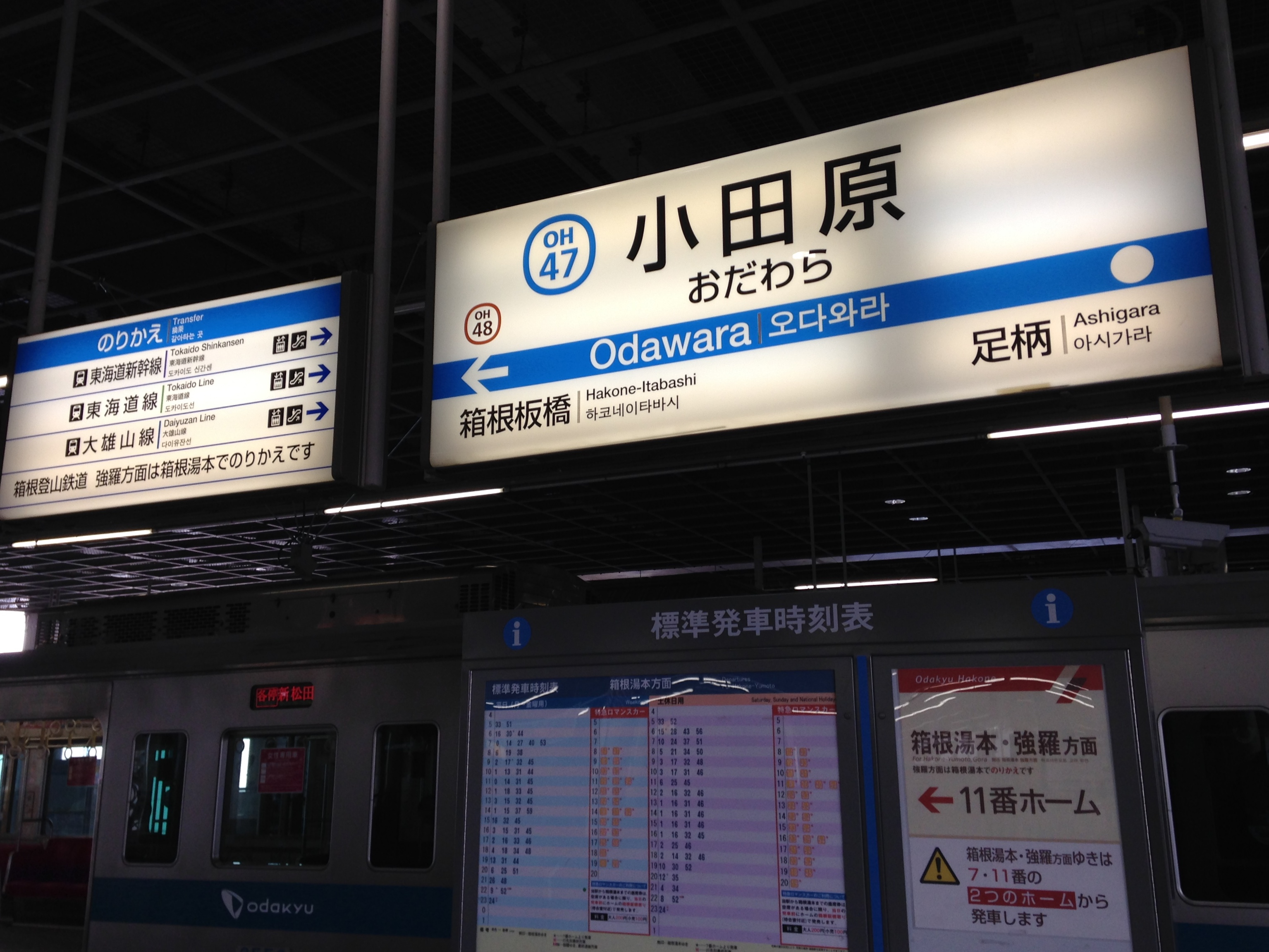
駅ナンバリング導入後の駅名標（小田原駅）

小田急電鉄・小田急箱根（導入当初は箱根登山鉄道・箱根ロープウェイ・箱根観光船）は、2014年1月から順次導入した。
新宿駅 - 箱根方面間は2社の鉄道・鋼索鉄道・索道・航路（小田急小田原線・小田急箱根）が通しで付番されているのが特徴である。この区間の路線記号はいずれも「OH」を用いるが、コーポレートカラーから小田急電鉄の区間は●青系、小田急箱根の区間は●赤系の色を用いて区別している。
小田急の他の鉄道路線の路線記号は江ノ島線が「OE」、多摩線が「OT」。箱根方面、江ノ島線、多摩線ともに番号部は複数の路線が乗り入れている駅では重複付番を行わず、江ノ島・多摩線は起点の次の駅から順に付番する。
代々木上原駅は先に東京メトロ千代田線の駅番号（C-01）が付与されていたが、小田急の駅番号（OH05）も付与されており、路線図などには各社線ごとに駅番号が記載されている。
なお、箱根エリアのバス路線（箱根登山バス・伊豆箱根バス・小田急ハイウェイバス・東海バス）では、2019年4月1日より各停留所に3桁の番号を付番する「バス停ナンバリング」を導入しており、エリア内の案内表示では小田急箱根の駅ナンバリングとあわせて使用されている。また、彫刻の森駅や強羅駅などのように3桁の番号が無く、駅ナンバリングがそのままバス停ナンバリングを兼ねている例も存在する。
- ■小田急電鉄
  -  小田原線 (OH / Odakyu Hakone) 新宿駅 (OH01) - 小田原駅 (OH47)
  -  多摩線 (OT / Odakyu Tama) （新百合ヶ丘駅 - ）五月台駅 (OT01) - 唐木田駅 (OT07)
  -  江ノ島線 (OE / Odakyu Enoshima) （相模大野駅 - ）東林間駅 (OE01) - 片瀬江ノ島駅 (OE16)
- ■小田急箱根 (OH / Odakyu Hakone)
  -  鉄道線（箱根登山電車） 小田原駅 (OH47) - 箱根湯本駅 (OH51) - 強羅駅 (OH57)
  -  鋼索線（箱根登山ケーブルカー） 強羅駅 (OH57) - 早雲山駅 (OH62)
  -  箱根ロープウェイ 早雲山駅 (OH62) - 大涌谷駅 (OH63) - 桃源台駅 (OH65)
  -  箱根海賊船 桃源台港 (OH65) - 箱根町港 (OH66) - 元箱根港 (OH67)

### 相模鉄道

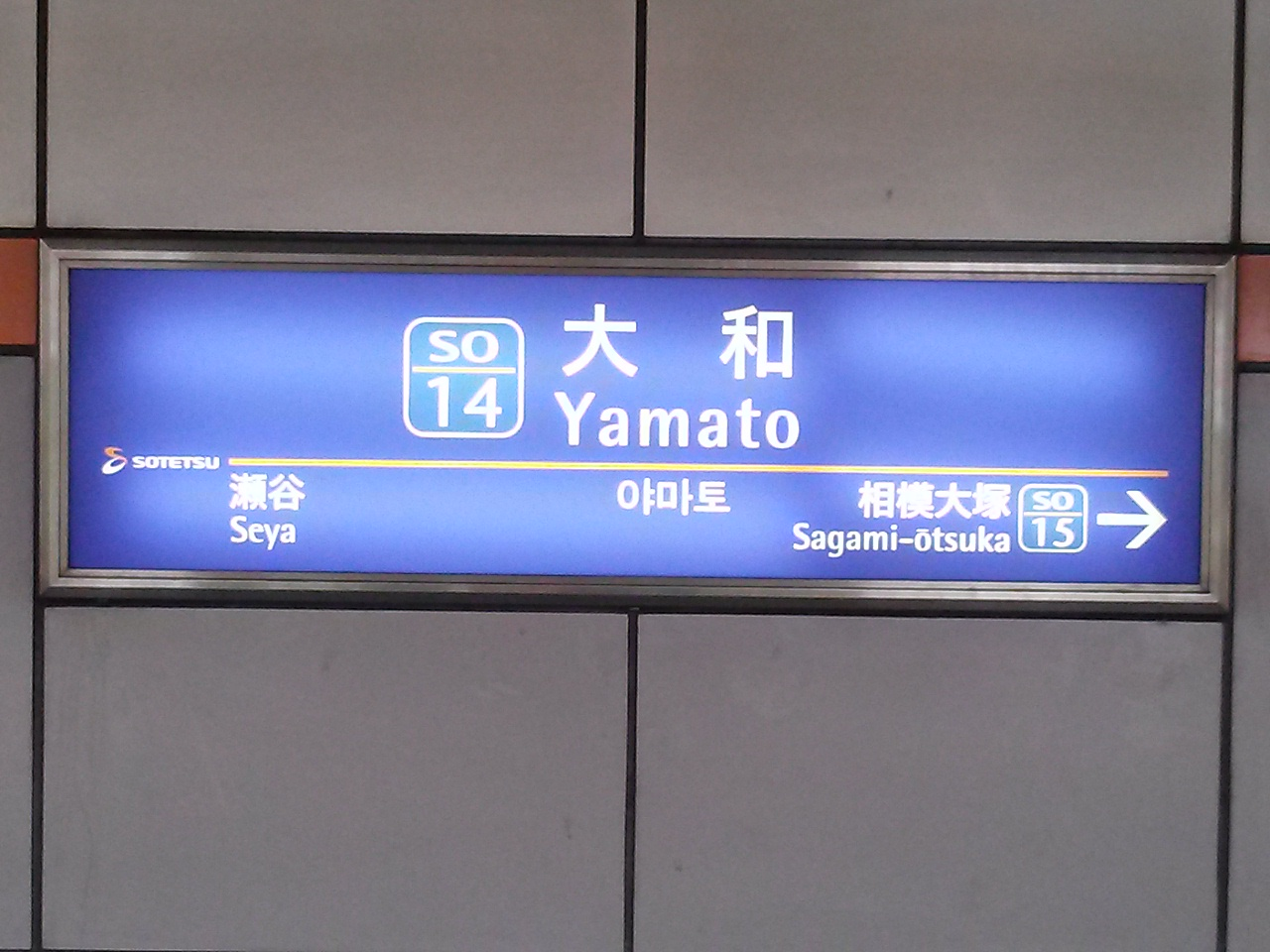
駅ナンバリング導入後の駅名標（大和駅）

相模鉄道は、2014年2月下旬から導入した。路線記号は「SO / SOtetsu」。これと数字部分で構成される。数字部分は相鉄本線が「01」、相鉄いずみ野線が「31」、相鉄新横浜線が「51」から順に付番され、本線と支線の分岐駅である二俣川駅、西谷駅では二重付番を行わず、支線は次の駅から順に付番される。
- 相鉄本線 横浜駅 (SO01) - 海老名駅 (SO18)
- 相鉄いずみ野線 （二俣川駅 - ）南万騎が原駅 (SO31) - 湘南台駅 (SO37)
- 相鉄新横浜線 （西谷駅 - ）羽沢横浜国大駅 (SO51)[46] - 新横浜駅 (SO52)[37]
新横浜駅には東急の駅ナンバリング (SH01) も併記されている。

### 首都圏新都市鉄道
首都圏新都市鉄道は、開業日の2005年8月24日から数字部分のみで導入した。2020年頃から公式ウェブサイトや路線図に路線記号も併せて記載されるようになった（数字のみの案内も引き続き使用）。路線記号は「TX」。
- つくばエクスプレス (TX / Tsukuba eXpress) 秋葉原駅 (TX01) - つくば駅 (TX20)

### 宇都宮ライトレール
宇都宮ライトレールは、開業日の2023年8月26日から導入した。路線記号はなく2桁の数字のみで付番している。
- ■宇都宮芳賀ライトレール線 宇都宮駅東口停留場 (01) - 芳賀・高根沢工業団地停留場 (19)

### わたらせ渓谷鐵道
わたらせ渓谷鐵道は、2017年3月22日から導入した。
- ○WKわたらせ渓谷線 (WK / Watarase Keikoku) 桐生駅 (WK01) - 間藤駅 (WK17)

### 埼玉新都市交通
埼玉新都市交通は、2018年3月23日から導入した。先行し、3月19日から駅名標の多言語表記も追加した。
- 伊奈線（ニューシャトル） (NS/ New Shuttle)  大宮駅 (NS01) - 内宿駅 (NS13)

### 埼玉高速鉄道
埼玉高速鉄道は、2016年度から駅ナンバリングを導入した。
数字部分は赤羽岩淵駅経由で相互直通運転する東京メトロ南北線の目黒駅を起点とした通し番号となっている。なお、赤羽岩淵駅にはすでに東京メトロ南北線の駅番号 (N-19) が付与されているが、埼玉高速鉄道の駅番号も付与される。
- 埼玉高速鉄道線（埼玉スタジアム線） (SR / Saitama Railway) 赤羽岩淵駅 (SR19) - 浦和美園駅 (SR26)

### 秩父鉄道
秩父鉄道は、2022年9月中旬から駅ナンバリングを導入した。
- ■CR 秩父本線 (CR / Chichibu Railway) 羽生駅 (CR01) - 三峰口駅 (CR37)

### 流鉄
流鉄は、2018年5月から導入した。
- 流山線 (RN/Ryutetsu Nagareyama) 馬橋駅 (RN1) - 流山駅 (RN6)

### 千葉都市モノレール
千葉都市モノレールは、2019年2月から導入した。
- (CM / Chiba Monorail)
  - 1号線 千葉みなと駅 (CM01) - 千葉駅 (CM03) → 栄町駅 (CM16) - 県庁前駅 (CM18)
  - 2号線 千葉駅 (CM03) - 千城台駅 (CM15)

### 東葉高速鉄道
東葉高速鉄道は、2014年3月15日から駅ナンバリングを導入した。
東京メトロとの相互直通運転の境界駅である西船橋駅には先に東京メトロ東西線の駅番号 (T-23) が付与されているが、東葉高速鉄道の駅番号も付与されている。
- 東葉高速線 (TR / Toyo Rapid) 西船橋駅 (TR01) - 東葉勝田台駅 (TR09)

### 銚子電気鉄道
銚子電気鉄道は、2018年11月23日から導入した。
- 銚子電気鉄道線（犬吠崖っぷちライン） (CD/Choshi Dentetsu) 銚子駅 (CD01) - 外川駅 (CD10)

### 多摩都市モノレール
多摩都市モノレールは、2018年2月から駅ナンバリングを導入した。
- 多摩都市モノレール線 (TT / Tama Toshi) 多摩センター駅 (TT01) - 上北台駅 (TT19)

### 横浜市営地下鉄
横浜市営地下鉄は、2002年の2002 FIFAワールドカップに合わせて導入した。2008年3月30日から駅構内などで記号部と番号部の2行分かち書きがされている。
- ブルーライン (B / Blue) 湘南台駅 (B01) - あざみ野駅 (B32)
当初は番号だけであったが、実質的な2路線目となるグリーンラインの開業により、既存の1号線（湘南台駅 - 関内駅）・3号線（関内駅 - あざみ野駅）には「ブルーライン」の愛称が使用され、駅番号もBlue lineのBを冠してB01 - B32になった。また、この2つの路線は直通し、一体の路線として運行されていることから、駅番号も連続したものとなっている。
- グリーンライン (G / Green) 中山駅 (G01) - 日吉駅 (G10)

### 横浜シーサイドライン
横浜シーサイドラインは2010年から数字部分のみで導入した。
- ■金沢シーサイドライン 新杉田駅 (1) - 金沢八景駅 (14)

### 江ノ島電鉄
江ノ島電鉄は2011年6月9日から導入した。
- 江ノ島電鉄線 (EN / ENoshima)  藤沢駅 (EN01) - 鎌倉駅 (EN15)[58]

### 湘南モノレール
湘南モノレールは江の島線に導入した。導入時期不明。路線記号は「SMR」。これと1桁の数字部分で構成される。路線記号に3文字を使用している唯一の路線である。
- ■湘南モノレール江の島線 (SMR/Shonan MonoRail) 大船駅 (SMR1) - 湘南江の島駅 (SMR8)

### 伊豆箱根鉄道
導入年不明。公式ホームページや路線図、実際の駅名標で確認できる。
- 大雄山線 (ID / Izuhakone Daiyuzan) 小田原駅 (ID01) - 大雄山駅 (ID12)

## 中部地方での事例

### JR東海

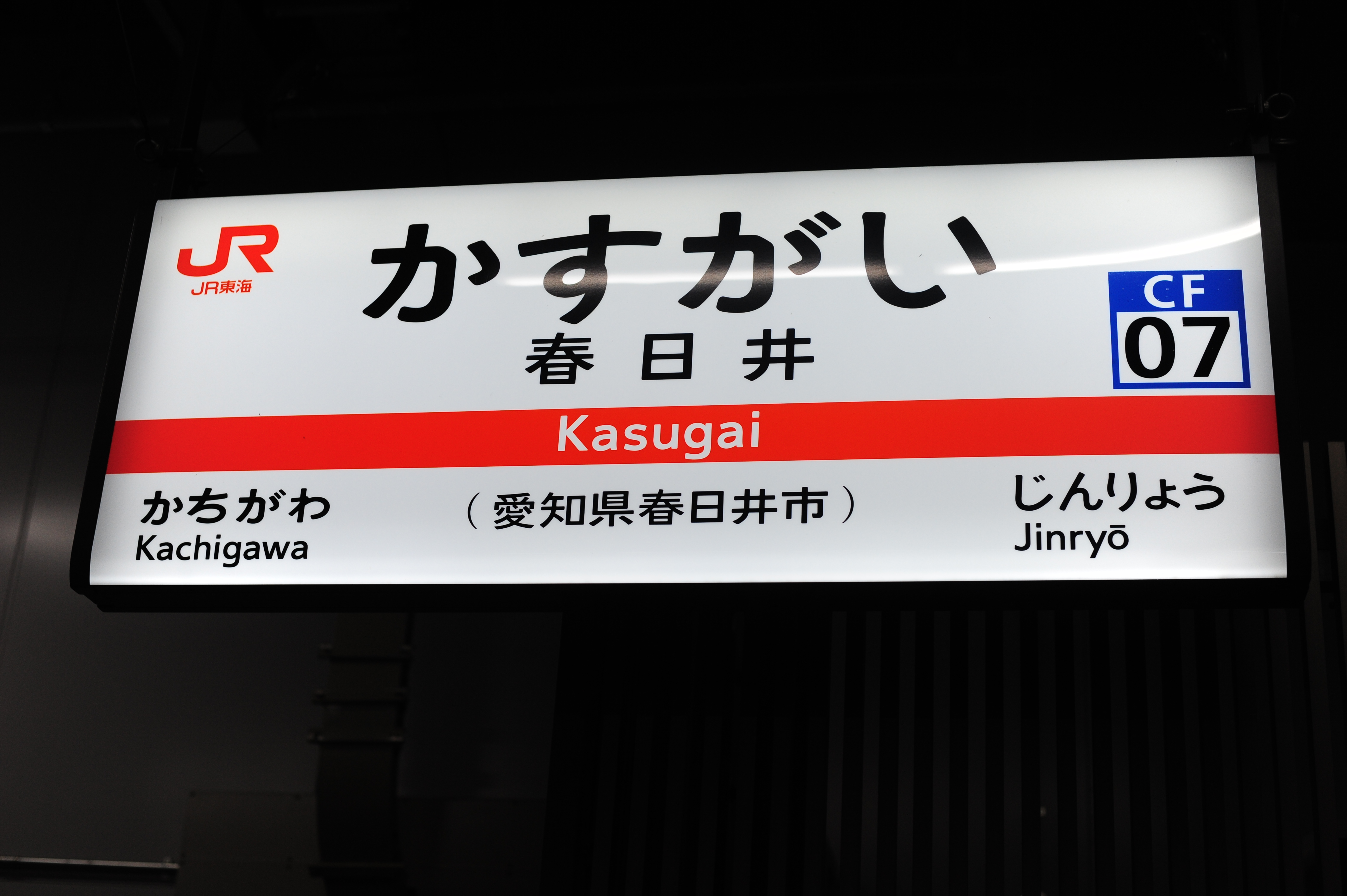
駅ナンバリング導入後の駅名標（中央本線春日井駅）

東海旅客鉄道（JR東海）は、2018年3月から在来線の一部に順次導入した。対象駅は2021年3月13日時点のTOICA利用可能駅とTOICAエリア外主要駅（観光客が多い6駅）となっている。JR他社との境界駅にも、他社の導入状況に関わらず独自の駅ナンバリングが導入されている（熱海駅・米原駅・国府津駅・亀山駅）。
路線記号はラテン文字（英字）2文字からなり、1文字目は全路線共通で「C / JR Central」、2文字目は東海道本線を「A」として、下り方面に向かって分岐する路線順に「B」「C」...とアルファベット順で設定している（一部例外あり）。数字部分は起点を「00」として付番している。TOICAエリア外主要駅には、駅番号が付番されていない駅の数もカウントして付番している。
- 東海道本線（静岡地区・名古屋地区）(CA) 熱海駅 (CA00) - 豊橋駅 (CA42) - 米原駅 (CA83)
- 御殿場線 (CB) 国府津駅 (CB00) - 沼津駅 (CB18)
- 身延線 (CC) 富士駅 (CC00) - 西富士宮駅 (CC07)
- 飯田線 (CD) 豊橋駅 (CD00) - 豊川駅 (CD05)
- 武豊線 (CE) 大府駅 (CE00) - 武豊駅 (CE09)
- 中央本線（名古屋地区）(CF) 名古屋駅 (CF00) - 中津川駅 (CF19)
TOICAエリア外主要駅: 南木曽駅 (CF23)、上松駅 (CF29)、木曽福島駅 (CF30)
- 高山本線 (CG) 岐阜駅 (CG00) - 美濃太田駅 (CG07)
TOICAエリア外主要駅: 下呂駅 (CG16)、高山駅 (CG25)、飛騨古川駅 (CG28)
- 太多線 (CI) 美濃太田駅 (CI00) - 多治見駅 (CI07)
- 関西本線 (CJ) 名古屋駅 (CJ00) - 亀山駅 (CJ17)

### JR東日本
東日本旅客鉄道（JR東日本）では、関東・中部地方の一部の路線で導入されている。
ここでは、全区間が中部地方に属する路線を取り上げる。関東地方からの連番となっている路線は前述。
- 中央本線 (CO / ChuŌ)（大月駅 - ）初狩駅 (CO 33) - 小淵沢駅 (CO 51) - 塩尻駅 (CO 61)
電車特定区間外で、初狩駅 - 小淵沢駅間は2020年3月に導入[61]、信濃境駅 - 塩尻駅間は2025年2月より順次導入[62]。なお、辰野駅経由の支線には導入されない。中央線快速電車の東京駅を起点とした通し番号となっている。
- 篠ノ井線 (SN / ShiNonoi) 塩尻駅 (SN 01) - 篠ノ井駅 (SN 15)
電車特定区間外で、2025年2月より順次導入[62]。
- 信越本線 (SE / ShinEtsu) 篠ノ井駅 (SE 09) - 長野駅 (SE 13)
電車特定区間外で、2025年2月より順次導入[62]。

また、2016年12月12日には「駅ナンバー」を大糸線（南小谷駅 - 松本駅間）に順次導入した。数字部分のみで構成される（駅名標では数字上部に小さく「Ōito Line」と表記される）。番号はJR東日本管轄区間外（西日本旅客鉄道〈JR西日本〉管轄区間内）の糸魚川駅を起点とした通し番号となっている。
- □大糸線 南小谷駅 (9) - 南神城駅 (16) → 簗場駅 (18) - 松本駅 (42)
「17」は臨時駅のヤナバスキー場前駅に付番されていたが、2019年3月16日に廃止されたため欠番となった。

### 伊豆急行
会社から公式発表が特になかったため、導入年並びに導入時期は不明。ただし2016年12月の時点で、駅配布用時刻表の表紙に表記されているほか、2017年11月時点では公式サイトの各駅個別記事に掲出されるようになった。また、駅名標にも記載される。なお、伊東駅にはJR東日本の伊東線の駅番号 (JT 26) も付されているが、ナンバリングの実施は伊豆急行が先である。
- 伊豆急行線 (IZ / IZukyu) 伊東駅 (IZ01) - 伊豆急下田駅 (IZ16)

### 富士山麓電気鉄道
富士山麓電気鉄道では2011年7月1日、富士吉田駅の富士山駅への改称とともに本格実施。ただし、それ以前から一部では導入していた。
- ●FJ 富士急行線 (FJ / FuJikyu)
  - 大月線 大月駅 (FJ01) - 富士山駅 (FJ16)
  - 河口湖線 富士山駅 (FJ16) - 河口湖駅 (FJ18)

### 長野電鉄
導入年不明。一部駅の駅名標には記載されていないが、駅掲出の時刻表・車内掲出の路線図などに表示されている。
- ●N 長野線 (N / Nagano) 長野駅 (N1) - 湯田中駅 (N24)
- ●Y 屋代線 (Y / Yashiro)[65] 屋代駅 (Y1) - 須坂駅 (NY13)
  - 長野線と接続していた須坂駅は、両路線どちらの起点から数えても13番目にあたるため、路線記号をまとめて「NY13」とされていたが、廃止後は「N13」に変更された[66]。

### 上田電鉄
2016年4月1日より導入。駅名標に記載。
- ●BE 別所線 (BE / BEssho) 上田駅 (BE01) - 別所温泉駅 (BE15)

### アルピコ交通
2017年3月上旬より導入。駅名標に記載。
- ●AK 上高地線 (AK / Alpico Kotsu) 松本駅 (AK01) - 新島々駅 (AK14)
  - 新島々駅で接続するバス路線にも併せて停留所ナンバリングが導入された。

### 伊豆箱根鉄道
導入年不明。公式ホームページや路線図、実際の駅名標で確認できる。
- 駿豆線 (IS / Izuhakone Sunzu) 三島駅 (IS01) - 修善寺駅 (IS13)

### 岳南電車
岳南電車は、2020年4月頃より導入。沿線から見える富士山にちなみ、富士山をモチーフとした独自のデザインを使用する。
- ●GD 岳南線 (GD / Gakunan Densha) 吉原駅 (GD01) - 岳南江尾駅 (GD10)

### 静岡鉄道

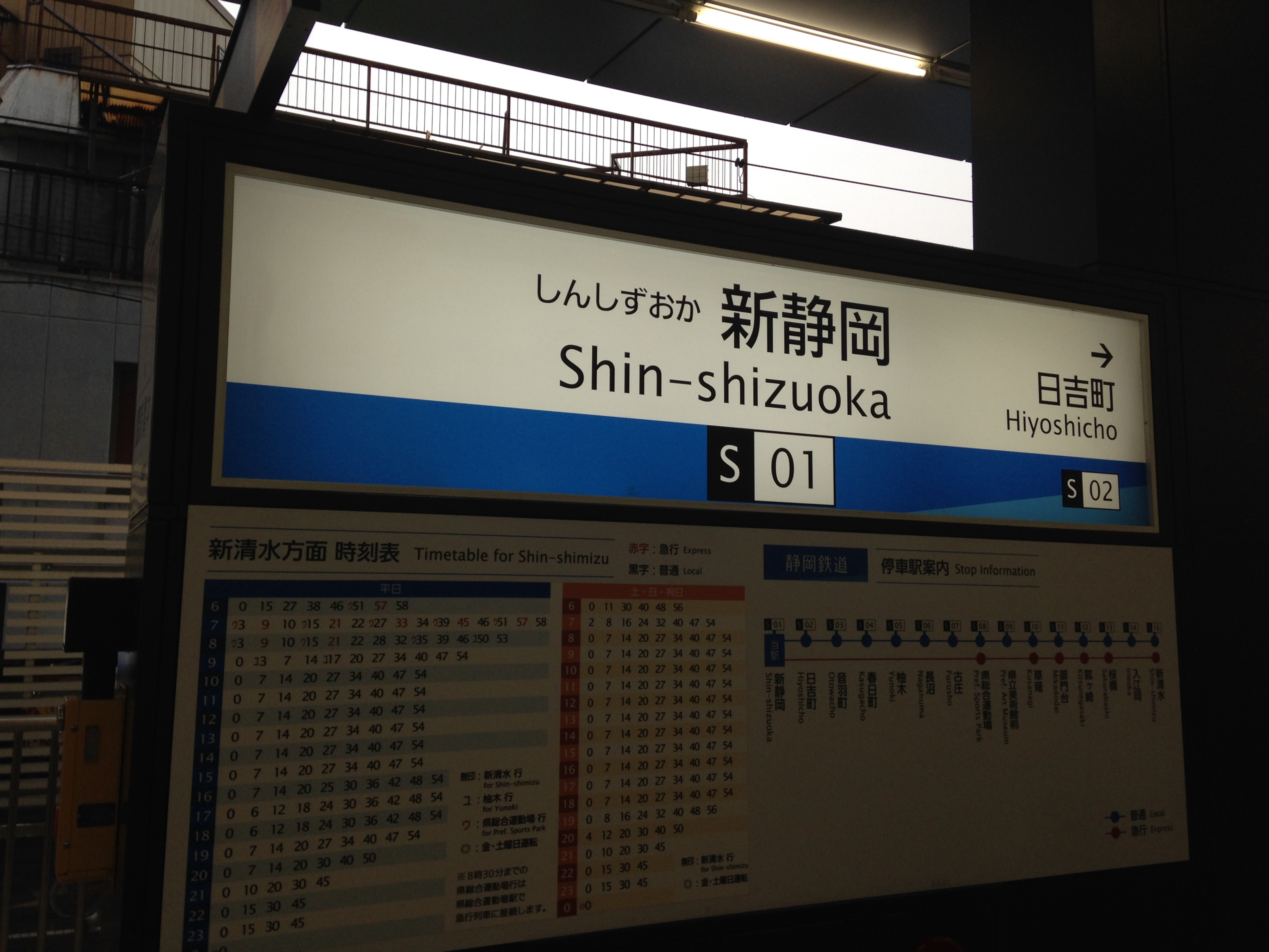
駅名標（新静岡駅）

静岡鉄道は、2011年10月1日から本格実施。ただしそれ以前から一部では導入していた。駅名標に記載。
- ■S 静岡清水線 (S / Shizutetsu) 新静岡駅 (S01) - 新清水駅 (S15)

### 遠州鉄道
遠州鉄道は、2007年12月中旬から数字部分のみで導入した。2021年からは路線記号も導入されている（数字のみの案内も引き続き使用）。なお2007年4月1日、8月1日にそれぞれ駅名変更した遠州病院駅、美薗中央公園駅とその両隣の駅の計6駅は、駅名変更時から駅名標に先行導入していた。
- ET 鉄道線 (ET / Enshu Tetsudo) 新浜松駅 (ET01) - 西鹿島駅 (ET18)

### 長良川鉄道
2017年より導入。駅名標に記載。車内で発行される整理券と同じ番号になっている。
- 越美南線 美濃太田駅 (0) - 北濃駅 (37)

### 明知鉄道
2017年より導入。駅名標に記載。終点側から起点側に向かって番号が増える形になっている。
- 明知線 明智駅 (1) - 恵那駅 (11)

### 樽見鉄道
導入年不明。公式サイトの時刻表及び駅名標に記載。
- ○TR 樽見線 (TR / Tarumi Railway) 大垣駅 (TR01) - 樽見駅 (TR19)

### 伊勢鉄道
2008年8月1日から導入。ワンマン運転時に発行される整理券と番号は同じである。記号（英文字）は特に設定されていない。1と2はそれぞれ直通先の東海旅客鉄道（JR東海）関西本線四日市駅および南四日市駅にあてがわれる。
- 伊勢線 河原田駅 (3) - 津駅 (12)

### 豊橋鉄道
豊橋鉄道では、2007年に路面電車の東田本線、2008年に渥美線に導入された。複数の路線を有する事業者であるが、記号部分（英字）を持っていない。
- 東田本線 駅前停留場 (1) - 赤岩口停留場 (13)・運動公園前停留場 (14)
- 渥美線 新豊橋駅 (1) - 三河田原駅 (16)

### 名古屋市交通局・名古屋ガイドウェイバス・名古屋臨海高速鉄道・愛知高速交通

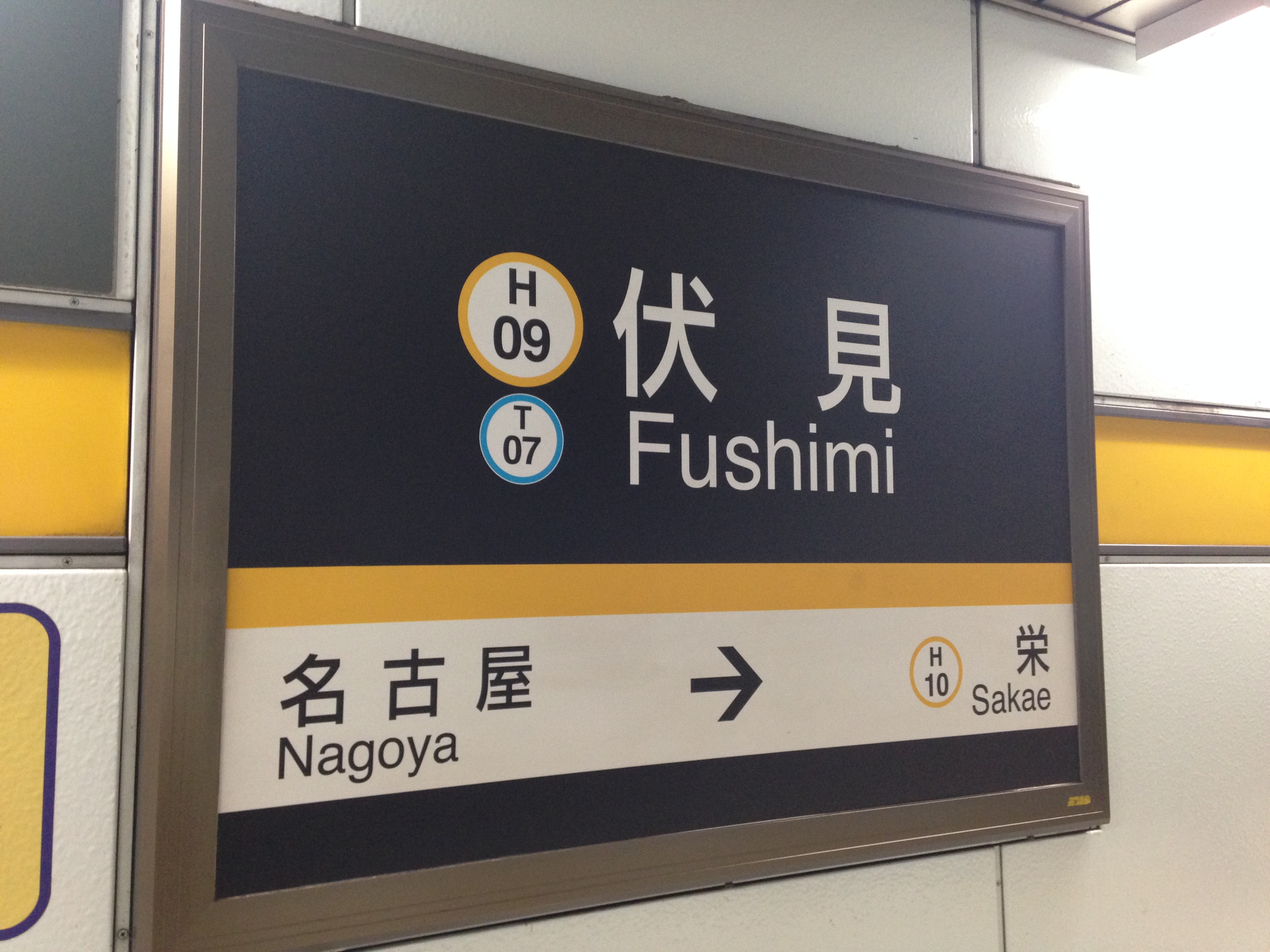
駅ナンバリング導入後の駅名標（東山線伏見駅）

名古屋市営地下鉄では、名古屋市営地下鉄名城線の名古屋大学駅 - 新瑞橋駅間開業と環状運転開始日である2004年10月6日に全線全駅で導入された。また、名古屋ガイドウェイバスや同日に旅客営業を開始した名古屋臨海高速鉄道でも同日に導入された。
愛知高速交通では2005年3月6日の開業時に導入された。これらは2005年日本国際博覧会（愛・地球博）に先立って中部運輸局が各社に呼びかけて実現したものである。

#### 名古屋市営地下鉄
- 東山線 (H / Higashiyama) 高畑駅 (H01) - 藤が丘駅 (H22)
- 名城線・名港線
  -  名城線 (M / Meijo) 金山駅 (M01) - 大曽根駅 (M12) - 新瑞橋駅 (M23) - 西高蔵駅 (M28)（ - 金山駅）
    - 金山駅 - 栄駅 - 大曽根駅間は名港線とともに名古屋市高速度鉄道2号線、その余は同4号線であるが、特に区別されず愛称名で路線記号を分けている。

  -  名港線 (E / mEiko) 金山駅 (E01) - 名古屋港駅 (E07)
    - 名城線の路線記号「M」との重複を避けるため、「MEiko」の「E」を使用。
- 鶴舞線 (T / Tsurumai) 上小田井駅 (T01) - 赤池駅 (T20)
  - それぞれ上小田井駅には名鉄犬山線としての駅番号 (IY03)、赤池駅には名鉄豊田線としての駅番号 (TT07) も付される。
- 桜通線 (S / Sakuradori) 太閤通駅 (S01) - 徳重駅 (S21)
- 上飯田線 (K / Kamiiida) 上飯田駅 (K01) - 平安通駅 (K02)
  - 上飯田駅には名鉄小牧線としての駅番号 (KM13) も付される。

#### 名古屋ガイドウェイバス
- ●Y ガイドウェイバス志段味線（ゆとりーとライン）(Y / Yutorito) 大曽根駅 (Y01) - 小幡緑地駅 (Y09)
  - 小幡緑地駅以北の一般道路区間には導入されていない。

#### 名古屋臨海高速鉄道
- ●AN 西名古屋港線（あおなみ線） (AN / AoNami) 名古屋駅 (AN01) - 金城ふ頭駅 (AN11)

#### 愛知高速交通
- ●L 東部丘陵線（リニモ） (L / Linimo) 藤が丘駅 (L01) - 八草駅 (L09)

### 愛知環状鉄道
愛知環状鉄道では、2004年4月1日から導入された。導入後の2005年3月1日に新駅が2駅開業しているが、導入時に予めその2駅も含めて付番されており、枝番等のない連続する番号になっている。
- 愛知環状鉄道線 岡崎駅 (01) - 高蔵寺駅 (23)

### 名古屋鉄道

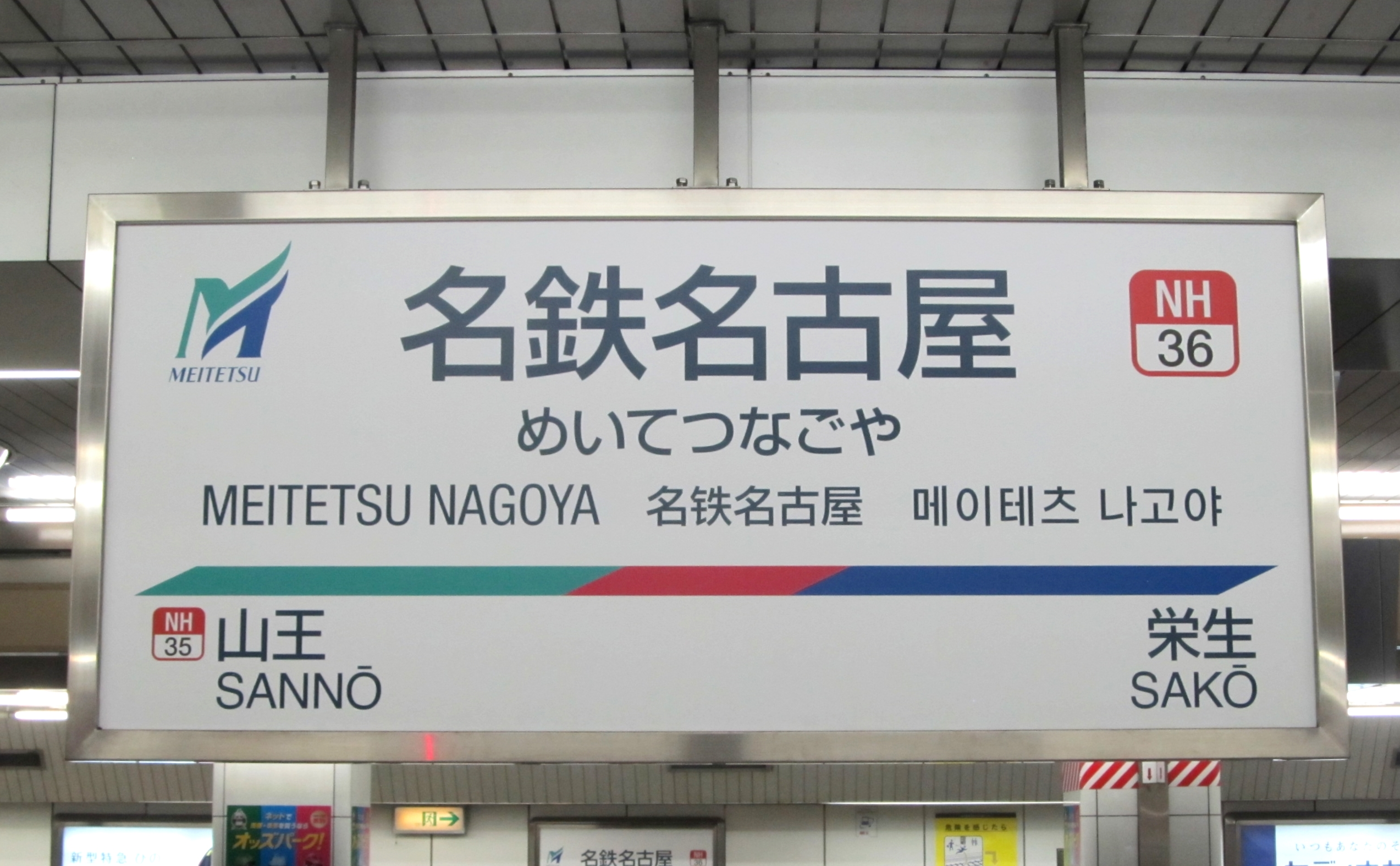
駅ナンバリング導入後の駅名標（名鉄名古屋駅）

名古屋鉄道は、2016年3月14日以降順次導入した。幹線同士および幹線と支線との分岐駅では、より幹線側の駅番号1つのみが割り振られる。
名古屋市営地下鉄との相互直通運転の境界である上小田井駅、赤池駅、上飯田駅には先に市営地下鉄の駅番号が付与されているが、名鉄の駅番号も付与される。
- 名古屋本線 (NH / Nagoya-Honsen) 豊橋駅 (NH01) - 名鉄岐阜駅 (NH60)
- 豊川線 (TK / Toyokawa)（国府駅 (NH04) - ）八幡駅 (TK01) - 豊川稲荷駅 (TK04)
- 西尾線・蒲郡線 (GN / Gamagori, Nishio)（新安城駅 (NH17) - ）北安城駅 (GN01) - 吉良吉田駅 (GN13) - 蒲郡駅 (GN22)
- 三河線 (海線 / MU / Mikawa Umi)（知立駅 (NH19) - ）重原駅 (MU01) - 碧南駅 (MU11)
- 三河線 (山線 / MY / Mikawa Yama)（知立駅 (NH19) - ）三河知立駅 (MY01) - 猿投駅 (MY11)
- 豊田線 (TT / Toyota)（梅坪駅 (MY08) - ）上豊田駅 (TT01) - 赤池駅 (TT07)
- 常滑線・空港線 (TA / Tokoname, Airport)（神宮前駅 (NH33) - ）豊田本町駅 (TA01) - 常滑駅 (TA22) - 中部国際空港駅 (TA24)
- 築港線 (CH / Chikko)（大江駅 (TA03) - ）東名古屋港駅 (CH01)
- 河和線・知多新線 (KC / Kowa, Chita)（太田川駅 (TA09) - ）高横須賀駅 (KC01) - 富貴駅 (KC17) - 河和駅 (KC19) / 富貴駅 (KC17) → 上野間駅 (KC20) - 内海駅 (KC24)
  - 加木屋中ノ池駅の「KC02」は駅ナンバリング導入時は欠番であった。
- 津島線・尾西線 (TB / Tsushima, Bisai)（須ヶ口駅 (NH42) - ）甚目寺駅 (TB01) - 津島駅 (TB07) - 弥富駅 (TB11)
- 尾西線 (BS / Bisai)（津島駅 (TB07) - ）町方駅 (BS01) - 観音寺駅 (BS12)（ - 名鉄一宮駅 (NH50) - ）西一宮駅 (BS21) - 玉ノ井駅 (BS24)
  - 名鉄一宮駅を境に番号を振り直している。
- 竹鼻線・羽島線 (TH / Takehana, Hashima)（笠松駅 (NH56) - ）西笠松駅 (TH01) - 江吉良駅 (TH08) - 新羽島駅 (TH09)
- 犬山線 (IY / Inuyama) 下小田井駅 (IY01) - 新鵜沼駅 (IY17)
- 広見線 (HM / Hiromi)（犬山駅 (IY15) - ）富岡前駅 (HM01) - 御嵩駅 (HM10)
- 小牧線 (KM / Komaki)（犬山駅 (IY15) - ）羽黒駅 (KM01) - 上飯田駅 (KM13)
- 各務原線 (KG / Kakamigahara)（新鵜沼駅 (IY17) - ）鵜沼宿駅 (KG01) - 田神駅 (KG16)（ - 名鉄岐阜駅 (NH60)）
- 瀬戸線 (ST / Seto) 栄町駅 (ST01) - 尾張瀬戸駅 (ST20)

### 三岐鉄道
三岐鉄道は、2024年6月末までに導入した。駅名標に記載。両線ともに他社線との接続駅でもある起点から付番している。近辺ではSは桜通線が、Hは東山線及び近鉄天理線が先に使用しているが、考慮せずに英文字各1字+数字2桁のみの構成となっている。
- S 三岐線 (S / Sangi) 近鉄富田駅 (S01) - 西藤原駅 (S15)
  - 近鉄富田駅には近鉄名古屋線としての駅番号 (E17) も付される。
- H 北勢線 (H / Hokusei) 西桑名駅 (H01) - 阿下喜駅 (H13)

### 富山地方鉄道
富山地方鉄道は、2019年2月9日から軌道線系統、同年3月16日から鉄道線系統にそれぞれ導入し、富山ライトレールから合併吸収した富山港線にも2020年3月21日から導入した。路線（系統）記号は鉄道線系統が「T」(Toyama) 、軌道線系統が「C」(Chiho)。駅番号は路線記号とアラビア数字二桁から構成される。同じ系統内での二重付番は行わない。
- 鉄道線系統[76] (T / Toyama)
  - ■T 本線 電鉄富山駅 (T01) - 稲荷町駅 (T02) - 寺田駅 (T08) - 宇奈月温泉駅 (T41)
  - ■T 立山線（寺田駅 - ）稚子塚駅 (T44) - 岩峅寺駅 (T51) - 立山駅 (T56)
  - ■T 不二越線・上滝線（稲荷町駅 - ）栄町駅 (T58) - 大川寺駅 (T70)（ - 岩峅寺駅）
    - 「T42」「T43」「T57」は欠番。

- 軌道線系統（富山軌道線・富山港線）[77][78] (C / Chiho)
  - ●C 本線 南富山駅前停留場 (C01) - 中町（西町北）停留場 (C09) - 富山駅停留場 (C15)
  - ●C 支線・安野屋線・呉羽線 富山駅停留場 (C15) - 丸の内停留場 (C18) - 富山大学前停留場 (C22)
  - ○C 富山都心線（丸の内停留場 - ）国際会議場前停留場 (C23) - グランドプラザ前停留場 (C25)（ - 中町（西町北）停留場）
  - ●C 富山港線（富山駅停留場 - ）オークスカナルパークホテル富山前停留場 (C26) - 岩瀬浜駅 (C39)

### 北陸鉄道
北陸鉄道では、2019年4月1日のダイヤ改正に合わせ、駅ナンバリングを導入することが発表された。
- ○I 石川線 (I / Ishikawa) 野町駅 (I01) - 鶴来駅 (I17)
- ○A 浅野川線 (A / Asanogawa) 北鉄金沢駅 (A01) - 内灘駅 (A12)

### えちぜん鉄道・福井鉄道
えちぜん鉄道と福井鉄道とでは、2017年3月25日より駅ナンバリングを導入することが発表された。路線記号は、えちぜん鉄道が「Echizen」から「E」、福井鉄道が「Fukui」から「F」で、これと数字で構成される。また、両社とも番号については1桁番台の0詰めをしていない。
なお、両社の接続駅である田原町駅には、両社双方の駅番号（えちぜん鉄道：E26、福井鉄道：F24）が付与される。また、福井鉄道は京浜急行電鉄同様の方式で、起点のたけふ新駅を基準に途中の支線（駅前線）に向けて連続させる付番形態となっている。

#### えちぜん鉄道
- ●E 勝山永平寺線 福井駅 (E1) - 勝山駅 (E23)
- ●E 三国芦原線 (福井口駅 - )まつもと町屋駅 (E24) - 田原町駅 (E26) - 三国港駅 (E44)
  - 分岐駅の福井口駅は勝山永平寺線としての駅番号 (E3) だけが付けられる。臨時駅の仁愛グランド前駅には、駅番号が付与されていない。

#### 福井鉄道
- ●F 福武線
  - たけふ新駅 (F0) - 福井城址大名町停留所 (F21)→仁愛女子高校停留所 (F23) - 田原町駅 (F24)
  - 駅前線 (福井城址大名町停留所 - )福井駅停留所 (F22)

## 近畿地方での事例

### JR西日本

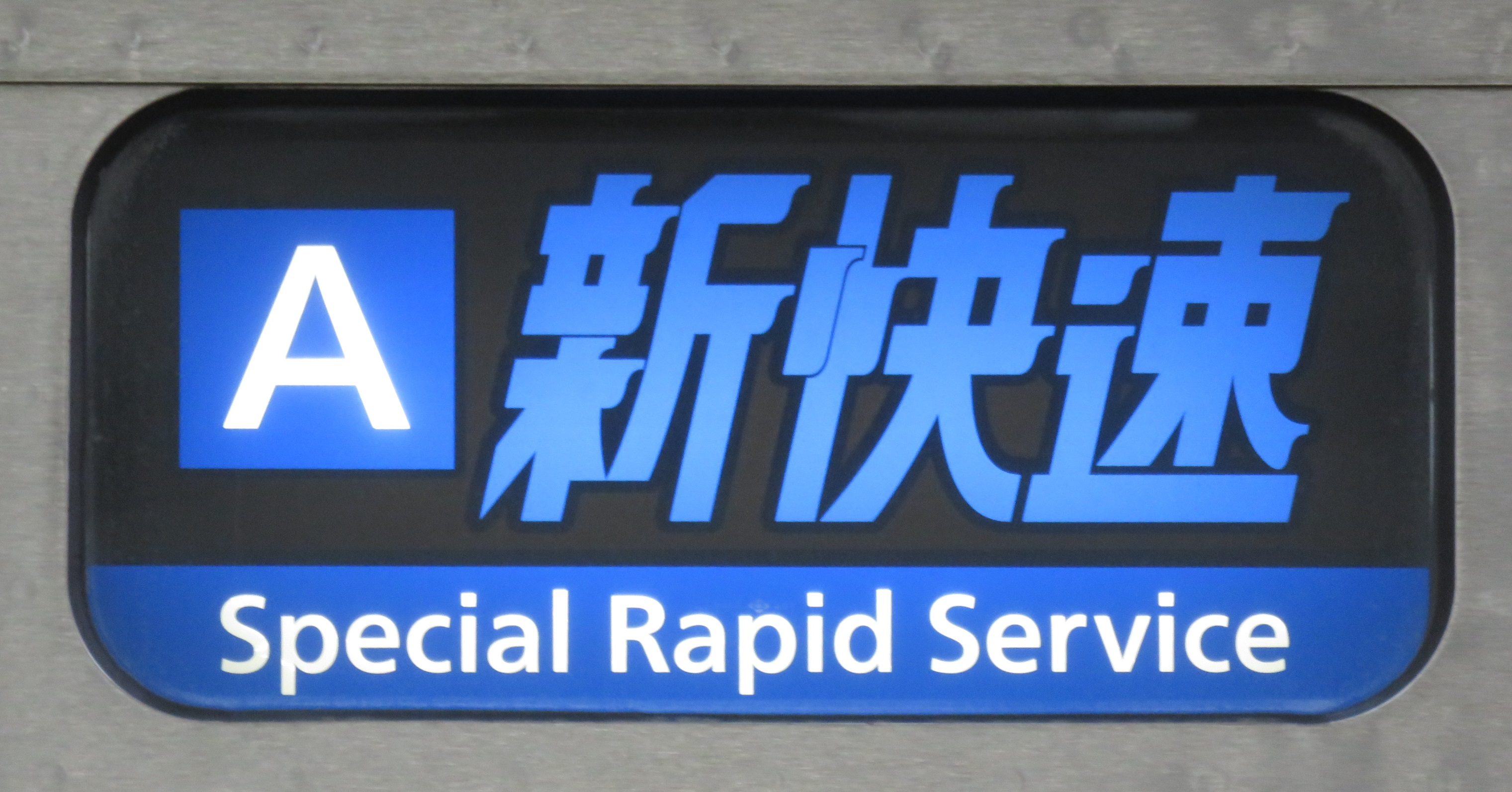
路線記号に対応した新快速の種別幕（223系）

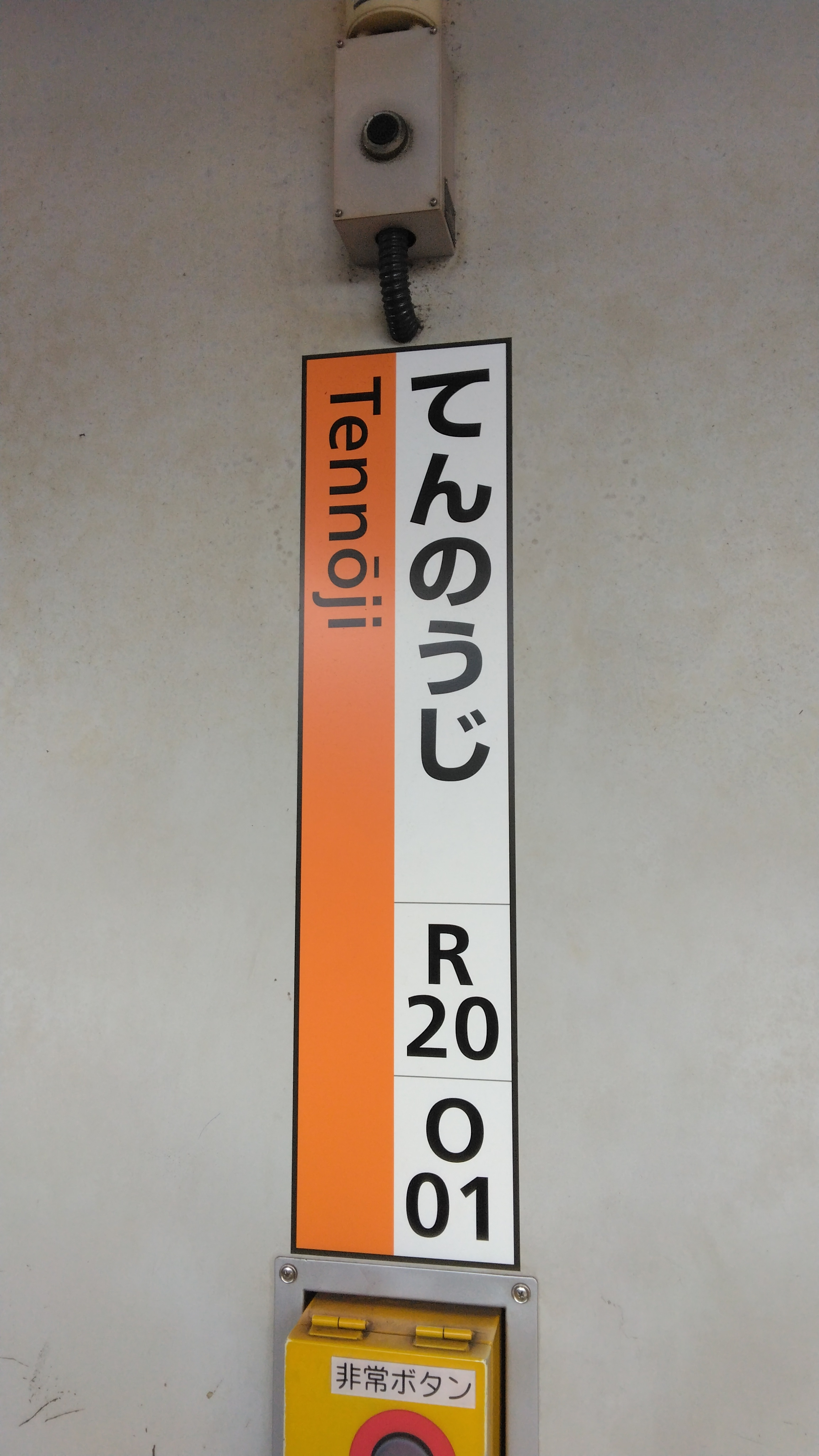
駅ナンバーに対応した天王寺駅15番のりば（大和路線および同線と大阪環状線から直通する列車の阪和線ホーム）の縦書き駅名標（2024年6月30日）
ラインカラーは行先としての発車頻度が高い阪和線のものが使用され、駅ナンバーは阪和線と大阪環状線のものが表記されている

ここでは近畿エリアの駅ナンバリングについて取り上げる。岡山・福山エリア、山陰エリア、広島エリアについては後述する。また、JR西日本は駅番号を「駅ナンバー」と呼称するため、以下はその呼称に従って表記する。
西日本旅客鉄道（JR西日本）は、2014年8月6日に近畿エリアに路線記号を導入することを発表し、2015年3月14日から公式サイトの路線図に反映した。また、2018年3月から主要路線に駅ナンバーを導入した。
JR西日本は駅ナンバーを訪日外国人向けの付加サービスとして位置付ける関係上、国内の利用者への広報を積極的に行っていないため、自社の駅ナンバーは縦型の平仮名駅名標にのみ表記し、横型の駅名標には表記していない。また、複数路線の駅ナンバーが割り当てられている駅では、到着する列車が走行した路線を基準に表記しているため、出発する方面を基準とした駅名標のラインカラーとは一致しない場合がある（岡山・広島エリアも同様）。
路線記号は北陸線・東海道線・山陽線を「A」、大阪環状線を「O」とし、分岐駅順にアルファベット順でラテン文字（英字）を付与している（和田岬線、羽衣線を除く）。なお、2016年3月26日に作成された路線図では路線記号の前に小さく「JR」と表記されている。
北陸線・東海道線・山陽線、大阪環状線との分岐駅を太字で表記する。
- 北陸線 敦賀駅 (JR-A01) - 近江塩津駅 (JR-A03) - 長浜駅 (JR-A09)
- 琵琶湖線（北陸線・東海道線）長浜駅 (JR-A09) - 米原駅 (JR-A12) - 草津駅 (JR-A24) - 山科駅 (JR-A30) - 京都駅 (JR-A31)
- JR京都線（東海道線）京都駅 (JR-A31) - 新大阪駅 (JR-A46) - 大阪駅 (JR-A47)
- JR神戸線（東海道線・山陽線）大阪駅 (JR-A47) - 尼崎駅 (JR-A49) - 加古川駅 (JR-A79) - 姫路駅 (JR-A85)
- 山陽線 姫路駅 - 相生駅 - 上郡駅
- 赤穂線 相生駅 - 播州赤穂駅
米原駅にはJR東海としての駅番号「CA83」も付与されている。
北陸線 高月駅 (JR-A06)、JR京都線 高槻駅 (JR-A38)と、同じ路線記号の中に同音異字の駅名がある。
- 湖西線 敦賀駅 (JR-B08) - 近江塩津駅 (JR-B10) - 山科駅 (JR-B30) - 京都駅 (JR-B31)
駅ナンバーはJR神戸線 姫路駅を終点とした通し番号となっている。正式には敦賀駅 - 近江塩津駅間と山科駅 - 京都駅間は湖西線に属さないが、湖西線としての駅ナンバーも導入されている。
- 草津線 草津駅 - 柘植駅
- 奈良線 京都駅 (JR-D01) - 木津駅 (JR-D19) - 奈良駅 (JR-D21)
正式には木津駅 - 奈良駅間は奈良線に属さないが、奈良線としての駅ナンバーも導入されている。
- 嵯峨野線（山陰線）京都駅 (JR-E01) - 園部駅 (JR-E16)
- 山陰線 園部駅 - 綾部駅 - 福知山駅 - 城崎温泉駅
福知山駅 - 城崎温泉駅間は2016年3月のダイヤ改正から路線記号の対象に追加された。
- おおさか東線 大阪駅 (JR-F01) - 新大阪駅 (JR-F02) - 久宝寺駅 (JR-F15)
正式には大阪駅 - 新大阪間はおおさか東線に属さず、東海道本線の支線であるが、当該区間を経由する一般列車はおおさか東線のみのため、おおさか東線としての駅ナンバーとして導入されている。
駅ナンバーの導入時には東海道本線から分岐していなかったが、その時点で新大阪駅まで延伸する予定があったため、分岐扱いになっている。そのため、大阪駅を含めて延伸区間に割り当てられる「JR-F01」から「JR-F07」をあらかじめ欠番としていた。
- JR宝塚線（福知山線）大阪駅 (JR-G47) - 尼崎駅 (JR-G49) - 篠山口駅 (JR-G69)
- 福知山線 篠山口駅 - 福知山駅
駅ナンバーは北陸線 敦賀駅を起点とした通し番号となっている。大阪駅 - 尼崎駅間はJR神戸線区間でもあるが、JR宝塚線としての駅ナンバーも導入されている。
- 学研都市線（片町線）木津駅 (JR-H18) - 京橋駅 (JR-H41)
- JR東西線 京橋駅 (JR-H41) - 尼崎駅 (JR-H49)
駅ナンバーはJR神戸線 姫路駅を終点とした通し番号となっている。
- 加古川線 加古川駅 - 谷川駅
- 播但線 姫路駅 - 和田山駅
- 姫新線 姫路駅 - 上月駅 - 新見駅
上月駅 - 新見駅間は2016年3月のダイヤ改正から路線記号の対象に追加された。
- 舞鶴線 綾部駅 - 東舞鶴駅
- 大阪環状線 天王寺駅 (JR-O01) - 西九条駅 (JR-O14) - 今宮駅 (JR-O18) - 新今宮駅 (JR-O19)（ - 天王寺駅）
駅ナンバーは天王寺駅を起点に、内回り（反時計回り）に付けられている。以降、「天王寺駅 - 大阪駅 - 西九条駅」から続く通し番号を、「大阪環状線 天王寺駅を起点とした通し番号」と記す。
- JRゆめ咲線（桜島線）西九条駅 (JR-P14) - 桜島駅 (JR-P17)
駅ナンバーは大阪環状線 天王寺駅を起点とした通し番号となっている。
- 大和路線（関西線）JR難波駅 (JR-Q17) - 今宮駅 (JR-Q18) - 天王寺駅 (JR-Q20) - 王寺駅 (JR-Q31) - 郡山駅 (JR-Q34) → 奈良駅 (JR-Q36) - 加茂駅 (JR-Q39)
駅ナンバーは大阪環状線 天王寺駅を起点とした通し番号となっている。また、郡山駅 - 奈良駅間の新駅構想に備えて「JR-Q35」は欠番となっている。
- 阪和線 天王寺駅 (JR-R20) - 日根野駅 (JR-R45) - 和歌山駅 (JR-R54)
駅ナンバーは大阪環状線 天王寺駅を起点とした通し番号となっている。
- 関西空港線 日根野駅 (JR-S45) - 関西空港駅 (JR-S47)
駅ナンバーは大阪環状線 天王寺駅を起点とした通し番号となっている。
- 和歌山線 王寺駅 - 和歌山駅
- 万葉まほろば線（桜井線）奈良駅 - 高田駅
- 関西線 加茂駅 - 亀山駅
- きのくに線（紀勢線）和歌山駅 - 新宮駅

### 南海電気鉄道・阪堺電気軌道

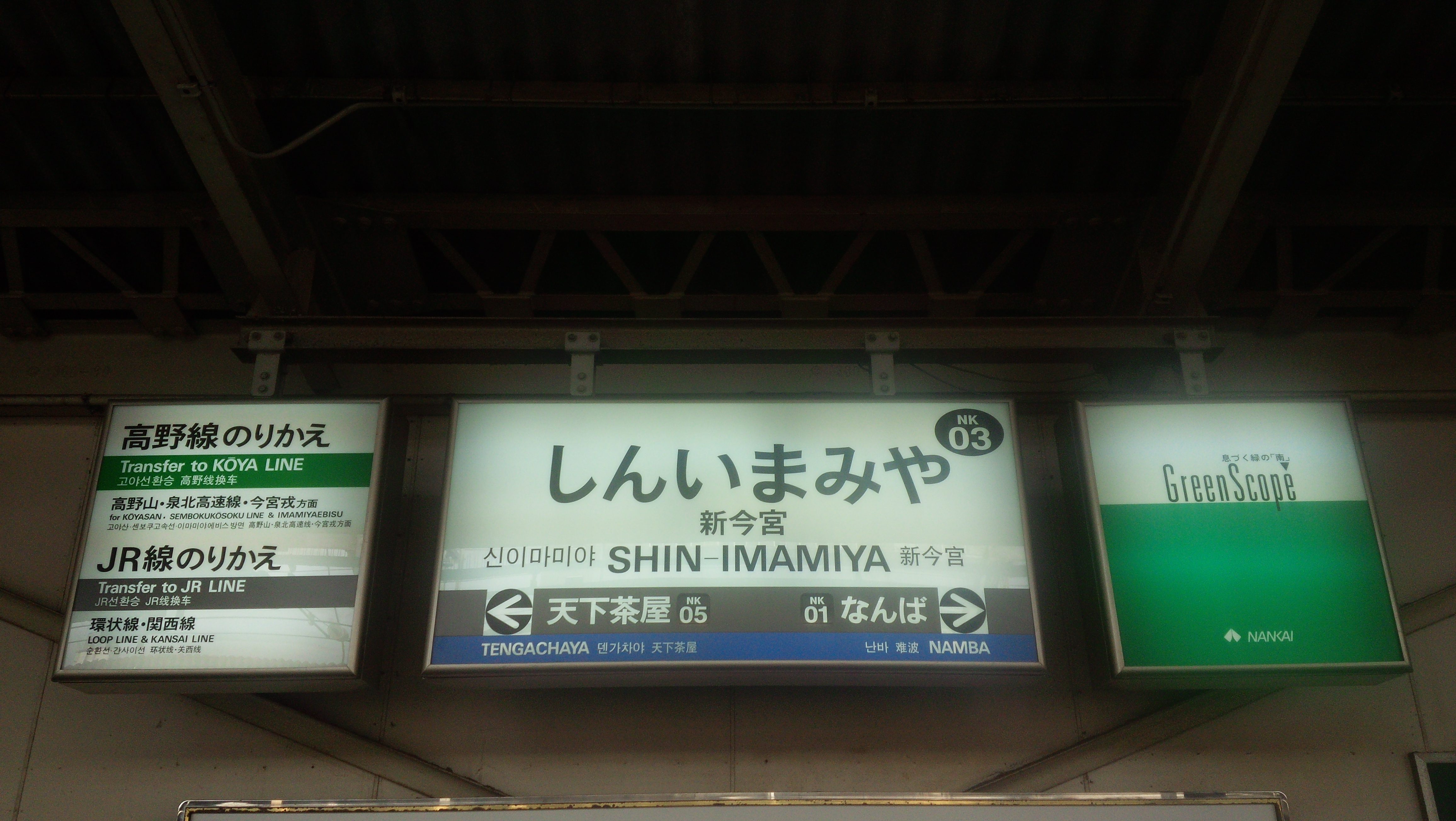
駅ナンバリング導入後の南海新今宮駅の駅名標

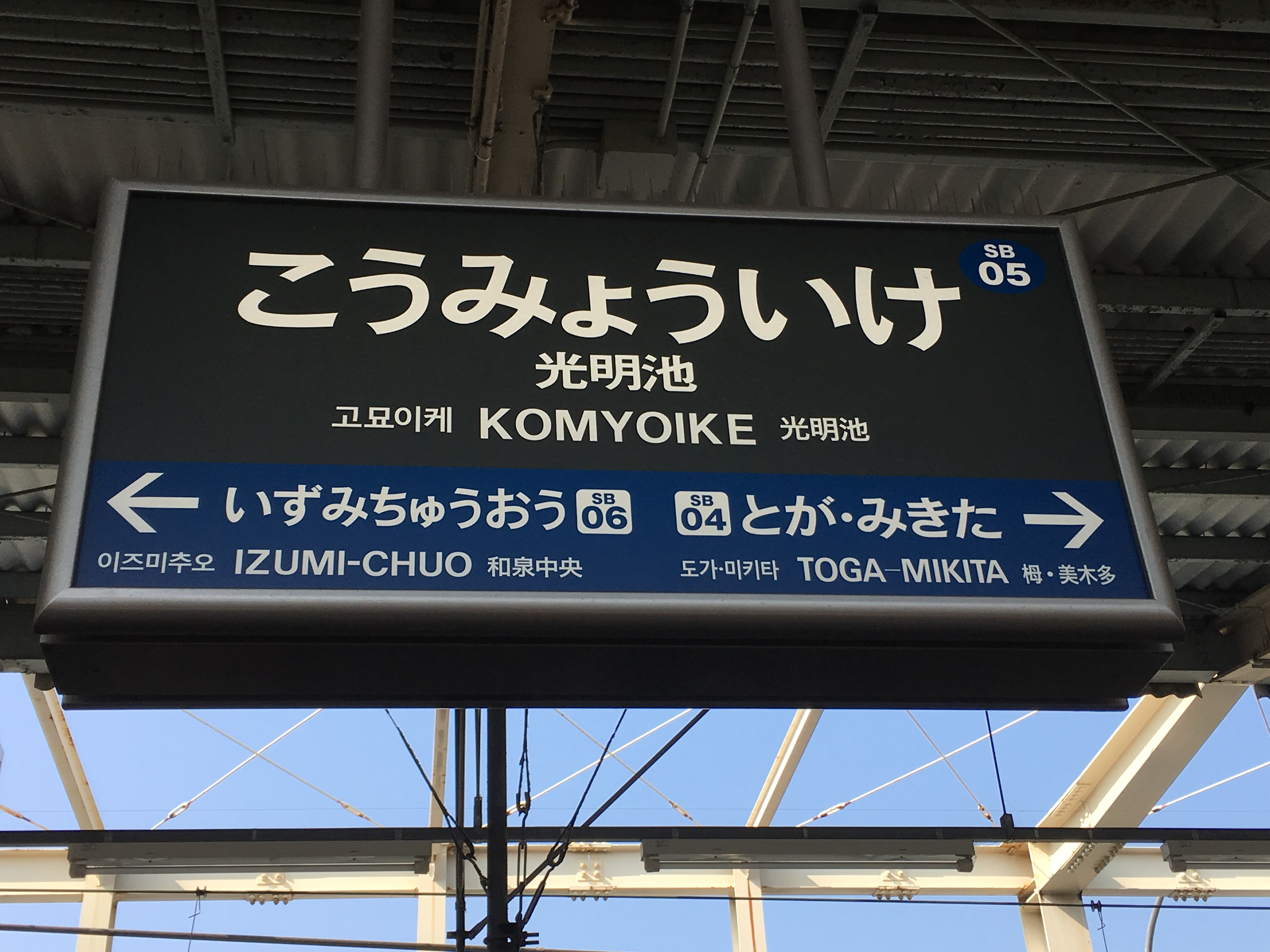
駅ナンバリング導入後の泉北光明池駅の駅名標

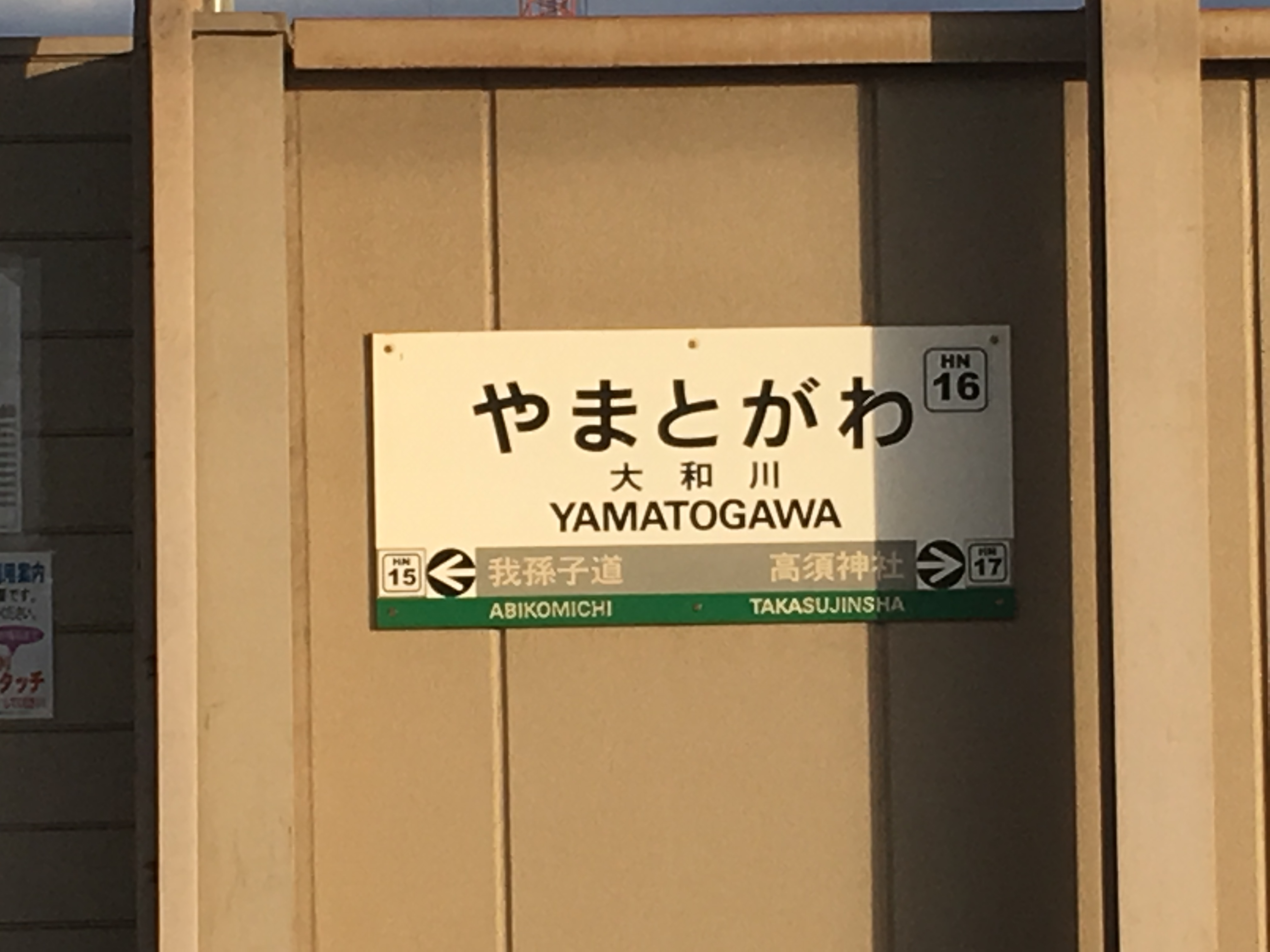
駅ナンバリング導入後の阪堺大和川停留場の駅名標

2012年2月23日、南海電気鉄道及び当時同社と直通運転をしていた泉北高速鉄道、南海の子会社である阪堺電気軌道で駅ナンバリング実施が同時に発表された。路線記号は南海が「NK」、泉北高速鉄道が「SB」(現在不使用)、阪堺が「HN」となる。
導入は南海・泉北高速鉄道（当時は大阪府都市開発）は2012年4月1日の和歌山大学前駅開業、ダイヤ改正と同時、阪堺は同年3月下旬頃から順次実施されている。
南海電気鉄道
南海線・空港線系統と高野線・泉北線系統で番台区分される。南海本線・空港線については泉佐野駅から空港線方面に連続する形を取り、羽倉崎駅以南は関西空港駅からの続番となる。また、高野線汐見橋駅 - 岸里玉出駅間（通称：汐見橋線）を含む空港線・泉北線以外の支線各路線については、分岐駅の番号に分岐駅からの駅数を枝番に付したものとなっており、当初から枝番を導入するのは日本では初の事例となる。
- ■南海線・■空港線系統
  -   南海本線 難波駅 (NK01) - 泉佐野駅 (NK30) → 羽倉崎駅 (NK33) - 和歌山市駅 (NK45)
南海本線の列車は停車しない今宮戎駅 (NK02) 、萩ノ茶屋駅 (NK04) を含む番号となっている。
  -   空港線 泉佐野駅 (NK30) - りんくうタウン駅 (NK31) - 関西空港駅 (NK32)
  -   高師浜線 伽羅橋駅 (NK16-1) - 高師浜駅 (NK16-2)
分岐駅の羽衣駅 (NK16) を基準としている。
  -   多奈川線 深日町駅 (NK41-1) - 多奈川駅 (NK41-3)
分岐駅のみさき公園駅 (NK41) を基準としている。
  -   加太線 東松江駅 (NK44-1) - 加太駅 (NK44-7)
分岐駅の紀ノ川駅 (NK44) を基準としている。
  -   和歌山港線 和歌山港駅 (NK45-1)
和歌山市駅 (NK45) を分岐駅と見立てた番号となっている。

- ■高野線・■泉北線系統
  -   高野線
    - 汐見橋線 西天下茶屋駅 (NK06-1) - 汐見橋駅 (NK06-5)
岸里玉出駅 (NK06) を分岐駅と見立てた番号となっている。
    - (岸里玉出駅 - )帝塚山駅 (NK51) - 極楽橋駅 (NK86)
難波駅 - 岸里玉出駅間の各駅は南海本線の番号のみ振られる。

  -   鋼索線 極楽橋駅 (NK86) - 高野山駅 (NK87)
高野線と連続した番号となっている。
  -   泉北線 (中百舌鳥駅 (NK59) - )深井駅 (NK88) - 和泉中央駅 (NK92)

泉北高速鉄道線は2025年4月1日より南海電気鉄道と合併し泉北線に路線名が変更された。変更前には、中百舌鳥駅 (SB01) - 和泉中央駅 (SB06)となっていたが、中百舌鳥駅は既存の南海の駅番号に統一し、深井駅から先は鋼索線高野山駅からの続番で付番された。

阪堺電気軌道
番号については2009年7月4日以降の運転系統を基準に、上町線及び阪堺線住吉鳥居前駅 - 浜寺駅前駅間の各停留所を連番とし、阪堺線恵美須町駅 - 東粉浜駅間の各停留所は番台区分される。なお、導入時「HN27」と「HN30」は欠番となっていたが、このうち「HN27」は東湊停留場 - 石津停留場間に2015年2月1日に開業した石津北停留場に付けられた。一方、上町線の住吉公園停留場は2016年1月31日付で廃止となったため、同駅に付けられていた「HN11」が欠番となった。
-  ■ 阪堺線 恵美須町駅 (HN51) - 東粉浜停留場 (HN61) → 住吉停留場 (HN10) → 住吉鳥居前停留場 (HN12) - 船尾停留場 (HN29) → 浜寺駅前停留場 (HN31)
-  ■ 上町線 天王寺駅前駅 (HN01) - 住吉停留場 (HN10)

### 京都丹後鉄道
WILLER TRAINSによって運行される京都丹後鉄道では、会社からのアナウンスは特にないが、2015年、公式ホームページの運賃表において駅ナンバリングが確認できる。また、WILLER TRAINS移管後にリニューアルされた駅名標においても表記される。
記号として宮福線を「F」、宮舞線（宮津線の宮津以東）を「M」、宮豊線（宮津線の宮津以西）を「T」とし、路線の接点にあたる宮津駅は路線記号が付かない。番号は宮福線の福知山駅を1として、終点の宮津駅の14まで順に振っていき、宮舞線・宮豊線は宮津駅の14を基準として番号を割り振っている。
- ■F 宮福線 (F / miyaFuku) 福知山駅 (F1) - 宮村駅 (F13) - 宮津駅 (14)
- ■M 宮舞線 (M / miyaMai) 西舞鶴駅 (M8) - 栗田駅 (M13) - 宮津駅 (14)
- ■T 宮豊線 (T / miyaToyo) 宮津駅 (14) - 天橋立駅 (T15) - 豊岡駅 (T26)

### 大阪モノレール
大阪モノレールは、彩都線の阪大病院前駅 - 彩都西駅間が延伸開業した2007年3月19日から導入した。ただし、2006年10月6日に駅ナンバリングの導入を発表し、同月下旬から駅ナンバリングに対応した路線図、駅名標を順次取り付けた。数字部分のみで構成される。
- ■ 本線 大阪空港駅 (11) - 門真市駅 (24)
- ■ 彩都線（万博記念公園駅 (17) - ）公園東口駅 (51) - 彩都西駅 (54)
  - 公園東口駅から「51」を起点に駅番号が付番されている。

### 大阪市高速電気軌道・北大阪急行電鉄

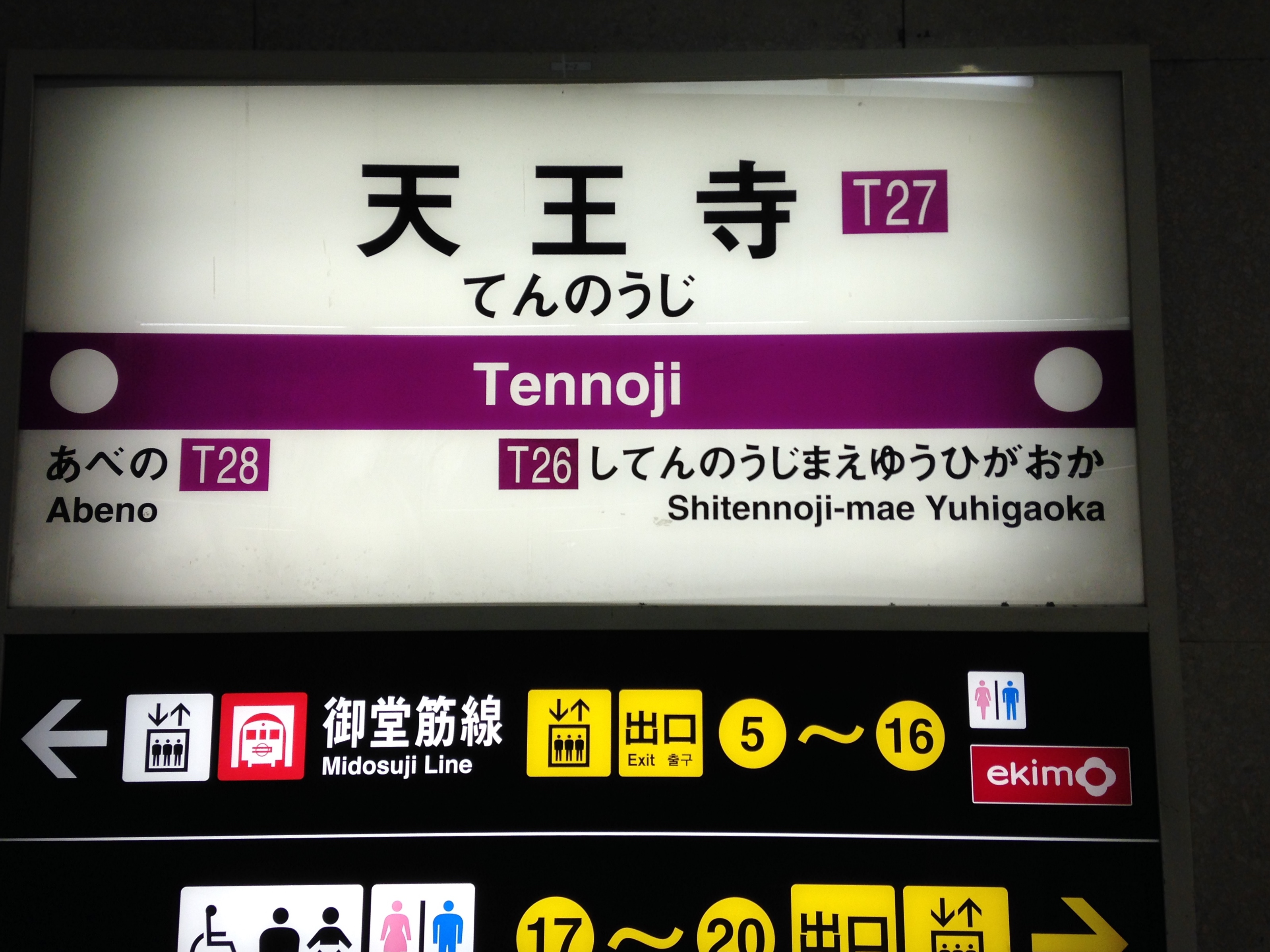
旧タイプの駅名標（谷町線天王寺駅）

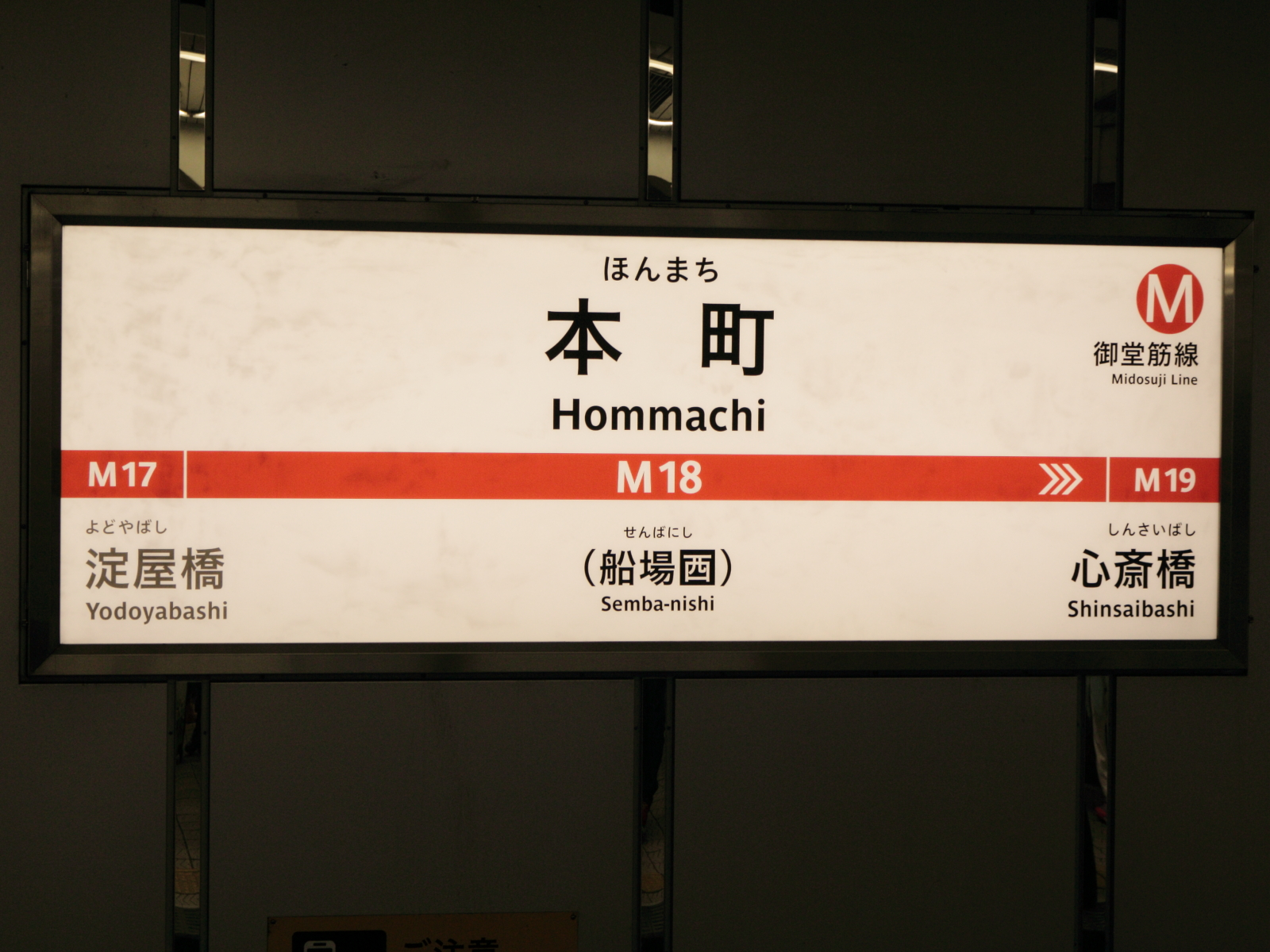
新タイプの駅名標（御堂筋線本町駅）

大阪市高速電気軌道（Osaka Metro、導入時は大阪市交通局）・北大阪急行電鉄・大阪港トランスポートシステム（OTS、路線は後に大阪市交通局に編入）は、2004年7月1日から導入した。
Osaka Metro各路線の駅番号は数字部分が原則として「11」から始まるのが特色であり、相互直通運転を行っている鉄道路線の駅が駅番号を付番する際は、これに連続するように付番する。
Osaka Metro・北大阪急行電鉄
-  御堂筋線・ M  北大阪急行南北線 (M / Midosuji) 箕面萱野駅 (M06) - 千里中央駅 (M08) - 江坂駅 (M11) - 中百舌鳥駅 (M30)
同じ路線記号 (M) を持ち、駅番号も連番となっている。
-  谷町線 (T / Tanimachi) 大日駅 (T11) - 八尾南駅 (T36)
-  四つ橋線 (Y / Yotsubashi) 西梅田駅 (Y11) - 住之江公園駅 (Y21)
-  中央線 (C / Chuo) 夢洲駅 (C09) - コスモスクエア駅 (C10) - 大阪港駅 (C11) - 長田駅 (C23)
コスモスクエア駅 - 大阪港駅間は採用当時OTSの路線であった。
相互直通運転を行う近鉄けいはんな線も、学研奈良登美ヶ丘駅まで延伸、東大阪線からの改称とともに同じ路線記号 (C) を持つようになり、駅番号も中央線から連続したものとなった。
2028年春に森ノ宮駅から支線が延伸予定だが、これに関するナンバリングの処置は未定。
-  千日前線 (S / Sennichimae) 野田阪神駅 (S11) - 南巽駅 (S24)
-  堺筋線 (K / saKaisuji) 天神橋筋六丁目駅 (K11) - 天下茶屋駅 (K20)
「SaKaisuji」の「S」が千日前線で使われているため、次の子音である「K」が採用された。
-  長堀鶴見緑地線 (N / Nagahori) 大正駅 (N11) - 門真南駅 (N27)
-  今里筋線 (I / Imazatosuji) 井高野駅 (I11) - 今里駅 (I21)
-  南港ポートタウン線 (P / Port town) コスモスクエア駅 (P09) - 中ふ頭駅 (P11) - 住之江公園駅 (P18)
コスモスクエア駅 - 中ふ頭駅間は採用当時、OTSの路線であった。

### 近畿日本鉄道

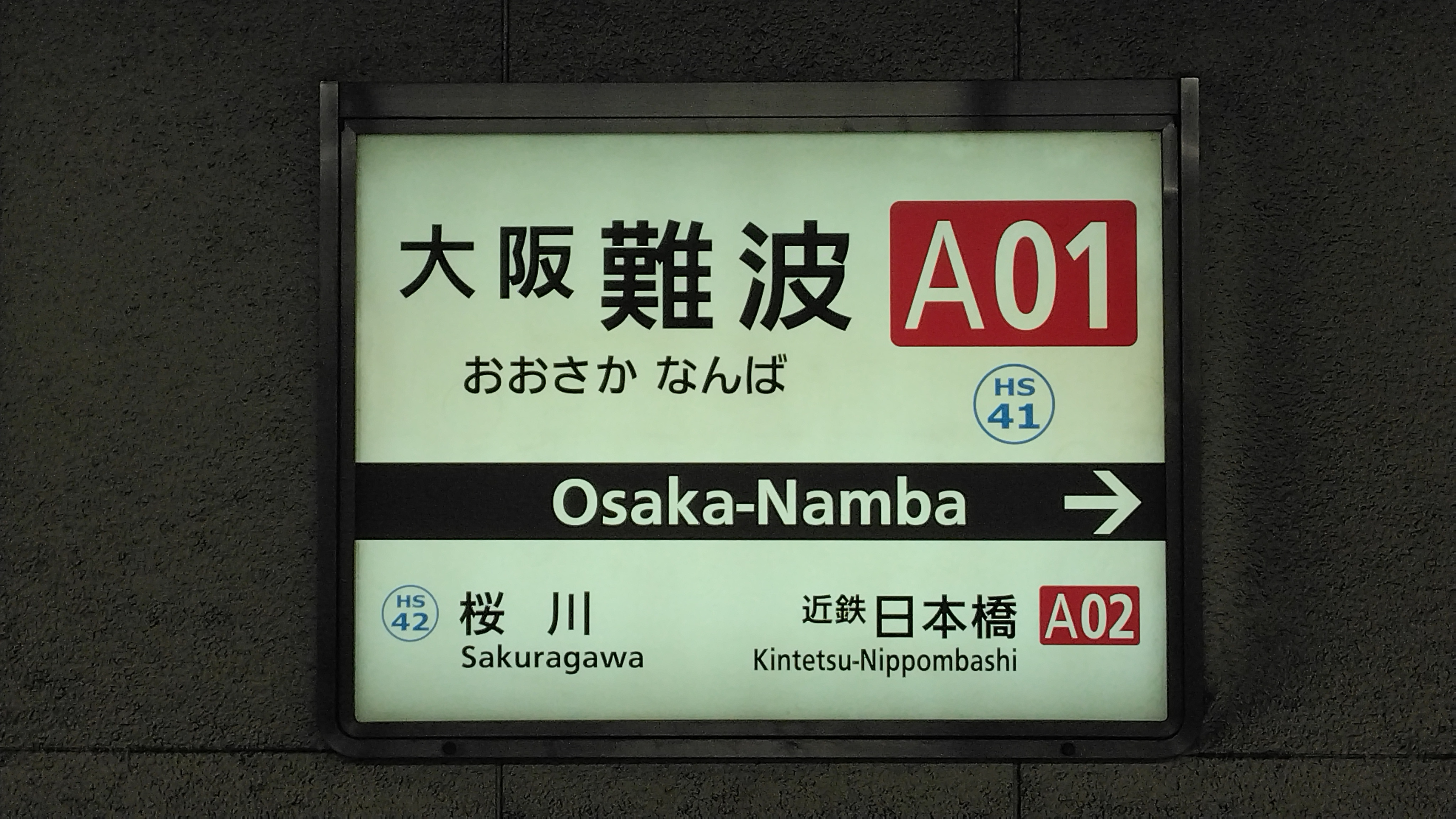
駅ナンバリング導入後の大阪難波駅の駅名標。近鉄様式であるが、相互直通する阪神との境界であるため、同社の駅番号も記載されている

近畿日本鉄道（近鉄）のけいはんな線では、生駒駅 - 学研奈良登美ヶ丘駅間が延伸開業した2006年3月27日から大手私鉄では初めて導入された。その後、他の路線についても2015年8月20日より順次導入した（ただしロープウェイの葛城索道線は対象外となっている）。
記号部は、主要路線である難波・奈良線、京都・橿原線、大阪線、名古屋線、南大阪・吉野線にA - Fのアルファベットを付け（Cはけいはんな線に先行して付されている）、その支線に対してはG - Pのアルファベットを付け、鋼索線ではY - Zのアルファベットが付される。
先行して付番されているけいはんな線を除いて、番号部分の付番法則は極めて独特で、大和八木駅（B39・D39）・大和西大寺駅（A26・B26）・伊勢中川駅（D61・E61・M61）のように、複数の路線が交差して乗り入れている分岐駅は路線ごとにナンバリングが付番されるものの、番号部分が一番大きいものに揃えられており、分岐駅の一つ手前の駅との間に欠番が生じている。支線区のナンバリングは、分岐駅からの続番となっている。
奇しくも、来日観光客の多い京都駅 - 吉野駅・近鉄奈良駅・賢島駅のルートに01から順番に付されることになっている。京都線（B）京都駅の01から始まり、吉野線（F）吉野駅は57、奈良線（A）近鉄奈良駅は28、志摩線（M）賢島駅は93といった具合である。このため、橿原線（B）と吉野線（F）の間では軌間が異なり直通運転が出来ないにも拘らず連続付番となっている。
- ■ 難波・奈良線系統
  -  難波線 (A) 大阪難波駅 (A01) - 大阪上本町駅 (A03)
大阪難波駅には阪神の駅番号 (HS 41) も付される。
  -  奈良線 (A) 大阪上本町駅 (A03) - 生駒駅(A17) - 菖蒲池駅 (A21) → 大和西大寺駅 (A26) - 近鉄奈良駅 (A28)
大和西大寺駅の番号部を京都線・橿原線と統一しているため、A22 - A25は欠番。大阪上本町駅 - 布施駅間は正式には大阪線であるが、奈良線の駅ナンバリングも付される。
  -  生駒線 (G) 生駒駅 (G17) - 王寺駅 (G28)
- ■ 京都・橿原線系統
  -  京都線 (B) 京都駅 (B01) - 大和西大寺駅 (B26)
竹田駅には京都市営地下鉄烏丸線の駅番号 (K15) も付される。
当路線と同じく京都市内を通る京福電気鉄道北野線が同一の路線記号Bを先に使用しているが、同社の駅番号には数字部分の上1桁に「0」が付かず、厳密には付番は重複しないようになっている。
  -  橿原線 (B) 大和西大寺駅 (B26) - 田原本駅 (B36) - 橿原神宮前駅 (B42)
運賃計算上では大和八木駅（B39）と同一駅扱いの八木西口駅にも駅番号 (B40) が付番されている。
  -  天理線 (H) 平端駅 (H32) - 天理駅 (H35)
  -  田原本線 (I) 西田原本駅 (I36) - 新王寺駅 (I43)
西田原本駅の番号部は、接続駅である田原本駅と統一。新王寺駅は例外的に生駒線王寺駅と番号部が統一されていない（これは生駒線が奈良線の支線であるのに対して田原本線は橿原線の支線であるため）。
- けいはんな線 (C) 長田駅 (C23) - 生駒駅 (C27) - 学研奈良登美ヶ丘駅 (C30)
Osaka Metro中央線と同じ路線記号 (C) を持ち駅番号も連続したものとなっている。
導入時期や付番経緯が異なるため、生駒駅 (C27) は奈良線 (A17) 、生駒線 (G17) と番号部が統一されていない。
- ■ 大阪線系統
  -  大阪線 (D) 大阪上本町駅 (D03) - 真菅駅 (D27) → 大和八木駅 (D39) - 伊勢中川駅 (D61)
大阪上本町駅の番号部を難波線・奈良線と統一しているため、D01 - D02は欠番（難波線の大阪難波駅を起点とした通し番号となっている）。
大和八木駅の番号部を橿原線と統一しているため、D28 - D38は欠番。
  -  信貴線 (J) 河内山本駅 (J12) - 信貴山口駅 (J14)
- ■ 名古屋線系統
  -  名古屋線 (E) 近鉄名古屋駅 (E01) - 桃園駅 (E43) → 伊勢中川駅 (E61)
当路線と同じく名古屋市内を通る名古屋市営地下鉄名港線が同一の路線記号Eを先に使用し、特に駅番号E01 - E07は同線にも用いられているが、それとは無関係に付番されている。
伊勢中川駅の番号部を大阪線・山田線と統一しているため、E44 - E60は欠番。
  -  湯の山線 (K) 近鉄四日市駅 (K21) - 湯の山温泉駅 (K30)
  -  鈴鹿線 (L) 伊勢若松駅 (L29) - 平田町駅 (L33)
- ■ 山田・鳥羽・志摩線系統
  -  山田線 (M) 伊勢中川駅 (M61) - 宇治山田駅 (M74)
  -  鳥羽線 (M) 宇治山田駅 (M74) - 鳥羽駅 (M78)
  -  志摩線 (M) 鳥羽駅 (M78) - 賢島駅 (M93)
京都線の京都駅を起点とした通し番号となっている。
- ■ 南大阪線系統
  -  南大阪線 (F) 大阪阿部野橋駅 (F01) - 橿原神宮西口駅 (F27) → 橿原神宮前駅 (F42)
橿原神宮前駅の番号部を橿原線と統一しているため、F28 - F41は欠番。
  -  吉野線 (F) 橿原神宮前駅 (F42) - 吉野駅 (F57)
京都線の京都駅を起点とした通し番号となっている。
  -  道明寺線 (N) 道明寺駅 (N15) - 柏原駅 (N17)
  -  長野線 (O) 古市駅 (O16) - 河内長野駅 (O23)
  -  御所線 (P) 尺土駅 (P23) - 近鉄御所駅 (P26)
- ■ 鋼索線
  -  生駒鋼索線 (Y) 鳥居前駅 (Y17) - 宝山寺駅 (Y18) - 生駒山上駅 (Y21)
鳥居前駅の番号部は、接続駅である奈良線・生駒線生駒駅の番号と統一。
  -  西信貴鋼索線 (Z) 信貴山口駅 (Z14) - 高安山駅 (Z15)

### 神戸市営地下鉄

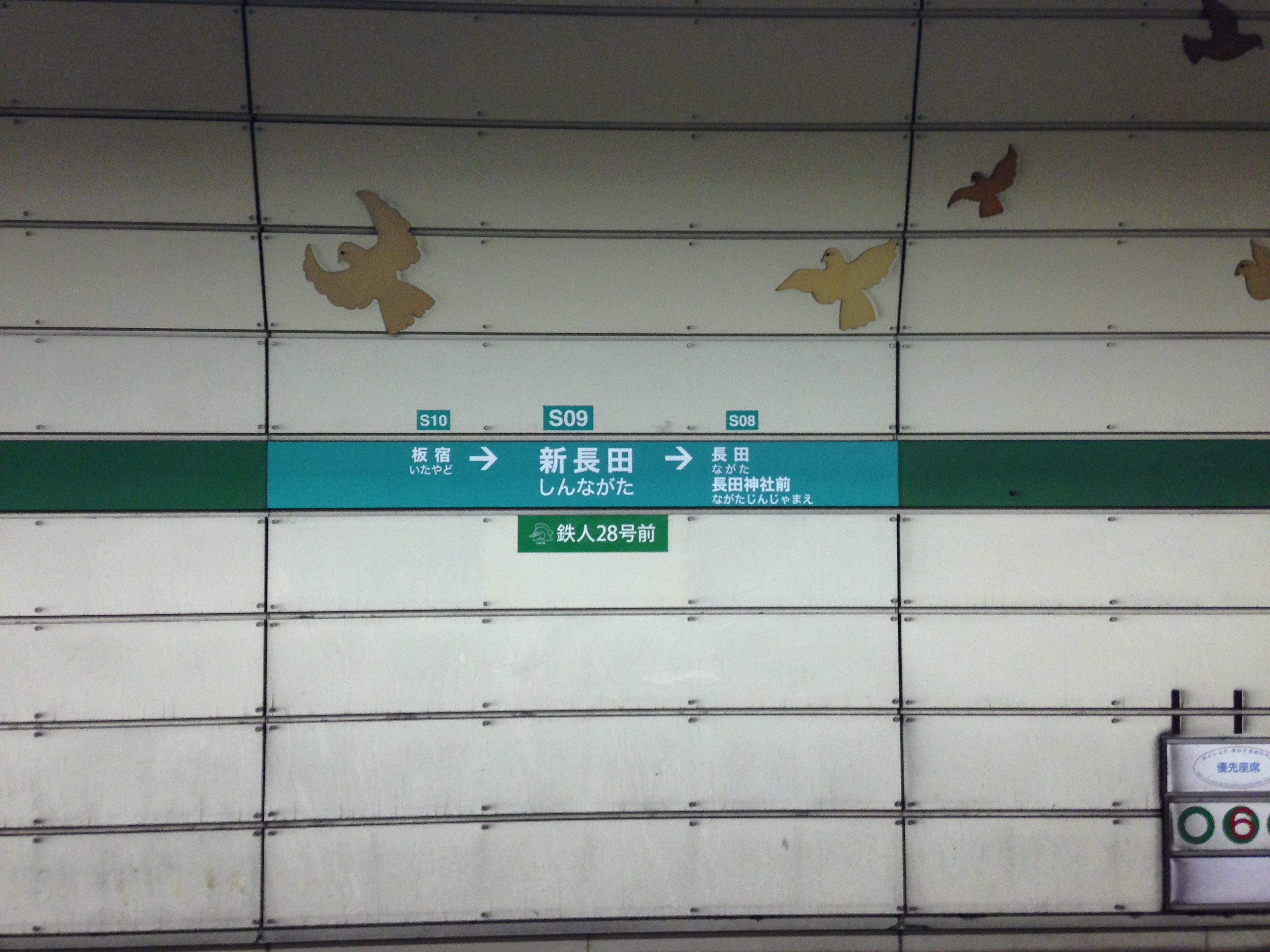
駅ナンバリング導入後の新長田駅の駅名標（西神・山手線）

神戸市営地下鉄では、2004年9月1日から導入された。
- S  西神・山手線、 S  北神線 (S / Seishin) 谷上駅 (S01) - 新神戸駅 (S02) - 西神中央駅 (S17)
西神・山手線は正式には山手線、西神線、西神延伸線の3線に分かれているが、直通運転を行っているため、通常は路線全体を「西神・山手線」と呼ぶ。そのため、駅ナンバリングにおいても北神線[注 16]を含めて同じ路線記号を持ち、駅番号も連続したものとなっている。なお、谷上駅のみ駅番号の色が他の駅の「緑地に白字」と反転した「白地に緑字」となっている。
- K  海岸線 (K / Kaigan) 三宮・花時計前駅 (K01) - 新長田駅 (K10)

### 神戸新交通
神戸新交通では、ポートアイランド線市民広場駅 - 神戸空港駅間が延伸開業した2006年2月2日から導入された。
- P  ポートアイランド線 (P / Port) 三宮駅 (P01) - 神戸空港駅 (P09)
- PL  ポートアイランド線（環状部）(PL / Port-Loop) 南公園駅 (PL07) - 北埠頭駅 (PL09)( - 中公園駅)
  - 07 - 09となっているのは分岐点の市民広場駅 (P06) から連続させているためである。路線記号のPLは他に神戸市内で神姫バスが運行している路線バスのPort Loopでも使用されているが、当路線と混同の恐れがあるため30番以上の番号が使用されている。
- R  六甲アイランド線 (R / Rokko) 住吉駅 (R01) - マリンパーク駅 (R06)

### 阪急電鉄・能勢電鉄
阪急電鉄（阪急）および能勢電鉄では、2013年12月21日から導入された。

#### 阪急電鉄

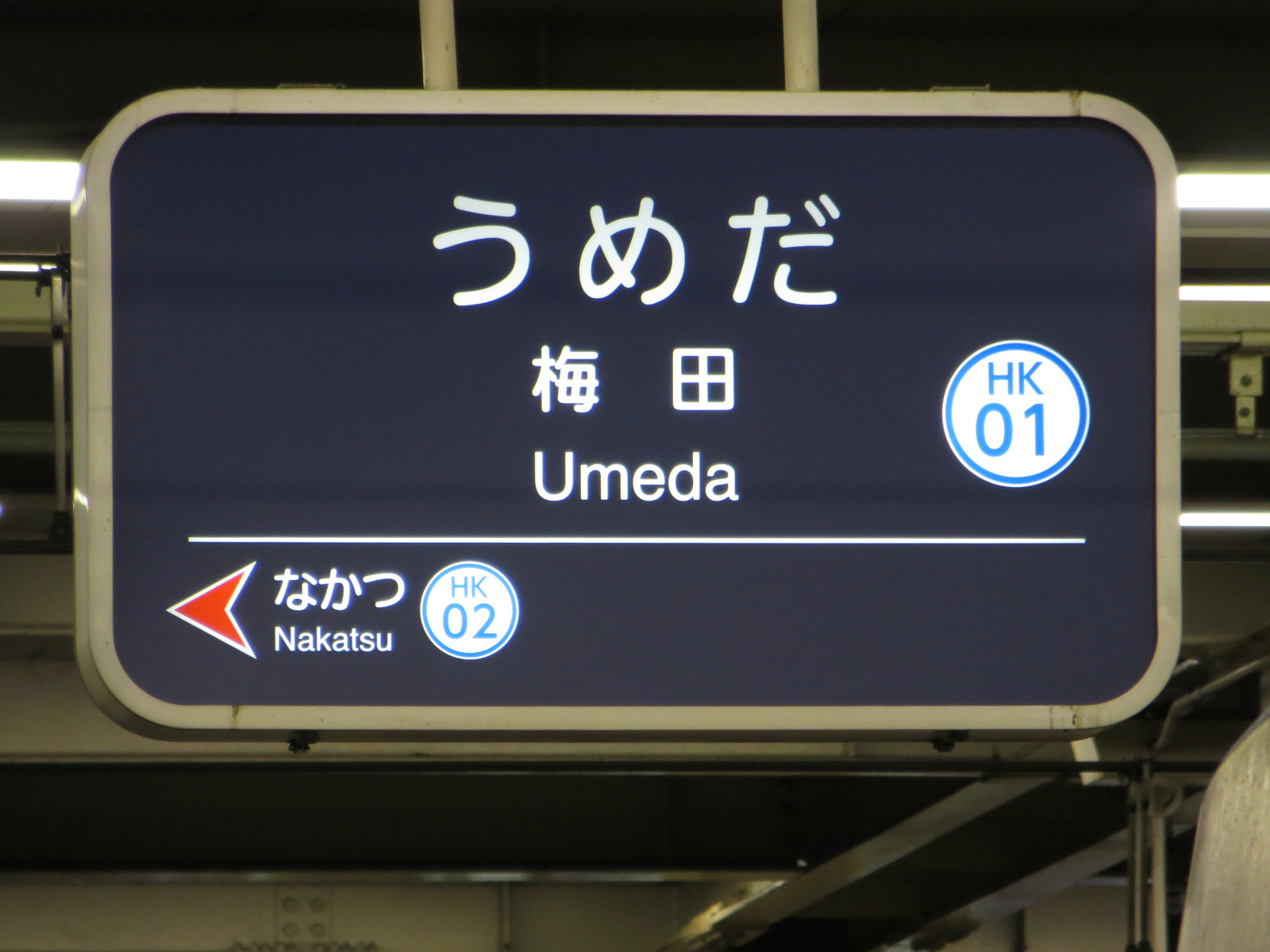
駅ナンバリング導入後の阪急梅田駅（現・大阪梅田駅）の駅名標

阪急阪神ホールディングス傘下にある阪急電鉄（阪急）・阪神電気鉄道（阪神）は、2013年4月30日に同時に実施を発表した。阪急では、京都本線西山天王山駅が開業した2013年12月21日に導入された。路線記号は「HanKyu」から「HK」となる。路線群毎に番台区分されており、路線群内では連番となっている。重複付番はなく、本線から支線が分岐する形態の乗換駅に加え、本線と支線が交差する乗換駅についても本線としての番号が付与されている。番号にハイフンが付くのは公式にて発表された資料とLED式車内案内表示装置での表示のみで、駅名標などでは各ラインカラーの文字で上にHK、下に番号、丸を囲む形となる。
- ■神戸線
  -  神戸本線 大阪梅田駅 (HK-01) - 神戸三宮駅 (HK-16)
神戸本線・宝塚本線・京都本線の3線が乗り入れる大阪梅田駅 - 十三駅 (HK-03) は神戸本線としての駅番号が付される。
  -  神戸高速線 神戸三宮駅 (HK-16) - 花隈駅 (HK-17)( - 高速神戸駅 - 新開地駅)
高速神戸駅・新開地駅は阪神神戸高速線の駅番号のみ付与される。
  -  伊丹線 (塚口駅 - )稲野駅 (HK-18) - 伊丹駅 (HK-20)
  -  今津線 今津駅 (HK-21) - 阪神国道駅 (HK-22) - (西宮北口駅 (HK-08)) - 門戸厄神駅 (HK-23) - 宝塚南口駅 (HK-28)( - 宝塚駅)
西宮北口駅は神戸本線の駅番号 (HK-08) が付される。
  -  甲陽線 (夙川駅 - )苦楽園口駅 (HK-29) - 甲陽園駅 (HK-30)
- ■宝塚線
  -  宝塚本線 (十三駅 - )三国駅 (HK-41) - 宝塚駅 (HK-56)
川西能勢口駅は能勢電鉄の駅番号 (NS01) も付される。
宝塚駅は宝塚線としての駅番号が付される。
  -  箕面線 (石橋阪大前駅 - )桜井駅 (HK-57) - 箕面駅 (HK-59)
- ■京都線
  -  京都本線 (十三駅 - )南方駅 (HK-61) - 京都河原町駅 (HK-86)
  -  千里線 (天神橋筋六丁目駅 - )柴島駅 (HK-87) - (淡路駅 (HK-63)) - 下新庄駅 (HK-88) - 北千里駅 (HK-95)
天神橋筋六丁目駅はOsaka Metro堺筋線の駅番号 (K11) のみ付与される。淡路駅は京都本線の駅番号 (HK-63) が付される。
  -  嵐山線 (桂駅 - )上桂駅 (HK-96) - 嵐山駅 (HK-98)

#### 能勢電鉄
能勢電鉄では、阪急と同時に2013年12月21日から導入された。路線記号は「NoSe」から「NS」となる。また、阪急と異なり記号部と番号部の間はハイフンがなく、阪急と同様に路線毎に番台区分されている。なお、2023年に廃止された鋼索線には導入されなかった。
- 妙見線 川西能勢口駅 (NS01) - 妙見口駅 (NS14)
川西能勢口駅は阪急の駅番号 (HK-50) も付される。
- 日生線 (山下駅 - )日生中央駅 (NS21)

### 阪神電気鉄道

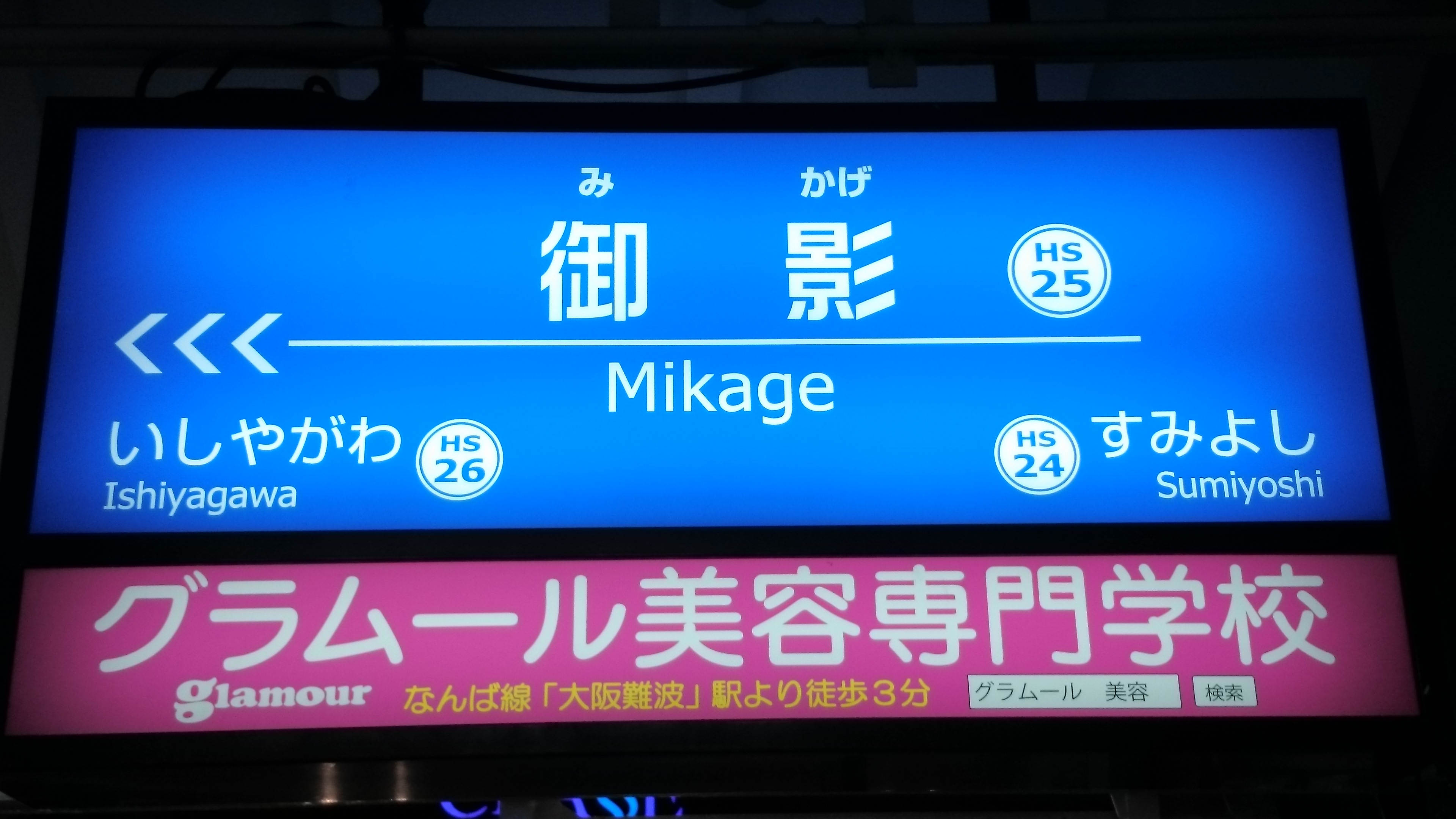
駅ナンバリング導入後の阪神御影駅の駅名標

実施については上記の通り阪急と同時に発表されたが、阪神電気鉄道（阪神）では、2014年4月に導入された。路線記号は「HanShin」から「HS」となる。また、阪急と異なり記号部と番号部の間はハイフンがなく、阪急と同様に路線毎に番台区分されている（本線・神戸高速線は連番）。なお、他事業者管理の共同使用駅である西代駅（山陽電鉄）・大阪難波駅（近鉄難波線）については発表時点で協議中となっていたが、このうち山陽電鉄との共同使用駅である西代駅に関しては、山陽電鉄の駅ナンバリング導入に伴い阪神・山陽両社の駅ナンバリングを与えることとなった。また、大阪難波駅も導入当初は阪神側の駅ナンバリングのみが付与されたが、2015年8月に近鉄の駅ナンバリング導入に伴い、近鉄側の駅ナンバリングも付与されることになった。
- 本線 大阪梅田駅 (HS 01) - 元町駅 (HS 33)
- 神戸高速線 元町駅 (HS 33) - 西代駅 (HS 39)
西代駅には山陽の駅番号 (SY 01) も付される。
- 阪神なんば線 大阪難波駅 (HS 41) - 出来島駅 (HS 49)( - 大物駅)
大阪難波駅には近鉄の駅番号 (A01) も付される。
大物駅は本線としての駅番号 (HS 08) が付される。
- 武庫川線 武庫川団地前駅 (HS 51) - 東鳴尾駅 (HS 53)( - 武庫川駅)
武庫川駅は本線としての駅番号 (HS 12) が付される。

### 山陽電気鉄道

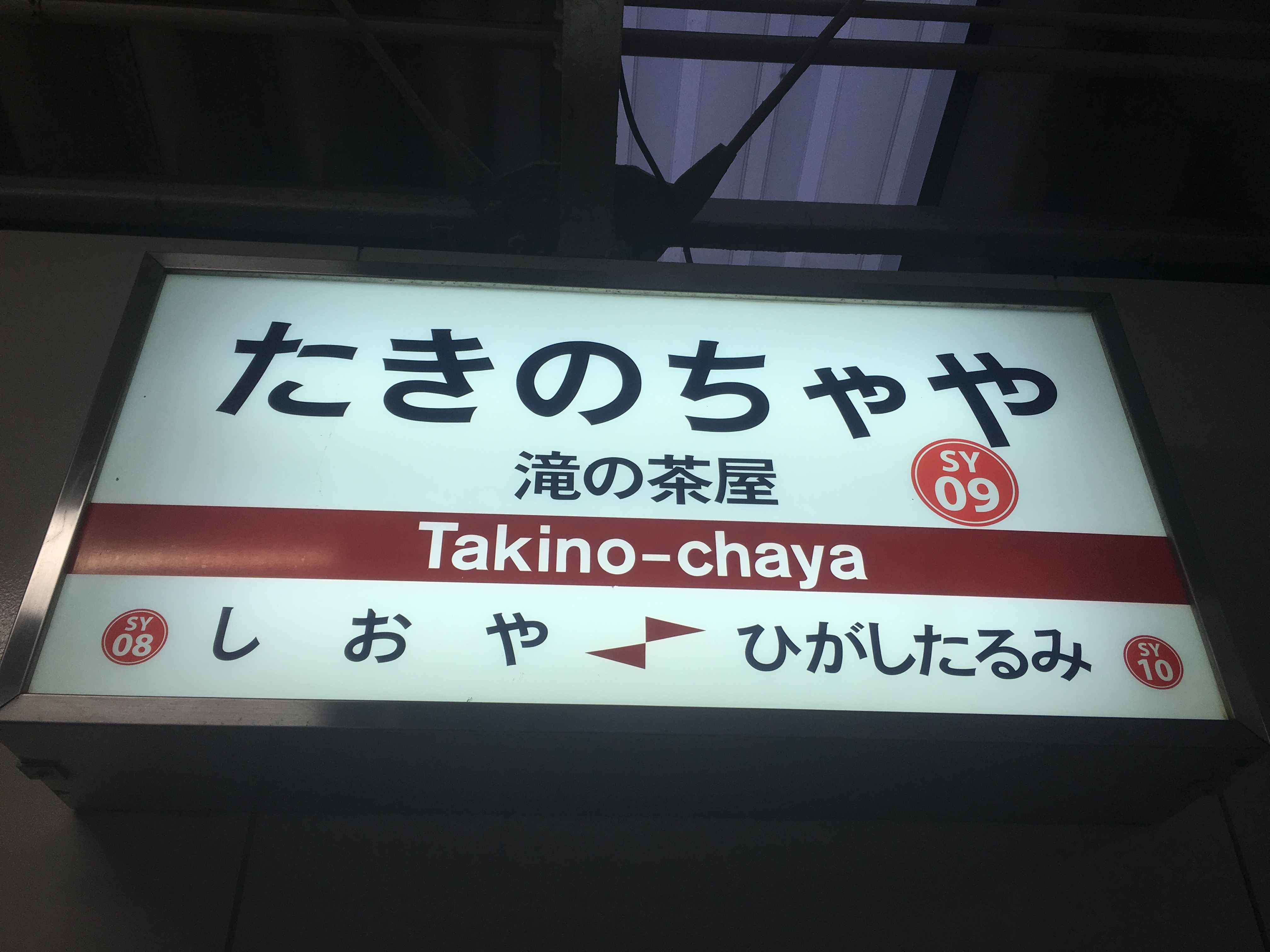
駅ナンバリング導入後の滝の茶屋駅の駅名標

山陽電鉄では2014年2月7日に駅ナンバリングの導入が発表された。直通先である阪神と合わせた2014年4月1日に導入され、阪神の駅ナンバリング発表当初協議中として導入未定であった西代駅には、阪神が「HS 39」を、山陽電鉄が「SY 01」を附番し、それぞれ併記することとなった。路線記号は「SanYo」から「SY」となり、阪神同様ハイフンがなく、路線毎に番台区分される形式となっている。
- 本線 西代駅 (SY 01) - 山陽姫路駅 (SY 43)
西代駅には阪神の駅番号 (HS 39) も付される。
- 網干線 (飾磨駅 - )西飾磨駅 (SY 51) - 山陽網干駅 (SY 56)
飾磨駅は本線としての駅番号 (SY 40) が付される。

### 神戸電鉄

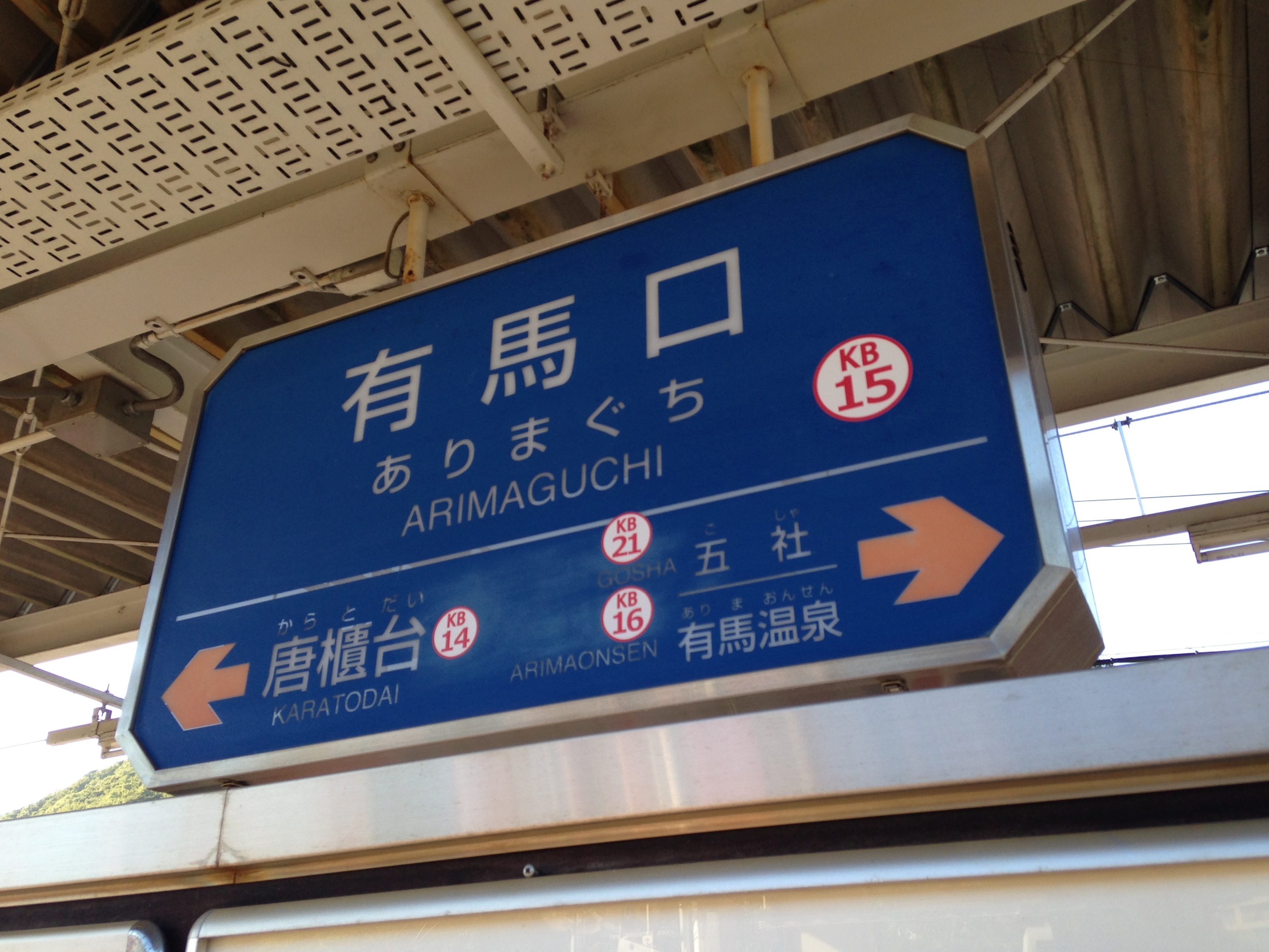
駅ナンバリング導入後の有馬口駅の駅名標

神戸電鉄では、2014年4月1日に導入された。路線記号は「KoBe」から「KB」となっている。神戸高速線と有馬線が続番として一体的に付番されているが、それ以外は線区ごとに番台区分されている。
- 神戸高速線 新開地駅 (KB01) - 湊川駅 (KB02)
- 有馬線 湊川駅 (KB02) - 有馬温泉駅 (KB16)
駅ナンバリング付与時点で休止中となっており、2018年に正式廃止された菊水山駅には導入されなかった。
- 三田線 (有馬口駅 - )五社駅 (KB21) - 三田駅 (KB29)
- 公園都市線 (横山駅 - )フラワータウン駅 (KB31) - ウッディタウン中央駅 (KB33)
- 粟生線 (鈴蘭台駅 - )鈴蘭台西口駅 (KB41) - 粟生駅 (KB59)

### 京阪電気鉄道

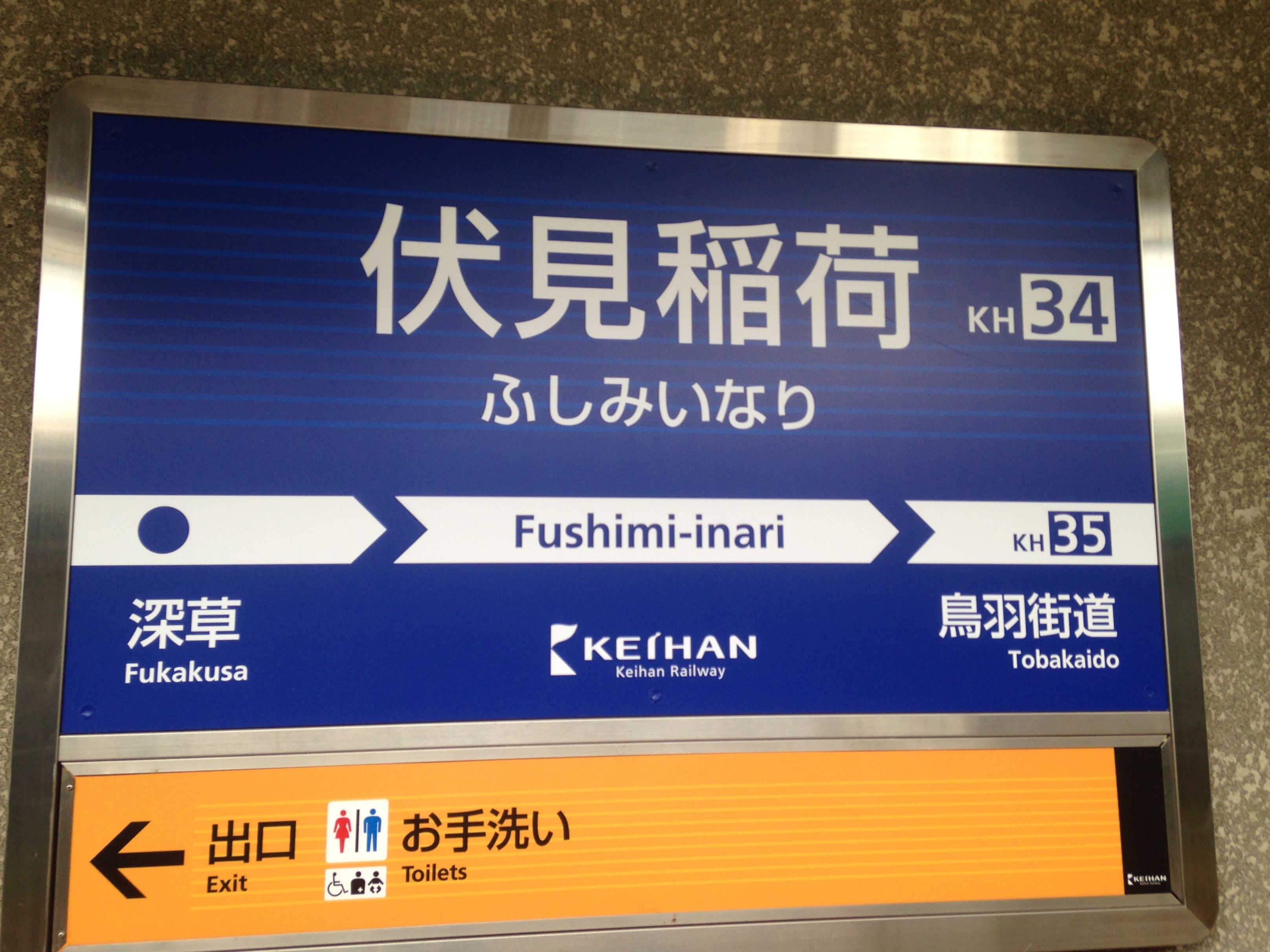
駅ナンバリング導入後の伏見稲荷駅の駅名標

京阪電気鉄道では、2014年4月1日から導入された。路線記号は京阪線系統は「KeiHan」から「KH」を、大津線系統は「OTsu」から「OT」を使用し、これと数字で構成される。また、長らく駅名標などには表示されておらず、各駅の運賃表のみに表示されていた が、駅名標にも表示されるようになった。ただし、京阪線と大津線でサインシステムが異なる関係上、駅ナンバリングの文字デザインも異なっているが、2017年より順次実施中のサインシステム再統一を機に大津線の文字デザインは京阪線のそれと合わせられた。
2014年11月26日に駅ナンバリングについて公式発表された際は、鋼索線をのぞく京阪線系統の駅のみが付番の対象とされ、大津線系統の駅に関しては導入が予告されているのみであったが、大津線・鋼索線も後に導入され、公式ホームページの各駅案内などで確認できる。
- KH  京阪線系統
  - 京阪本線 淀屋橋駅 (KH01) - 三条駅 (KH40)
  - 鴨東線 三条駅 (KH40) - 出町柳駅 (KH42)
  - 中之島線 (天満橋駅 - )なにわ橋駅 (KH51) - 中之島駅 (KH54)
  - 交野線 (枚方市駅 - )宮之阪駅 (KH61) - 私市駅 (KH67)
  - 宇治線 (中書島駅 - )観月橋駅 (KH71) - 宇治駅 (KH77)
  - 鋼索線（石清水八幡宮参道ケーブル） ケーブル八幡宮口駅 (KH80) - ケーブル八幡宮山上駅 (KH81)
- OT  大津線系統
  - ▼ 石山坂本線 石山寺駅 (OT01) - 坂本比叡山口駅 (OT21)
  - ▲ 京津線 (御陵駅 - )京阪山科駅 (OT31) - 上栄町駅 (OT35)( - びわ湖浜大津駅)
御陵駅は地下鉄東西線の駅番号 (T08) のみ付与される。
びわ湖浜大津駅は石山坂本線としての駅番号 (OT12) が付される。

### 京都市営地下鉄
京都市営地下鉄では、東西線の六地蔵駅 - 醍醐駅間が延伸開業した2004年11月26日から導入された。
- 烏丸線 (K / Karasuma) 国際会館駅 (K01) - 竹田駅 (K15)
竹田駅には近鉄の駅番号 (B05) も付される。
- 東西線 (T / Tozai) 六地蔵駅 (T01) - 太秦天神川駅 (T17)

### 京福電気鉄道
京福電気鉄道嵐山線（嵐電）では、2007年3月19日から導入された。2016年4月1日に撮影所前駅が開業したのに合わせ、全線で駅番号の振り直しが行われた。
- 嵐山本線 (A / Arashiyama) 四条大宮駅 (A1) - 嵐山駅 (A13)
  - 2016年4月1日に駅番号の振り直しが行われるまでは四条大宮駅と西院駅の間で「A2」を欠番とし、西院駅以降の駅番号は1ずつ繰り下げられていた。これは両駅間に新駅設置構想[注 18]があったことによる。また導入当初は山ノ内駅と蚕ノ社駅の間の嵐電天神川駅が未開業であったため、同駅に割り当てられる駅番号も欠番としていた。
- 北野線 (B) (帷子ノ辻駅 - )撮影所前駅 (B1) - 北野白梅町駅 (B9)
  - 理由は公表されていないが、頭文字となるK (Kitano) とはならずに嵐山本線の「A」の次のアルファベットにあたる「B」とされた（なお京都市内では京都市営地下鉄烏丸線が先にKを使用している）。2016年4月1日に撮影所前駅が開業するまでは嵐山本線と接続する隣の帷子ノ辻駅に「B1」が割り当てられ、帷子ノ辻駅は嵐山本線と北野線の2種類の駅番号を持っていた[103]。
  - 同じく京都市内を通る近鉄京都線も後に「B」を用いているが、近鉄の方は「B01」のように2桁表記であるのに加え、北野線の最大の駅番号が「B9」であるため、被ることはない。

### 叡山電鉄
叡山電鉄では、2008年10月19日から導入された。全駅通し番号で、叡山本線、鞍馬線の順につけられる。記号は「Eizan」からの「E」で、これと数字から構成される。
- E  叡山本線 出町柳駅 (E01) - 八瀬比叡山口駅 (E08)
- E  鞍馬線 (宝ケ池駅 - )八幡前駅 (E09) - 鞍馬駅 (E17)
  - 分岐駅の宝ケ池駅は叡山本線としての駅番号 (E06)だけが付けられる。

### 近江鉄道
近江鉄道からの正式発表はないが、2018年頃より、路線図・車内案内表示装置・駅名標に順次導入されている。整理券番号に合わせ、京浜急行電鉄同様、本線→支線に向かって連続するように付番されている。OR22 - OR25は欠番となっている。
- ●OR 本線 米原駅 (OR01) - 高宮駅 (OR07)→尼子駅 (OR10) - 八日市駅 (OR15)→長谷野駅 (OR26) -  貴生川駅 (OR37)
- ●OR 多賀線（彦根・多賀大社線） 高宮駅 (OR07) - 多賀大社前駅 (OR09)
- ●OR 八日市線（万葉あかね線） 八日市駅 (OR15) - 近江八幡駅 (OR21)

### 和歌山電鐵
和歌山電鐵では、会社からのアナウンスは特にないが、2015年、公式ホームページの路線図において駅ナンバリングが確認できる。また、駅名標への表示も順次行われている。
- 貴志川線 和歌山駅 (01) - 貴志駅 (14)

## 中国地方での事例

### JR西日本

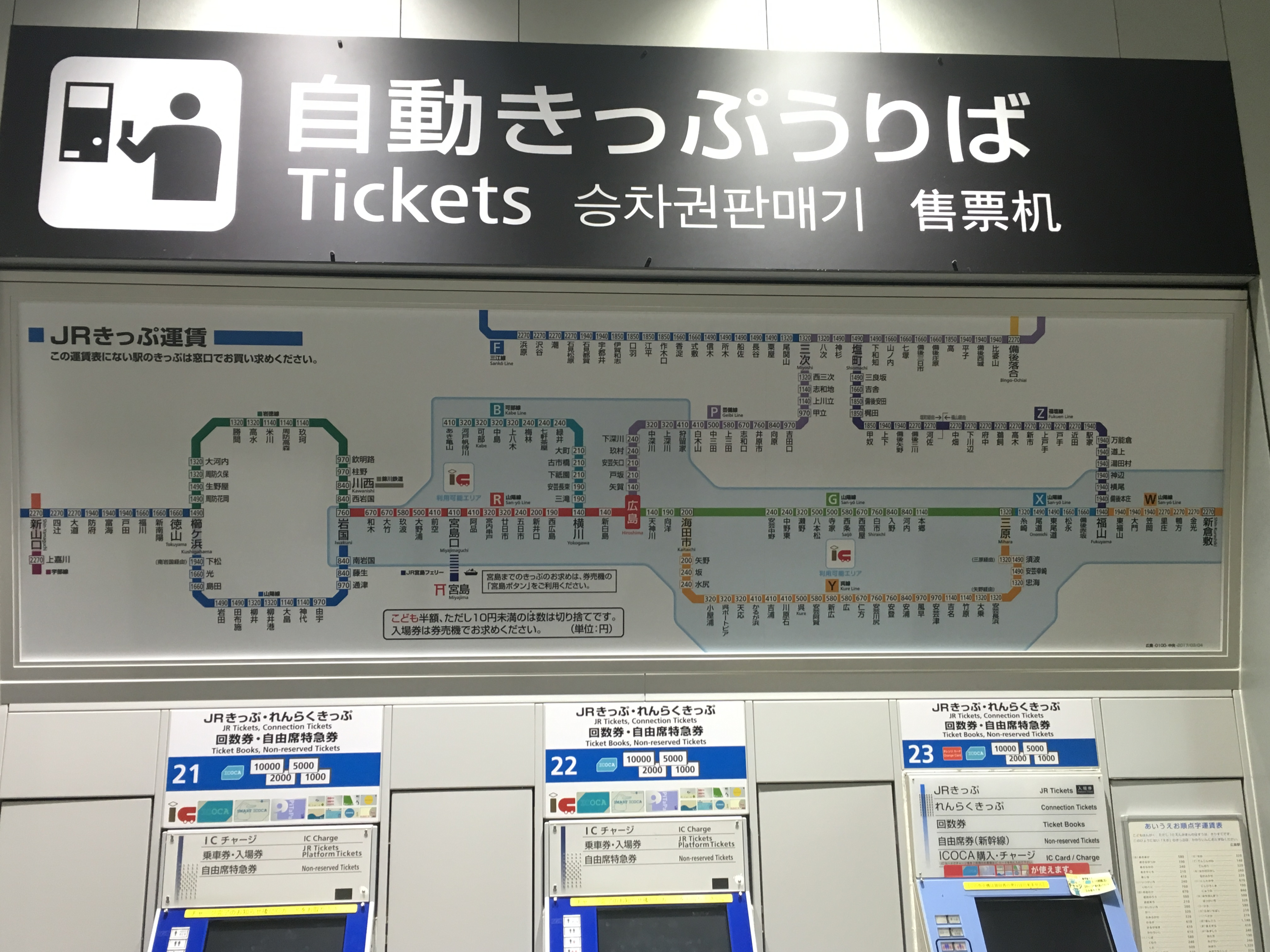
岡山・福山エリア、山陰エリア、広島エリアの路線記号に対応した運賃表（広島駅、2017年3月19日）

ここでは岡山・福山エリア、山陰エリア、広島エリアの駅ナンバリングについて取り上げる。近畿エリアについては前述した。また、JR西日本は駅番号を「駅ナンバー」と呼称するため、以下はその呼称に従って表記する。
西日本旅客鉄道（JR西日本）は、2014年8月6日に広島エリアに路線記号の導入を発表し2015年3月14日から公式サイトの路線図に反映、2015年9月17日に岡山・福山エリアに路線記号の導入を発表し2016年3月26日から使用開始、2016年2月4日に山陰エリアに路線記号の導入を発表した。また、2020年9月から岡山・福山エリア、広島エリアの主要路線に駅ナンバーを導入した。
JR西日本は駅ナンバーを訪日外国人向けの付加サービスとして位置付ける関係上、国内の利用者への広報を積極的に行っていないため、自社の駅ナンバーは縦型の平仮名駅名標にのみ表記し、横型の駅名標には表記していない。また、複数路線の駅ナンバーが割り当てられている駅では、駅名標のラインカラーとは一致しない場合がある。
路線記号は、岡山・福山エリアは岡山駅、福山駅を基準に、山陰エリアは伯備線を除き東側の路線から順に、アルファベットを付与している。また、広島エリアはラインカラーの頭文字のアルファベットを付与している。
なお、山口エリアに関しては、2024年2月現在もほとんどの路線で未導入である。東端の山陽本線岩国駅・和木駅及びJR九州の駅ナンバーが付与された西端の下関駅のみに留まっている。
- 岡山・福山エリア（岡山支社）
  -  山陽線 岡山駅 (JR-S01) - 三石駅 (JR-S11)
近畿エリアの  区間との境界は上郡駅である[109]。
  -  津山線 岡山駅 - 津山駅
  -  桃太郎線 岡山駅 (JR-U01) - 総社駅 (JR-U10)
  -  伯備線 岡山駅 (JR-V01) - 倉敷駅 (JR-V05) - 新見駅 (JR-V18)
山陰エリアと路線記号、ラインカラーを共用している。
  -  山陽線 岡山駅 (JR-W01) - 福山駅 (JR-W14)
  -  山陽線 福山駅 (JR-X14) - 糸崎駅 (JR-X19) - 三原駅 (JR-X20)
駅ナンバーは山陽線 岡山駅を起点とした通し番号となっている。糸崎駅 - 三原駅間は駅ナンバー導入時に広島エリアの  区間と重複する形で駅ナンバーの対象に追加された（旅客案内上では  の表記が優先される）。
  -  福塩線 福山駅 - 塩町駅 - 三次駅
  -  宇野みなと線 岡山駅 (JR-L01) - 宇野駅 (JR-L15)
  -  瀬戸大橋線 岡山駅 (JR-M01) - 児島駅 (JR-M12)
  -  赤穂線 岡山駅 (JR-N01) - 東岡山駅 (JR-N04) - 寒河駅 (JR-N16) - 天和駅
近畿エリアの  区間との境界は播州赤穂駅である[109]。
- 山陰エリア（米子支社、福知山支社）
  -  山陰線 城崎温泉駅 - 米子駅
  -  因美線 鳥取駅 - 東津山駅 - 津山駅
  -  境線 米子駅 - 境港駅
  -  山陰線 米子駅 - 益田駅
  -  木次線 宍道駅 - 備後落合駅
  -  伯備線 新見駅 - 伯耆大山駅 - 米子駅
岡山・福山エリアと路線記号、ラインカラーを共用している。
- 広島エリア（広島支社）
  -  (Green) 山陽線 広島駅 (JR-G01) - 白市駅 (JR-G12) - 三原駅 (JR-G16) - 糸崎駅 (JR-G17)
白市駅 - 糸崎駅間は2016年3月のダイヤ改正から路線記号の対象に追加された。三原駅 - 糸崎駅間は岡山・福山エリアの  区間との重複区間である（旅客案内上では  の表記が優先される）。
  -  (Red) 山陽線 広島駅 (JR-R01) - 岩国駅 (JR-R16)
  -  (Yellow) 呉線 広島駅 (JR-Y01) - 海田市駅 (JR-Y04) - 広駅 (JR-Y17)  - 三原駅 (JR-Y31)
広駅 - 三原駅間は2016年3月のダイヤ改正から路線記号の対象に追加された。
  -  (Blue) 可部線 広島駅 (JR-B01) - 横川駅 (JR-B03) - あき亀山駅 (JR-B16)
可部駅 - あき亀山駅間は2017年3月4日の開業時から路線記号の対象に追加された。なお、大町駅 - あき亀山駅間の駅ナンバー (JR-B08 - JR-B16) は、近畿エリアの湖西線 敦賀駅 - 安曇川駅間のものと重複しており、同一事業者でありながら重複が発生する事例となっている。
  -  (Purple) 芸備線 広島駅 (JR-P01) - 狩留家駅 (JR-P09) - 備中神代駅 - 新見駅
狩留家駅 - 新見駅間は2016年3月のダイヤ改正から路線記号の対象に追加された。
- 廃止路線
  -  三江線（山陰エリア、2018年4月1日廃止）江津駅 - 三次駅

### 岡山電気軌道
岡山電気軌道では、2017年5月に路線記号の導入を実施し、ラインカラーも改めて制定した。記号は運行している2つの系統の両方が経由する岡山駅前停留場 - 柳川停留場間は両方の系統の記号が付されている。これに付随しての駅ナンバリング実施のアナウンスは無かったが、2018年時点のおかでんチャギントン電車のホームページの路線図において駅ナンバリングが確認できる。また、駅名標への表示も順次行われている。
- ○H 東山線 (H / Higashiyama) 岡山駅前停留場 (H01) - 柳川停留場 (H03) - 東山・おかでんミュージアム駅停留場 (H10)
- ○S 清輝橋線 (S / Seikibashi) 岡山駅前停留場 (S01) - 柳川停留場 (S03) - 清輝橋停留場 (S09)

### 水島臨海鉄道
2019年より導入。駅名標への記載はなく、駅掲出時刻表やポケット時刻表にのみ記載されている。
- ●MR 水島本線 (MR / Mizushima Rinkai) 倉敷市駅 (MR0) - 三菱自工前駅 (MR9)

### 広島電鉄

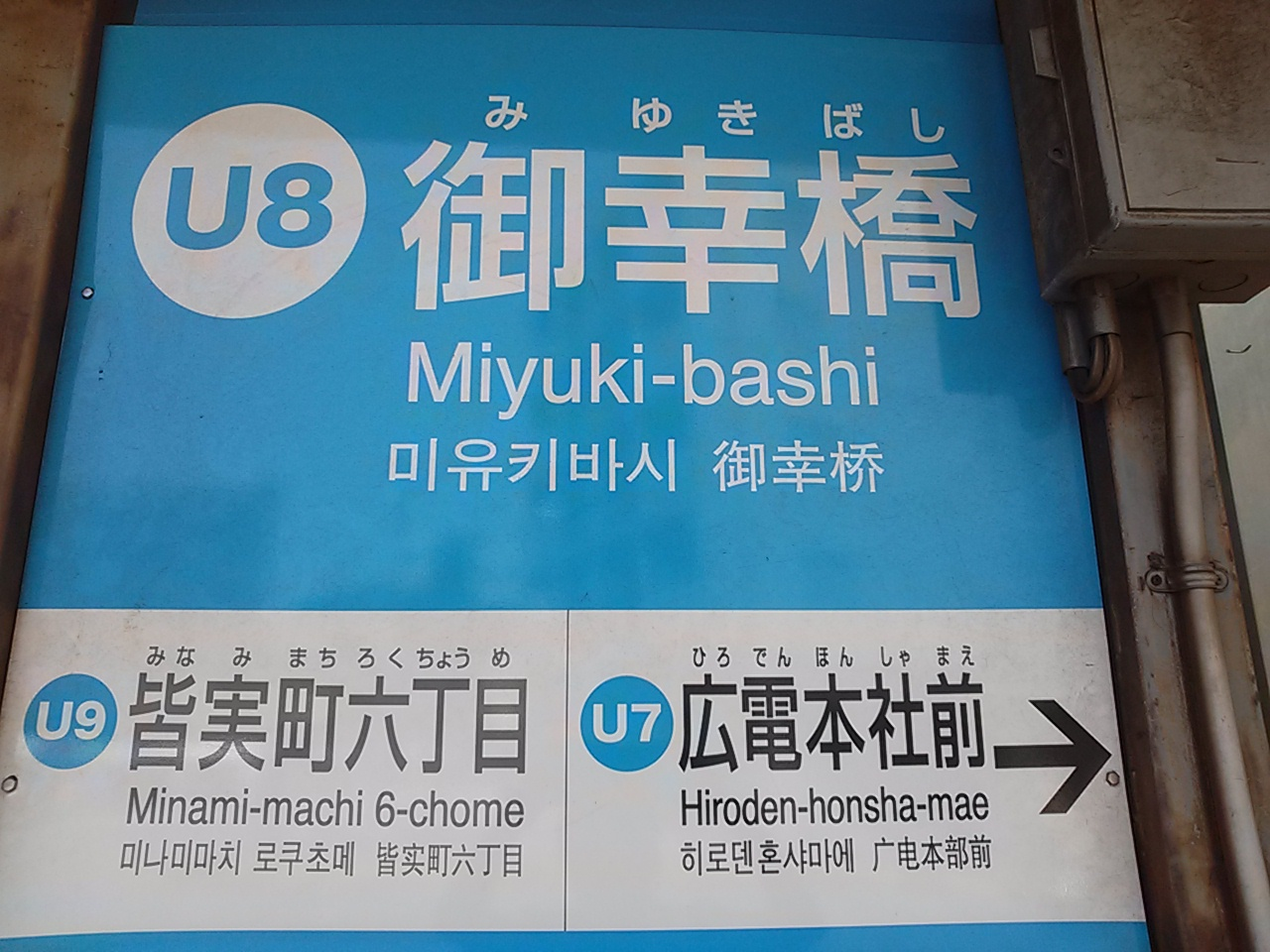
旧番号体系の駅名標（御幸橋停留場）

広島電鉄は1996年（平成8年）10月より導入し、2025年（令和7年）8月3日の駅前大橋ルート開業に伴い、現行の体系となった。重複付番は行わず、全ての運行系統で1つの停留場・駅につき1つの番号を用いる。
- M（Miyajima）本線・宮島線 広島駅停留場 (M01) - 稲荷町停留場 (M02) - 広電西広島駅 (M18) - 広電宮島口駅 (M38)
紙屋町停留場は紙屋町東・紙屋町西それぞれのホームに個別の駅番号（M07・M08）を設定している。臨時駅の宮島ボートレース場駅には駅番号を付与していない。
- Y（Yokogawa）横川線 （十日市町停留場 - ）寺町停留場 (Y01) - 横川駅停留場 (Y04)
- U（Ujina）宇品線 （紙屋町東停留場・紙屋町西停留場 - ）本通停留場 (U01) - 広島港停留場 (U18)
- E（Eba） 江波線 （土橋停留場 - ）舟入町停留場 (E01) - 江波停留場 (E06)
- W（White / 白島の「白」の英訳より） 白島線 （八丁堀停留場 - ）女学院前停留場 (W01) - 白島停留場 (W04)
- H（Hijiyama / 通称の比治山線より）皆実線 （稲荷町停留場 - ）松川町停留場 (H01) - 比治山下停留場 (H02) - 皆実町二丁目停留場 (H05)（ - 皆実町六丁目停留場）

2025年（令和7年）8月2日以前の体系は次の通り。番号は広島駅停留場、および本線を基準にして付番され、路線別の色分けも行われていた。また、停留場によっては2つの番号が設定されることもあった。
- ●M 本線・宮島線 (M) 広島駅停留場 (M1) - 的場町停留場 (M3) - 広電西広島（己斐）駅 (M19) - 広電宮島口駅 (M39)
紙屋町停留場は双方のホームで同一の停留場番号 (M9) が付与されている。臨時駅の宮島ボートレース場駅には駅番号を付与していない。
- ●Y 横川線 (Y) 十日市町停留場 (Y1) - 横川駅停留場 (Y5)
本線と分岐する十日市町停留場には横川線専用のホーム（現在は横川駅方面のみ）があるため、横川線としての駅番号が付与されている。
- ●U 宇品線 (U)（紙屋町東/西停留場 - ）本通停留場 (U1) - 広島港（宇品）停留場 (U18)
- ●E 江波線 (E)（土橋停留場 - ）舟入町停留場 (E1) - 江波停留場 (E6)
- ●W 白島線 (W) 八丁堀停留場 (W1) - 白島停留場 (W5)
本線と分岐する八丁堀停留場には白島線専用のホームがあるため、白島線としての駅番号が付与されている。
- ●H 皆実線 (H) 的場町停留場 (H3) - 皆実町六丁目停留場 (H9)
番号は本線の広島駅停留場を起点とした通し番号となっている。
本線、宇品線と分岐する的場町停留場、皆実町六丁目停留場には皆実線専用のホームがあるため、皆実線としての駅番号が付与されている。

### 一畑電車
導入年不明。駅名標やホームページにて提供される時刻表に表示されている。路線記号はなく数字のみで構成され、北松江線、大社線の順に連続する番号が与えられる。
- 北松江線 電鉄出雲市駅 (1) - 松江しんじ湖温泉駅 (22)
- 大社線 (川跡駅 - )高浜駅 (23) - 出雲大社前駅 (26)
  - 分岐駅の川跡駅には北松江線としての駅番号 (5) のみが与えられる。

## 四国地方での事例

### JR四国・土佐くろしお鉄道・阿佐海岸鉄道

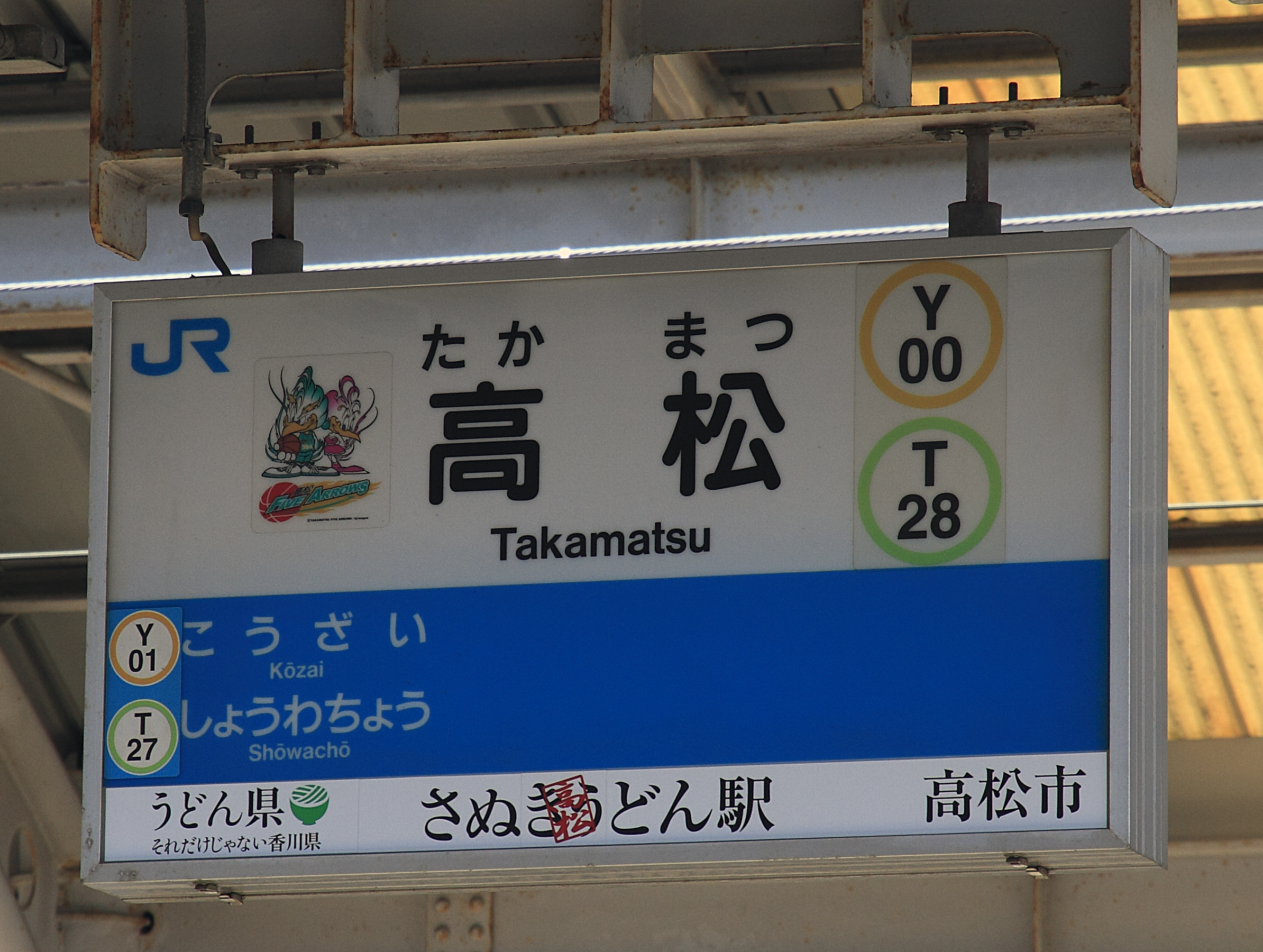
JR四国の従来デザインの駅名標（高松駅）

JR四国、阿佐海岸鉄道、土佐くろしお鉄道では、2006年3月1日に本四備讃線を除く全線で導入され、JR四国はJRで初めて駅ナンバリングを導入した。なお、その後阿佐海岸鉄道は鉄道からDMVへの運行形態の変更により駅ナンバリングが削除されている。
路線記号は系統別に導入され、路線名、経由駅、愛称の略からとられている。そのため1路線が2つ以上の路線記号を持つことがある。番号部分は県庁所在地の駅に「00」を割り当て、複数系統の乗り入れる駅では重複付番を行う。本四備讃線には導入されていないが、JR西日本との境界駅である児島駅以北には、JR西日本としての路線記号や駅ナンバーが導入されている。ナンバリング導入後に開業した駅には枝番を付番する。
JR四国
- ●Y 予讃線 (Y / Yosan) 高松駅 (Y00) - 多度津駅 (Y12) - 松山駅 (Y55)
臨時駅の津島ノ宮駅には付番されていない。
- ●U 予讃線・内子線 (U / Uchiko Uwajima) 松山駅 (U00) - 北伊予駅 (U02) - 南伊予駅 (U02-1) - 伊予横田駅 (U03) - 向井原駅 (U06) - 内子駅 (U10) - 伊予大洲駅 (U14) - 宇和島駅 (U28)
- ●S 予讃線（愛ある伊予灘線）(S / Shimonada Seaside) 向井原駅 (S06) - 下灘駅 (S09) - 伊予大洲駅 (S18)
松山駅を起点とした通し番号となっている。
- ●D 土讃線 (D / Dosan) 多度津駅 (D12) - 後免駅 (D40) - 高知駅 (D45)
高松駅を起点とした通し番号となっている。
- ●K 土讃線 (K / Kochi Kubokawa) 高知駅 (K00) - 波川駅 (K08) - 小村神社前駅 (K08-1) - 日下駅 (K09) - 窪川駅 (K26)
- ●G 予土線（しまんとグリーンライン）(G / Green) 若井駅 (G27) - 北宇和島駅 (G46) - 宇和島駅 (G47)
北宇和島駅 - 宇和島駅間は正式には予讃線であるが、列車は宇和島駅まで乗り入れるため、予土線としての駅ナンバリングも導入されている。高知駅を起点とした通し番号となっている。
- ●T 高徳線 (T / Takamatsu Tokushima) 徳島駅 (T00) - 佐古駅 (T01) - 池谷駅 (T04) - 高松駅 (T28)
- ●N 鳴門線 (N / Naruto) 池谷駅 (N04) - 鳴門駅 (N10)
徳島駅を起点とした通し番号となっている。
- ●B 徳島線（よしの川ブルーライン）(B / Blue) 佐古駅 (B01) - 佃駅 (B24) - 阿波池田駅 (B25)
佃駅 - 阿波池田駅間は正式には土讃線であるが、列車は阿波池田駅まで乗り入れるため、徳島線としての駅ナンバリングも導入されている。徳島駅を起点とした通し番号となっている。
- ●M 牟岐線（阿波室戸シーサイドライン）(M / Mugi Muroto) 徳島駅 (M00) - 阿波海南駅 (M27)
臨時駅の田井ノ浜駅には付番されていない。2020年10月31日までは牟岐線の終点は海部駅であったため、同駅にはJRとしての駅番号 (M28) も付番されていた。

土佐くろしお鉄道
- ●GN ごめん・なはり線 (GN / Gomen-Nahari) 奈半利駅 (GN21) - 安芸駅 (GN27) - あき総合病院前駅 (GN27-1) - 球場前駅 (GN28) - 後免駅 (GN40)
高知駅を終点 (45) とした通し番号となっている。
- ●TK 中村線・宿毛線 (TK / Tosa-Kuroshio) 窪川駅 (TK26) - 若井駅 (TK27) - 中村駅 (TK40) - 宿毛駅 (TK47)
高知駅を起点とした通し番号となっている。

阿佐海岸鉄道（使用終了）
- ●AK 阿佐東線 (AK / Asa-Kaigan) 海部駅 (AK28) - 甲浦駅 (AK30)
徳島駅を起点とした通し番号となっていた。2020年11月1日付けで編入された区間にある阿波海南駅（阿波海南信号場）には、阿佐海岸鉄道の番号は設定されなかった。
DMV導入に伴い、2020年11月30日をもってそれまでの普通鉄道車両による運行を終了。2021年12月25日のDMV運行開始後は従来のナンバリングを案内に使用しておらず、DMVのバス区間における停留所（阿波海南・甲浦を含む）にも付与していない。

### 高松琴平電気鉄道
高松琴平電気鉄道では、2013年12月15日の綾川駅開業時に導入した。
- ■K 琴平線 (K / Kotohira) 高松築港駅 (K00) - 瓦町駅 (K02) - 三条駅 (K04) - 伏石駅 (K04A) - 太田駅 (K05) - 琴電琴平駅 (K21)
- ■N 長尾線 (N / Nagao) 高松築港駅 (N00) - 瓦町駅 (N02) - 長尾駅 (N17)
  - 高松築港駅 - 瓦町駅間には琴平線と長尾線の2路線の駅ナンバリングが導入されている。
- ■S 志度線 (S / Shido) 瓦町駅 (S00) - 琴電志度駅 (S15)

### 伊予鉄道
伊予鉄道では、2015年（平成27年）6月に駅ナンバリングを導入した。駅名標に記載。付番の方法は郊外電車と市内電車（松山市内線）で独立しており、路線記号は郊外電車にのみ「IYotetsu」から「IY」が与えられる。
郊外電車は高浜線、横河原線、郡中線の順に連続した番号を付番し、高浜線からバス連絡を行う松山観光港にも番号が付されている。市内電車はまず環状線系統を松山市駅から始めて時計回りに付番し、次に環状線から分岐し道後温泉駅へ向かう系統、本町六丁目停留場へ向かう系統の順に連続した番号を付番する。
- 郊外電車

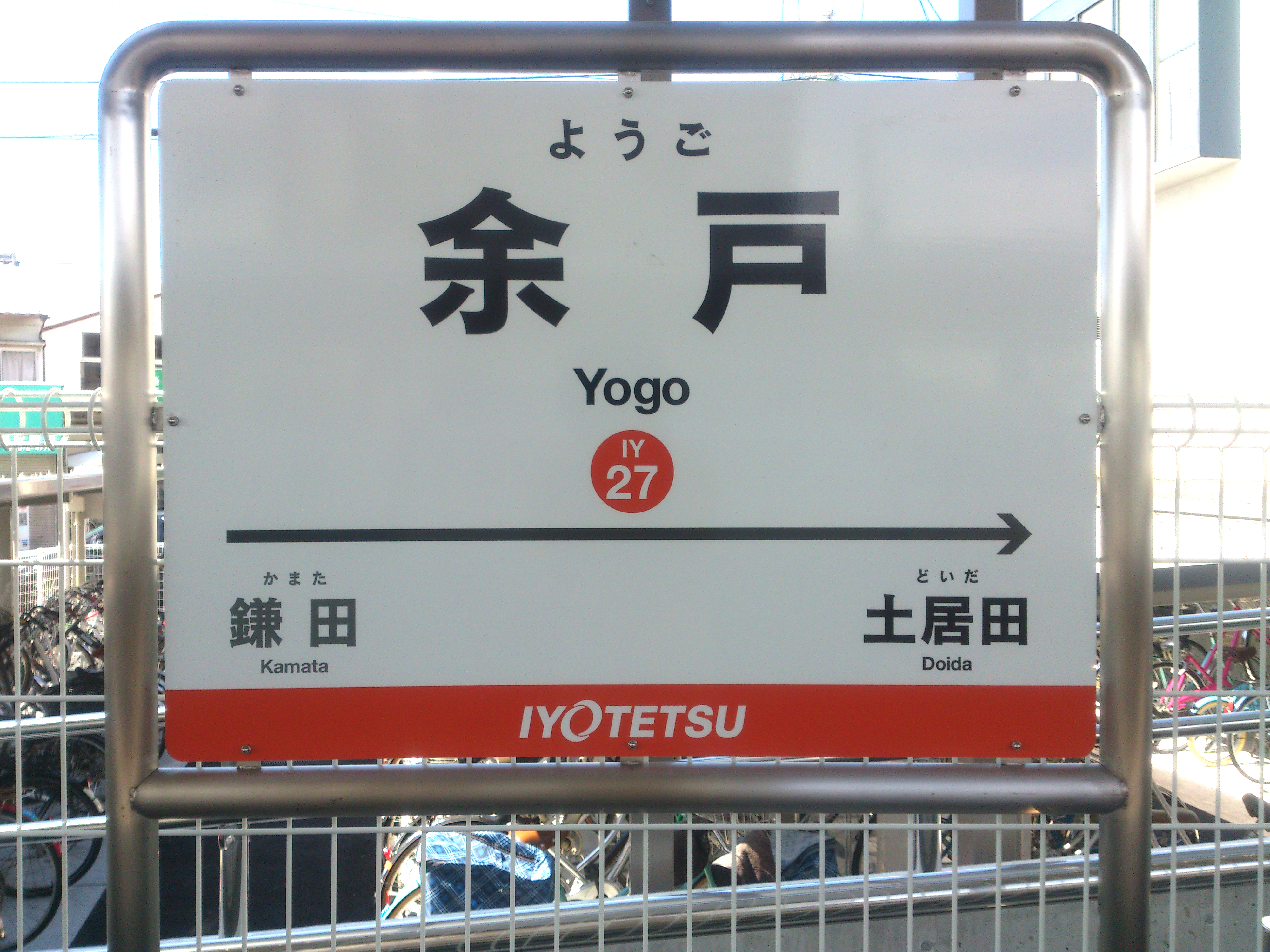
新タイプの駅名標（余戸駅）

  - ●IY 高浜線：松山観光港 (IY00)→高浜駅 (IY01) - 松山市駅 (IY10)
  - ●IY 横河原線：松山市駅 (IY10) - 横河原駅 (IY24)
  - ●IY 郡中線：松山市駅 (IY10)→土橋駅 (IY25) - 郡中港駅 (IY35)
- 市内電車 (松山市内線)
  - 環状線系統（花園線・大手町線・城北線・連絡線・城南線）：松山市駅前停留場 (01) - 南堀端停留場 (02) - 西堀端停留場 (03) - 古町駅 (07) - 本町六丁目停留場 (09) - 平和通一丁目停留場 (15) - 上一万停留場 (16) - 市役所前停留場 (21)( - 南堀端停留場)
  - 道後系統（城南線）：上一万停留場 (16)→南町停留場 (22) - 道後温泉駅 (24)
  - 本町系統（本町線）：(南堀端停留場 - )本町一丁目停留場 (25) - 本町六丁目停留場 (29)

## 九州・沖縄地方での事例

### JR九州

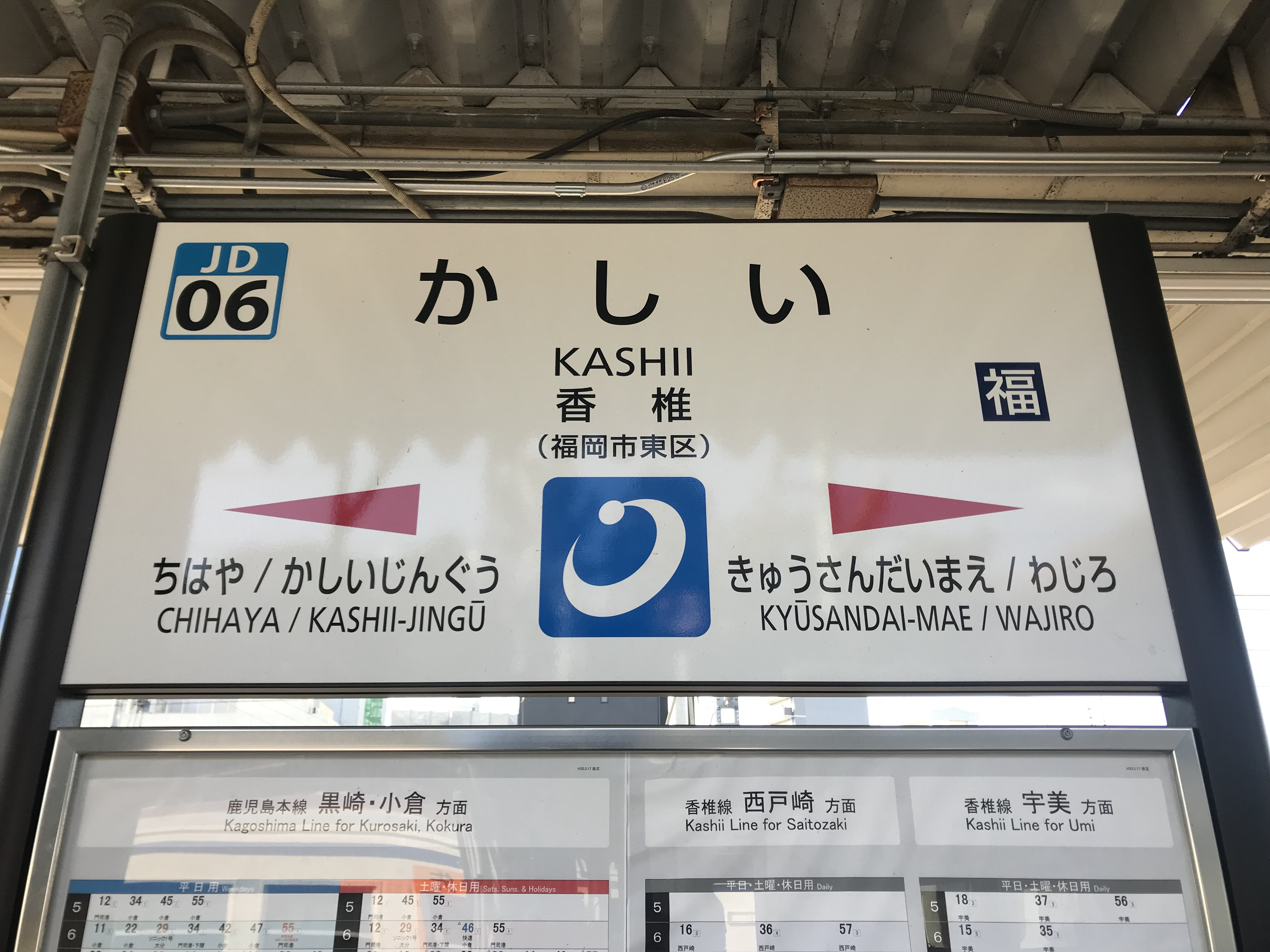
駅ナンバリング導入後の香椎駅の駅名標

JR九州では長らく駅ナンバリングが導入されなかったが、2018年9月30日から北部九州エリアの在来線に駅ナンバリングを順次導入する。
路線記号はアルファベット2文字で、1文字目は全路線で「J」（JRの頭文字）とし、2文字目はAからKのアルファベットを割り振っている。ただし、「JA」「JB」「JC」の区間の起点となる博多駅は路線記号を付けずに「00」とする。また、鹿児島本線は博多以北と博多以南で路線記号を分けている一方、山陽本線は鹿児島本線博多以北と同じ路線記号を共用して番台のみ区分している。筑豊本線は運行系統によって路線記号を3つに分けている。
- 鹿児島本線 (JA) 博多駅 (00) - 吉塚駅 (JA01) - 門司港駅 (JA31)
  - 箱崎駅 (JA02) - 千早駅 (JA03) 間には2027年に貝塚新駅（仮称）を設置する予定であるが、特に配慮することなく付番されている[114]。
- 山陽本線 (JA) （小倉駅 (JA51) - ）門司駅 (JA52) - 下関駅 (JA53)
  - 正式には小倉駅 - 門司駅間は鹿児島本線への乗り入れ区間であるが、山陽本線としての駅番号も付与される。
- 鹿児島本線 (JB) 博多駅 (00) - 竹下駅 (JB01) - 荒尾駅 (JB28)
- 福北ゆたか線（筑豊本線・篠栗線） (JC) 博多駅 (00) - 吉塚駅 (JC01) - 桂川駅 (JC11) - 折尾駅 (JC26)
  - 陣原駅と黒崎駅には鹿児島本線の駅番号のみ割り当てられ、福北ゆたか線としての駅番号は割り当てられない。
- 香椎線 (JD) 西戸崎駅 (JD01) - 宇美駅 (JD16)
- 若松線（筑豊本線） (JE) 折尾駅 (JE01) - 若松駅 (JE06)
- 日豊本線 (JF) 小倉駅 (JF01) - 行橋駅 (JF10)
- 原田線（筑豊本線） (JG) 桂川駅 (JG01) - 原田駅 (JG05)
- 長崎本線 (JH) 鳥栖駅 (JH01) - 佐賀駅 (JH08)
- 日田彦山線 (JI) （小倉駅 (JI01) - ）城野駅 (JI04) - 田川後藤寺駅 (JI14)
  - 正式には小倉駅 - 城野駅間は日豊本線への乗り入れ区間であるが、日田彦山線としての駅番号も付与される。
- 後藤寺線 (JJ) 新飯塚駅 (JJ01) - 田川後藤寺駅 (JJ06)
- 筑肥線 (JK) 姪浜駅 (JK01) - 唐津駅 (JK20)（ - 西唐津駅 (JK21)）
  - 正式には唐津駅 - 西唐津駅間は唐津線への乗り入れ区間であるが、唐津線は駅番号導入対象外のため、この区間は筑肥線としての駅番号のみ付与される。
  - 姪浜駅は先に導入した福岡市地下鉄空港線の駅番号 (K01) と合わせて併記。
  - 糸島高校前駅は2019年3月16日開業。このため導入時点で予め、同駅に割り当てられる「JK07」を欠番としていた。

### 福岡市地下鉄

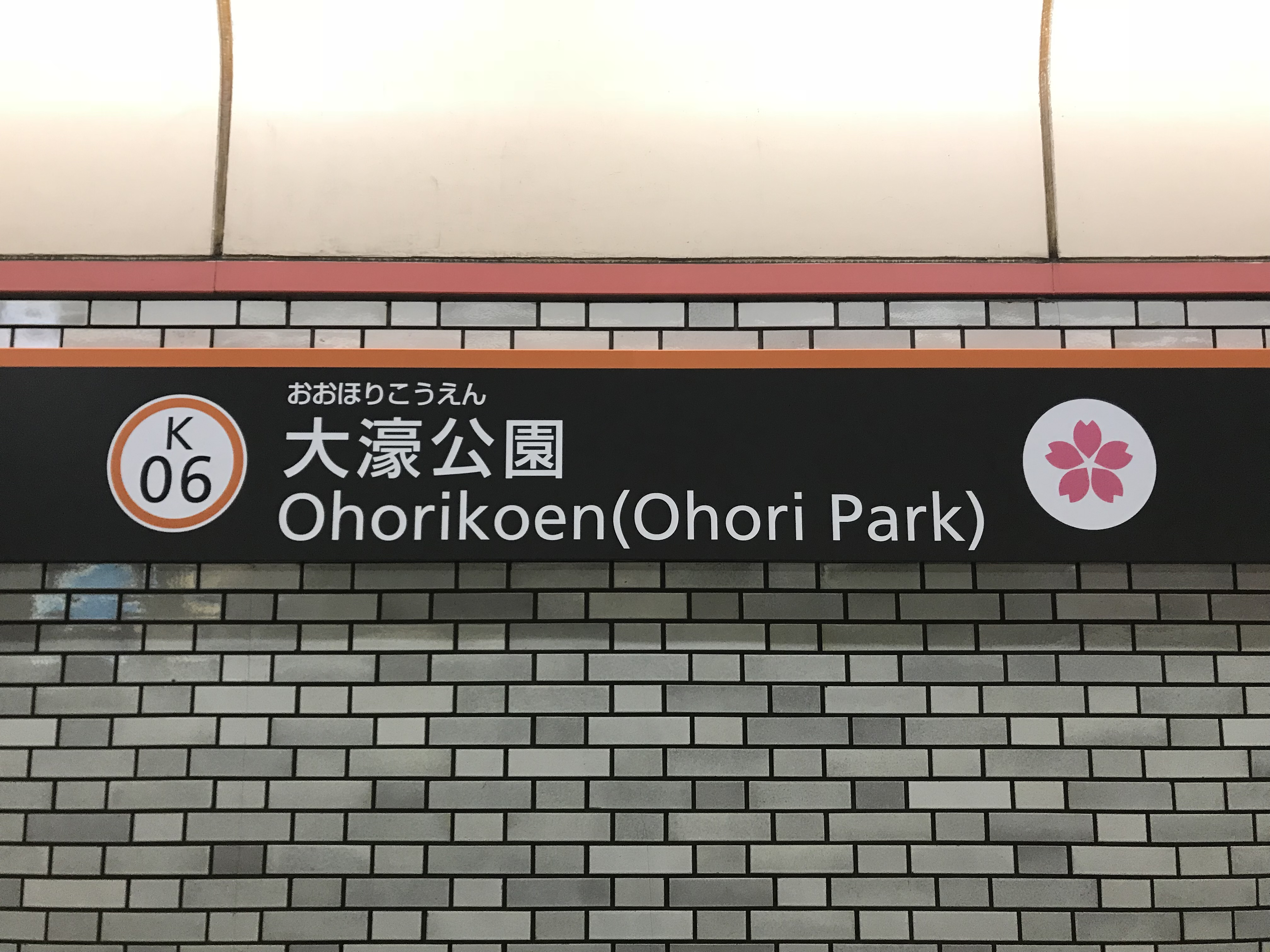
空港線の駅名標（大濠公園駅）

福岡市交通局（福岡市地下鉄）では2011年1月24日から3月上旬にかけ、各駅に順次導入された。交通局ウェブサイトの路線図では、従来から使用していた駅シンボルマークと駅番号を併用している。
- 空港線 (K / Kūkō[注 19]) 姪浜駅 (K01) - 福岡空港駅 (K13) 
  - 姪浜駅は後に導入したJR筑肥線の駅番号 (JK01) と合わせて併記。
- 箱崎線 (H / Hakozaki) 中洲川端駅 (H01) - 貝塚駅 (H07)
- 七隈線 (N / Nanakuma) 橋本駅 (N01) - 博多駅 (N18)

### 西日本鉄道

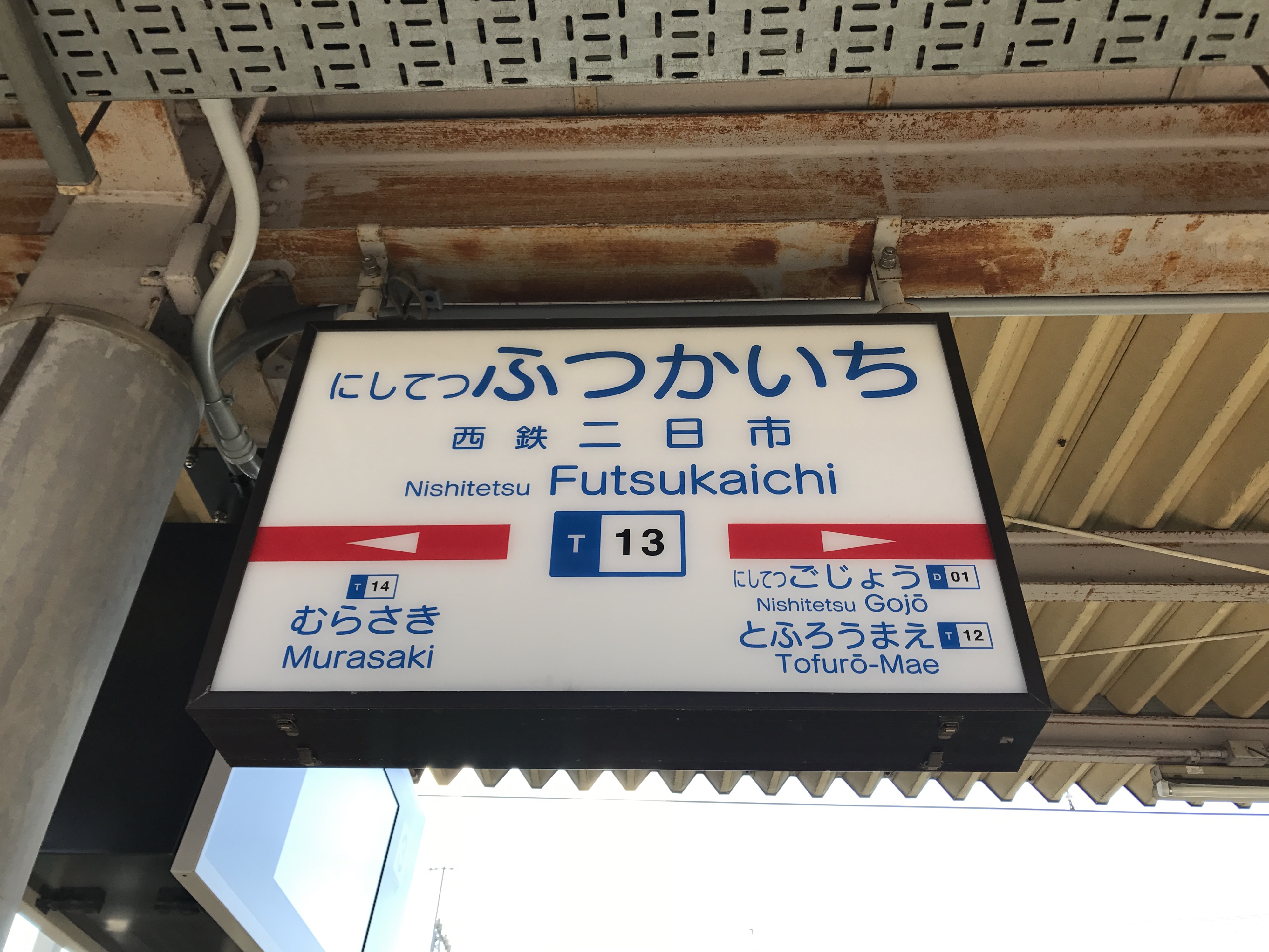
天神大牟田線の駅名標（西鉄二日市駅）

西日本鉄道では、2017年2月1日から天神大牟田線、太宰府線、甘木線、貝塚線の全72駅に順次導入された。
- T 天神大牟田線 (T / Tenjin-ōmuta) 西鉄福岡（天神）駅 (T01) - 大牟田駅 (T50)
  - 桜並木駅の「T08」は駅ナンバー導入当初は欠番であった。

- D 太宰府線 (D / Dazaifu) (西鉄二日市駅 - )西鉄五条駅 (D01) - 太宰府駅 (D02)
- A 甘木線 (A / Amagi) 甘木駅 (A01) - 五郎丸駅 (A11)( - 宮の陣駅)
- NK 貝塚線 (NK / Nishitetsu-Kaizuka) 貝塚駅 (NK01) - 西鉄新宮駅 (NK10)
  - 「K」は既に福岡市地下鉄空港線で使用されているため、「西鉄」まで含めた「NK」となった。

### 筑豊電気鉄道

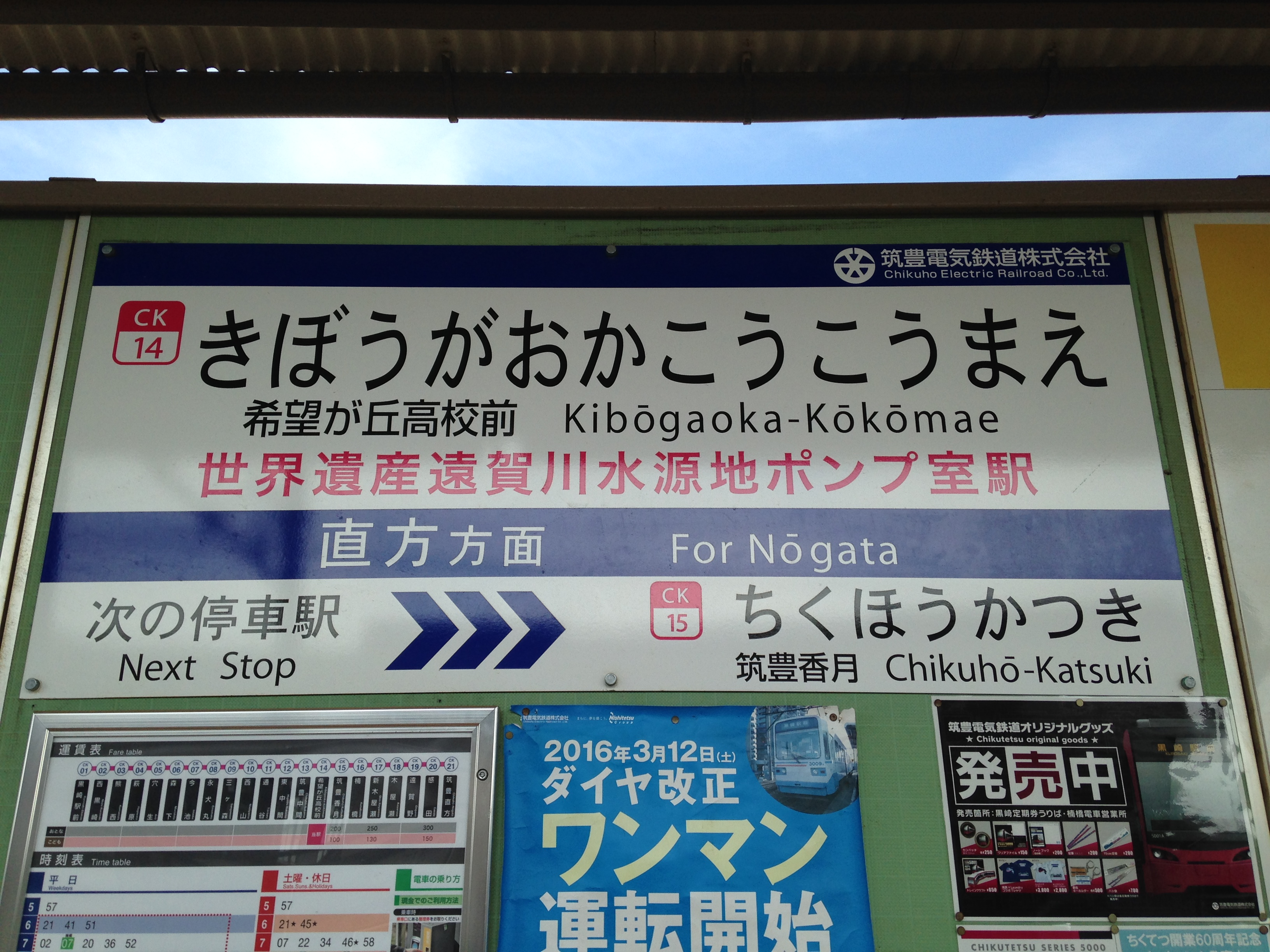
筑豊電鉄線の駅名標（希望が丘高校前駅）

筑豊電気鉄道では、2013年1月28日から3月末日にかけ、全駅において順次導入された。
- CK 筑豊電気鉄道線 (CK / ChiKutetsu) 黒崎駅前駅 (CK01) - 筑豊直方駅 (CK21)

### 北九州高速鉄道（北九州モノレール）
北九州高速鉄道では、小倉線において導入されている。導入時期は不明。
- 小倉線 小倉駅 (01) - 企救丘駅 (13)

### 平成筑豊鉄道
平成筑豊鉄道では、2019年10月1日より順次、駅ナンバリングを導入することが発表された。路線記号は全社で「HeiChiku」から「HC」に統一しており、これと数字で構成される。伊田線と田川線は連続した形で「1」から付番され、糸田線は「51」から付番されるが、糸田線の分岐駅である金田駅では二重付番を行わない。また、門司港レトロ観光線（北九州銀行レトロライン）には導入していない。
- ■HC 伊田線・田川線 直方駅 (HC1) - 田川伊田駅 (HC15) - 行橋駅 (HC31)
- ■HC 糸田線 (金田駅 - )豊前大熊駅 (HC51) - 田川後藤寺駅 (HC55)

### 長崎電気軌道

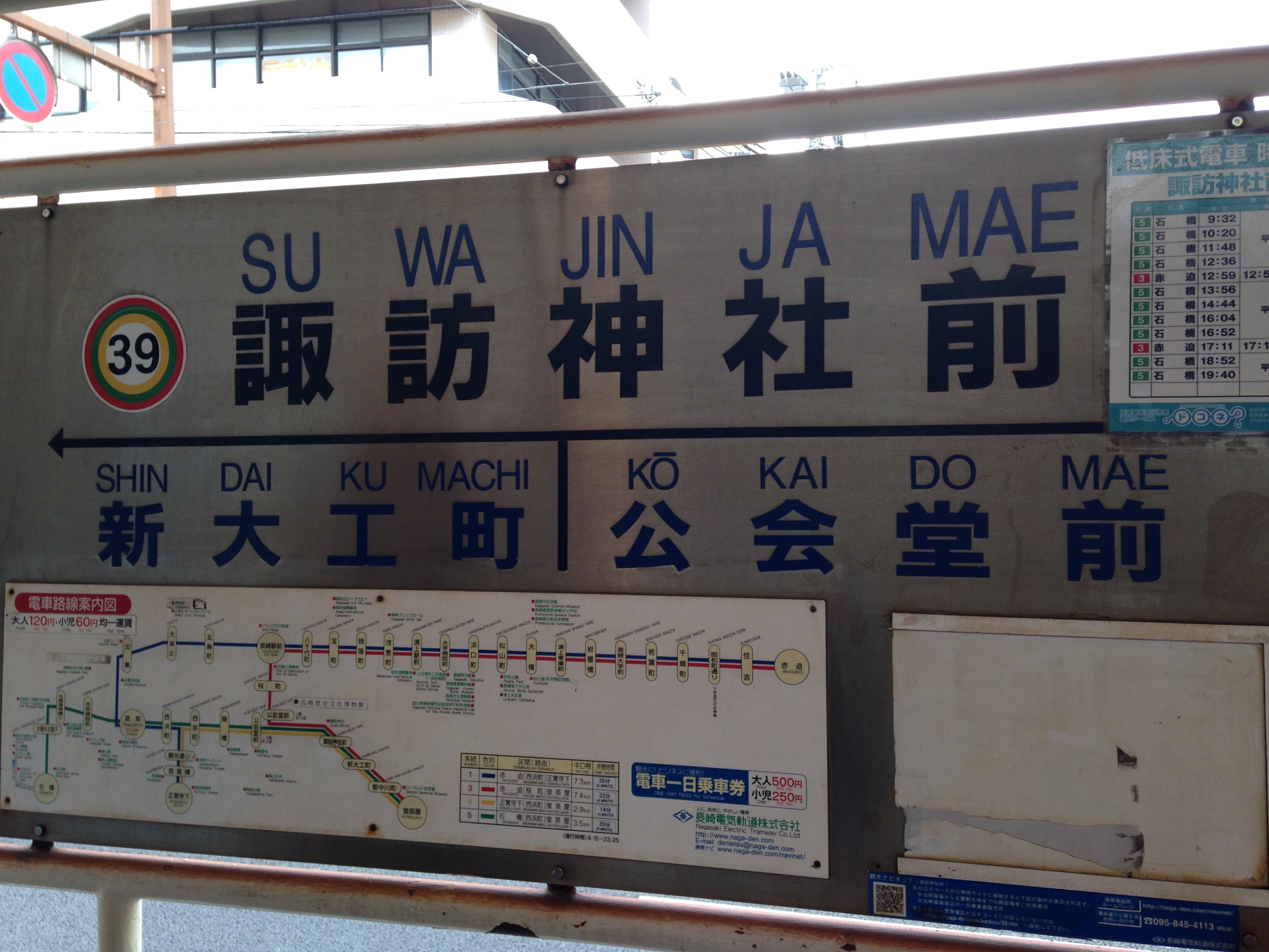
蛍茶屋線の駅名標（諏訪神社停留場）

長崎電気軌道では、昭和末期から既に駅ナンバリングを導入していた。1984年（昭和59年）5月30日に宝町（下り）と大波止（上り）に試験的に設置された停留場名表示板において初めて停留場番号が表示された。その後、9月から10月にかけて長崎駅前や築町（現・新地中華街）には上り下りとも番号入りの表示板が設置されたほか、他の主要停留場にも下りまたは上りに設置され、その後、順次設置が進められた。1985年（昭和60年）発行の社史『ふりかえる二十年のあゆみ』には、1984年（昭和59年）9月中旬から各電停にローマ字入り標示板を逐次設置したと記されている。
全停留場通し番号で、赤迫支線→本線、蛍茶屋支線、桜町支線、大浦支線の順につけられる。市役所停留場では蛍茶屋支線と桜町支線で別個に番号が振られており、複数の番号を持つ唯一の停留場である。
- 赤迫支線 赤迫停留場 (11) - 住吉停留場 (12)
- 本線 住吉停留場 (12) - 崇福寺停留場 (35)
  - 片方向のみの停留場である昭和町通停留場は「13A」が割り振られている。
- 蛍茶屋支線 浜町アーケード停留場（36） - 蛍茶屋停留場 (43)
  - 42は欠番。
- 桜町支線 桜町停留場 (44) - 市役所停留場（45）
- 大浦支線 メディカルセンター停留場 (47) - 石橋停留場 (51)
  - 46と49は欠番（46は廃止された入江町停留場の番号）。

### 熊本市電

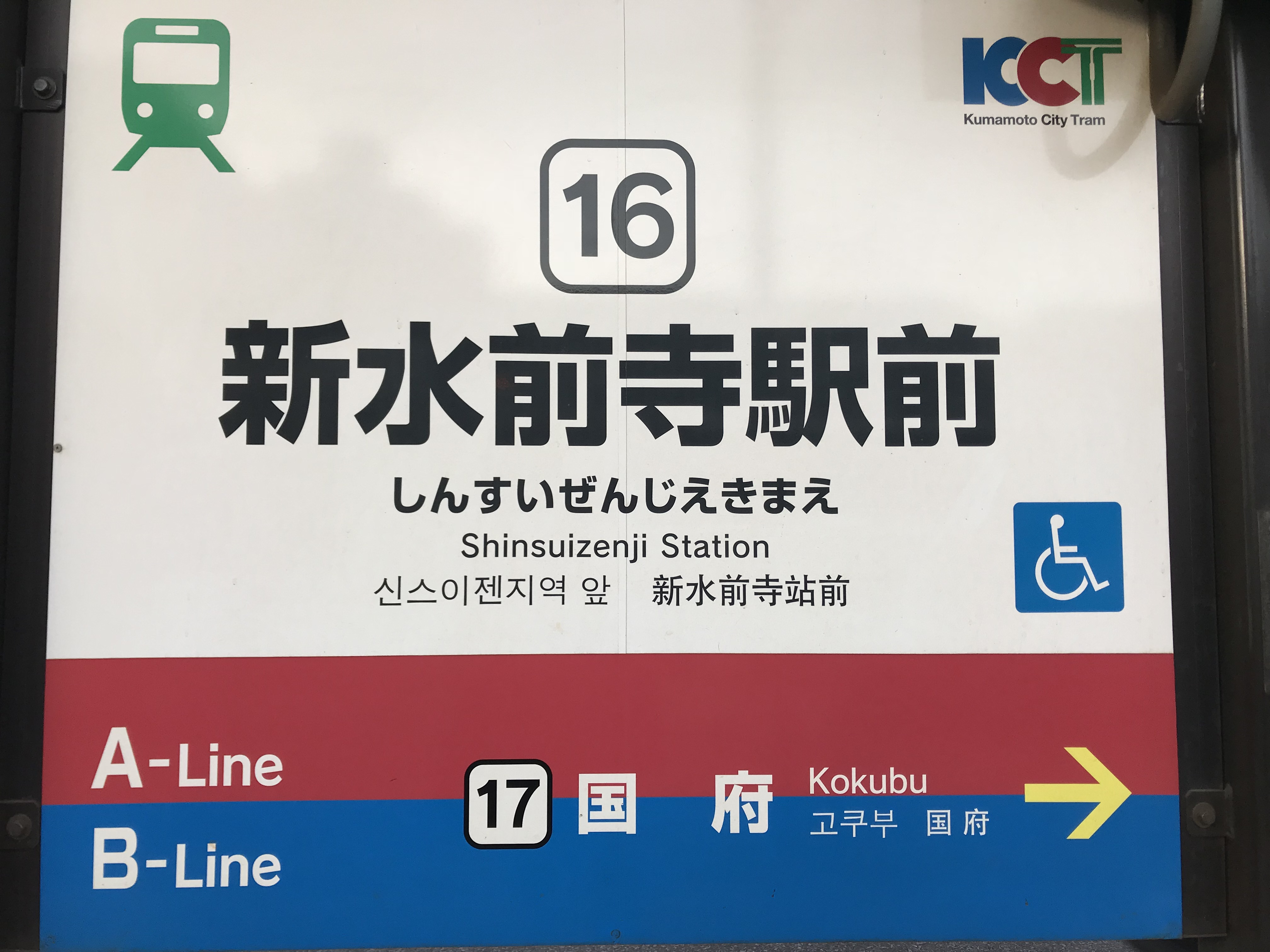
熊本市電A・B系統の駅名標（新水前寺駅前停留場）

熊本市交通局（熊本市電）では2011年3月1日に導入され、同時に運行系統・一部停留所の名称変更なども行われた。利用者の多いA系統の停留所には（A・B両系統の共通区間も）記号を付さないのが特色である。
- ■A系統（旧2系統）
  - 田崎線・幹線・水前寺線・健軍線 田崎橋停留場 (1) - 健軍町停留場 (26)
- ■B系統（旧3系統） (B)
  - 上熊本線 上熊本停留場 (B1) - 西辛島町停留場 (B9)( - 辛島町停留場 - 健軍町停留場)

両系統が乗り入れる辛島町停留場 (8) - 健軍町停留場間の停留場は、A系統の番号だけが付けられる。

### 熊本電気鉄道

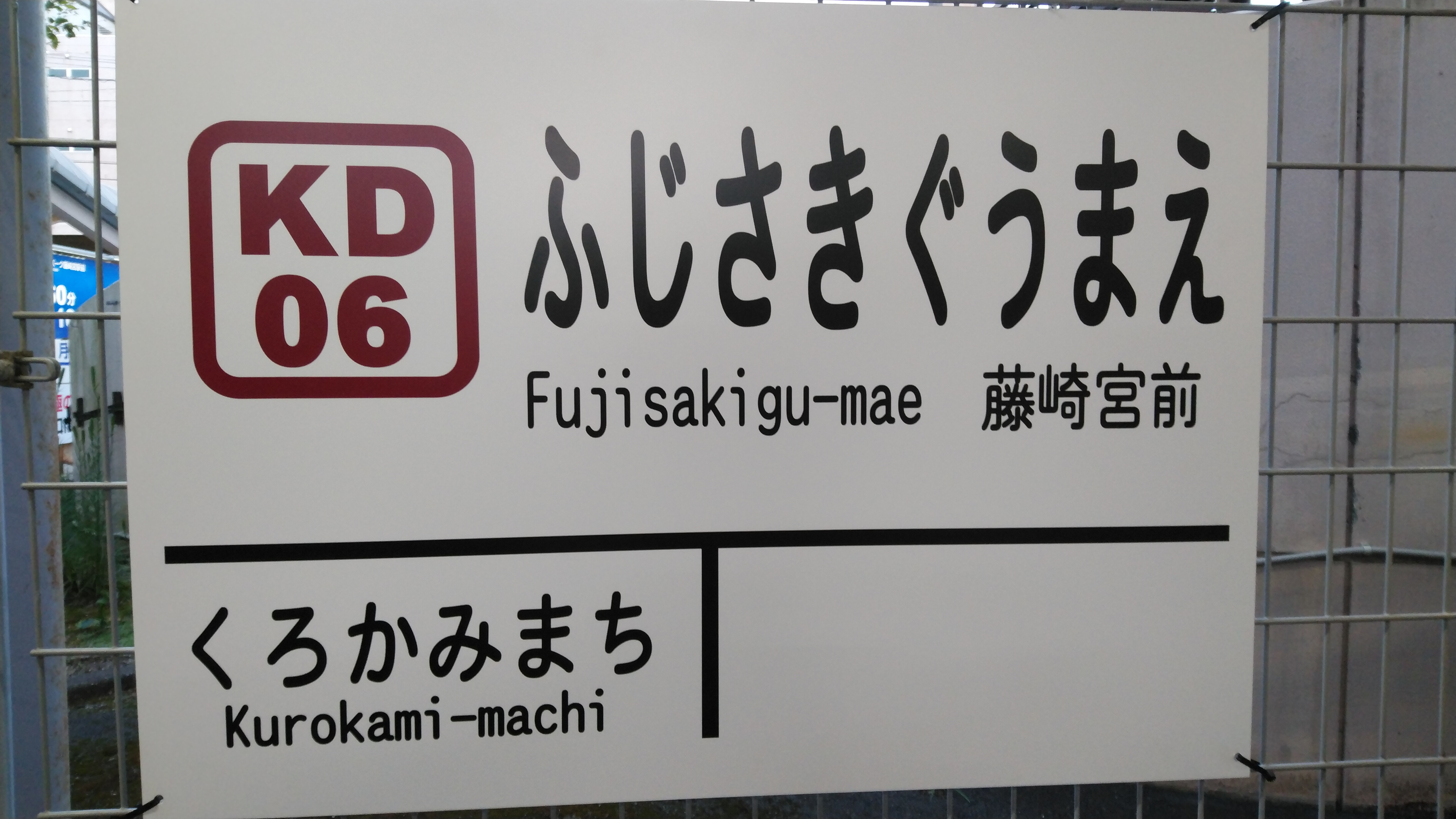
ナンバリング付きの駅名標（藤崎宮前駅）

熊本電気鉄道では2019年10月1日から導入。アルファベットはKD (Kumamoto Dentetsu)。
- 菊池線 上熊本駅 (KD01) - 坪井川公園駅 (KD05)→北熊本駅 (KD08)→亀井駅 (KD10) - 御代志駅 (KD19)
- 藤崎線 藤崎宮前駅 (KD06) - 北熊本駅 (KD08)
  - KD09は欠番。これは整理券番号が6と9を誤認防止するために、9が欠番になっており、これと駅ナンバリングを合わせているためである。

### 肥薩おれんじ鉄道
肥薩おれんじ鉄道では2019年10月1日から導入（ただし、各駅時刻表や運賃表には2019年3月16日ダイヤ改正時から掲載されている）。アルファベットはOR　(Orange Railway)。
- 肥薩おれんじ鉄道線 八代駅 (OR01) - 川内駅 (OR28)

### くま川鉄道
くま川鉄道では、当初は湯前線の時刻表や運賃表のみ記載、のちに駅名標にも駅番号を表示。
- 湯前線 人吉温泉駅 (1) - 湯前駅 (14)

### 鹿児島市電

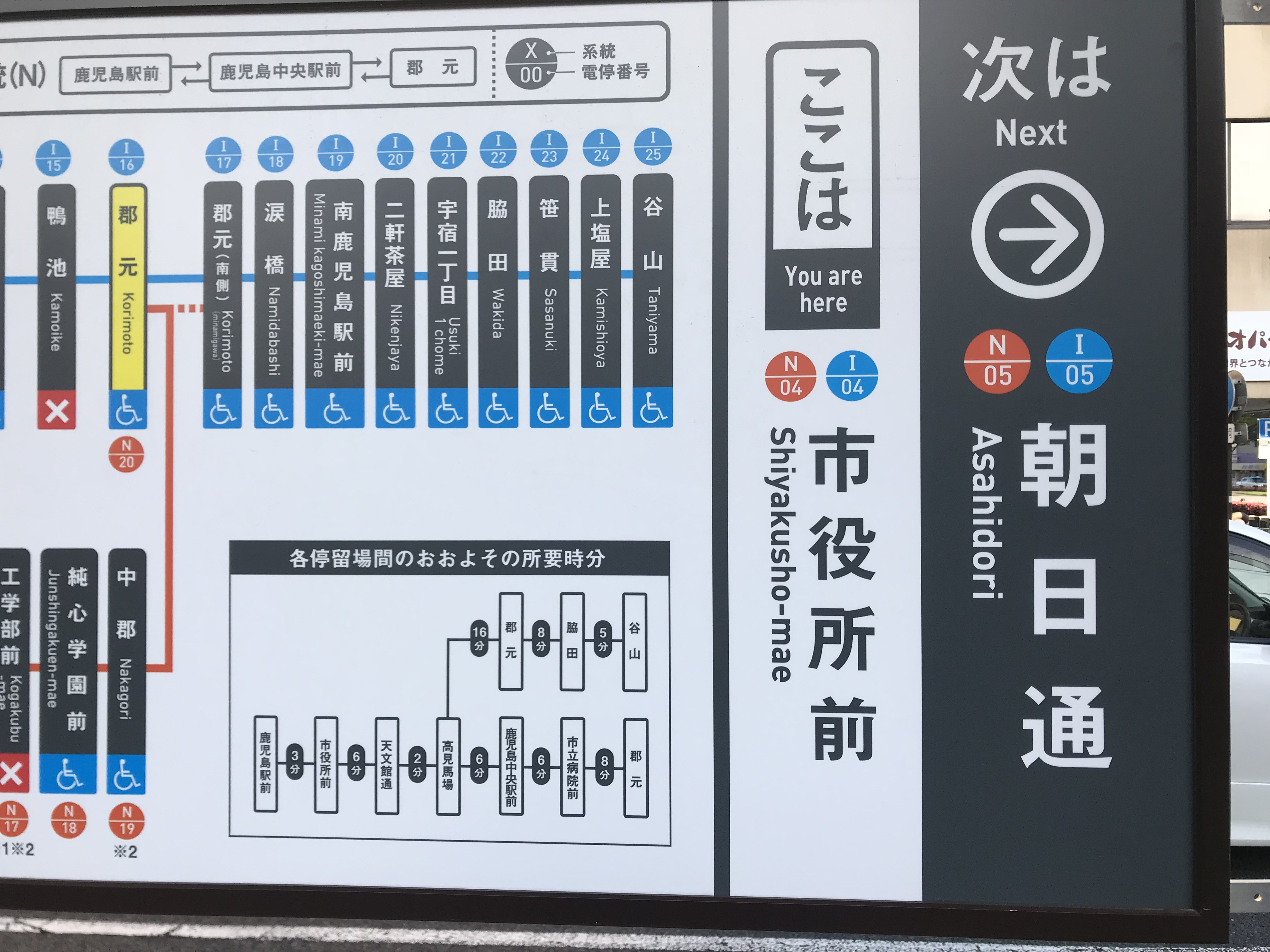
鹿児島市電1系統・2系統の駅名標（市役所前電停）

鹿児島市交通局（鹿児島市電）では、2018年4月の正式発表以前から、各停留所に駅ナンバリングを記してある。以前は系統番号を使用して「1-01」「2-01」などと表記していたが、2018年4月の正式発表以降は「I01」「N01」に改められている。両系統がまたがる区間は、番号を2つ付与している（ただし、起点が同じであるため、数値は同一）。
- ■1系統 (I)
  - 鹿児島駅前停留場 (I01) - 天文館通停留場 (I07) - 郡元停留場 (I16) - 郡元停留場（南側） (I17) - 谷山停留場 (I25)
- ■2系統 (N)
  - 鹿児島駅前停留場 (N01) - 天文館通停留場 (N07) - 郡元停留場 (N20)

### 沖縄都市モノレール
沖縄都市モノレールでは、沖縄都市モノレール線各駅の駅名標および車内液晶画面と自動券売機の運賃表で表示している。石嶺駅 - てだこ浦西駅間は2019年10月1日の開業とともに導入。
- 那覇空港駅 (1) - てだこ浦西駅 (19)

## 日本国外での事例

### 中国での事例

#### 北京地下鉄

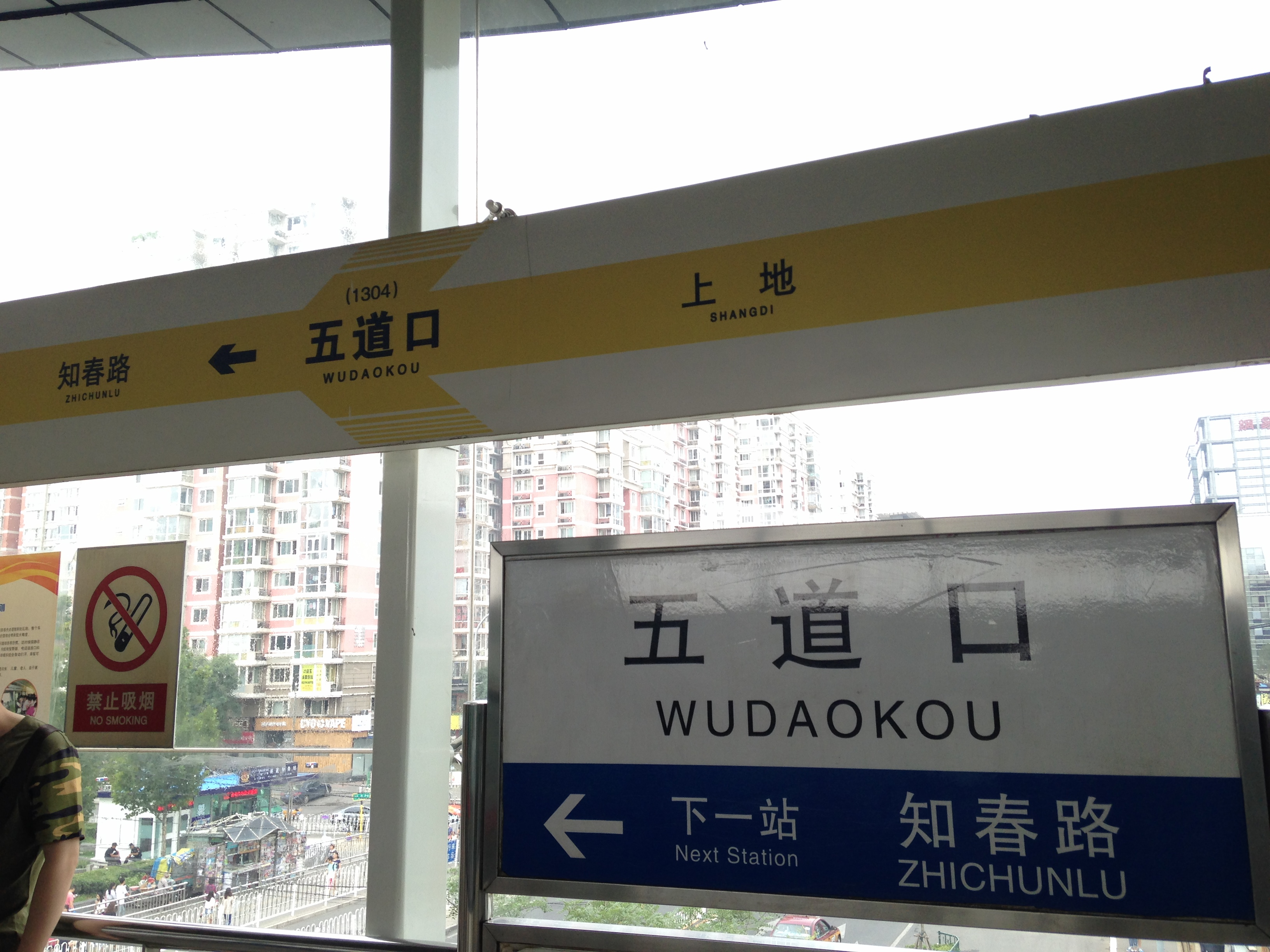
北京地下鉄13号線五道口駅の駅名標（2015年8月）。駅名の上の括弧の中に駅番号の「1304」が書かれる。

（路線記号）+（駅番号2ケタ）による表示。ハイフンやスペースによる区切りは付かない。2007年に5号線が開通して以来、駅番号は全路線図や新設駅のホーム、出入口などには表示されなくなった。
2022年7月に北京市地方標準《公共交通旅客標誌》を編制する過程で、駅番号を追加することが提案の一つとして挙げられた。しかし、標準編制チーム、主管部門および専門家による度重なる研究・討論の結果、北京地下鉄の現行の駅名システムは基本的に需要を満たしており、駅番号を追加するとその後の調整や利用者による識別に不利であると判断され、駅番号を追加しないことが決定された。2022年末時点で、北京地下鉄は駅の数字番号をすでに廃止している。
廃止前：
- ■1号線 53号駅 (101) - 四恵東駅 (125)
- ■2号線 西直門駅 (201) - 積水潭駅 (218)
- ■13号線 西直門駅 (1301) - 東直門駅 (1316)
- ■八通線 (BT/BaTong) 四恵駅 (BT01) - 土橋駅 (BT13)

#### 上海軌道交通
10号線の一期では試験的に駅ナンバリングが導入されたが、普及には至らなかった。その後、10号線二期の各駅や、一期の更新後の旅客案内にも駅ナンバリングは表示されていない。
- ■ 10号線 虹橋駅駅 (L10|01) - 新江湾城駅 (L10|28)
  - ■ 10号線支線 竜渓路駅 (L10|05) - 竜柏新村駅 (L10|05-1) - 航中路駅 (L10|05-3)

#### 広州地下鉄・仏山地下鉄

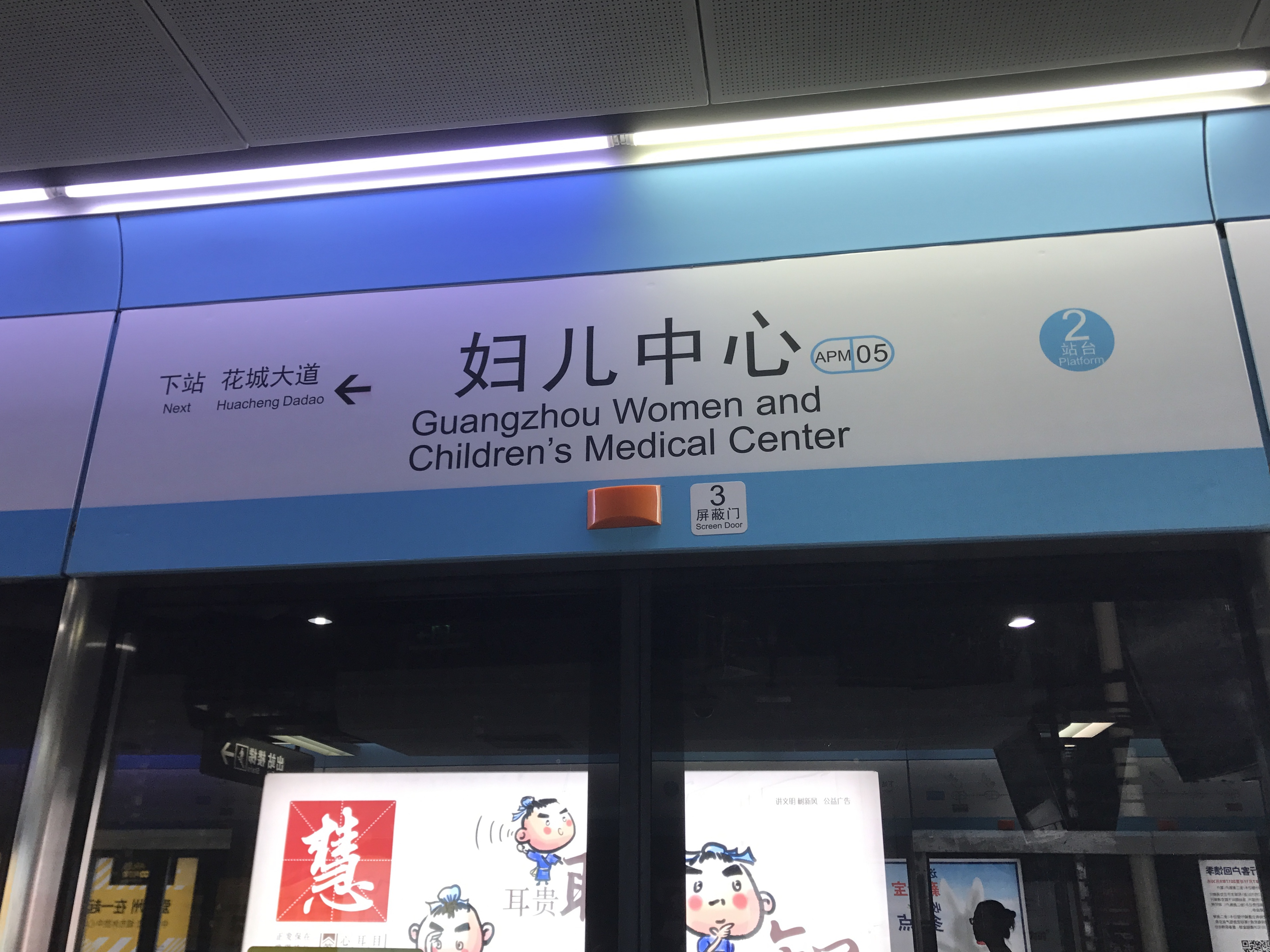
広州地下鉄APM線婦児中心駅の駅名標

広州地下鉄は利用者の利便を図り、2016年8月29日から同年末にかけて各駅に駅番号を順次追加した。それ以降に開業した各駅にも同じく駅番号がついている。
- ■ 広州1号線 西朗駅 101 - 広州東駅 116
- ■ 広州2号線 広州南駅 201 - 嘉禾望崗駅 224
- ■ 広州3号線 海傍駅 301-4 - 体育西路駅 311 - 機場北駅 330
  - ■ 広州3号線支線 体育西路駅 311 - 天河客運駅 316
- ■ 広州4号線 南沙客運港駅 401 - 黄村駅 424
- ■ 広州5号線 滘口駅 501 - 黄埔新港駅 530
- ■ 広州6号線 潯峰崗駅 601 - 香雪駅 632
- ■ 広州7号線 美的大道 701-8 - 燕山 720
- ■ 広州8号線 滘心 801 - 万勝囲 828
- ■ 広州9号線 飛鵝嶺 901 - 高増 911
- ■ 広州10号線 西塱 1001 - 楊箕東 1012
- ■ 広州11号線 赤沙 1101 - 琶洲 1102 - 龍潭 1131 - 赤沙 1101
- ■ 広州12号線 潯峰崗 1201 - 広州体育館 1209、二沙島 1217 - 大学城南 1225
- ■ 広州13号線 魚珠 1301 - 新沙 1311
- ■ 広州14号線 嘉禾望崗 1401 - 新和 1408 - 東風 1413
  - ■ 広州14号線支線 新和 1408 - 鎮竜 1422
- ■ 広州18号線 万頃沙 1801 - 冼村 1808
- ■ 広州21号線 天河公園 2102 - 増城広場 2121
- ■ 広州22号線 番禺広場 2101 - 陳頭崗 2204
- ■ APM線 広州塔 APM01 - 林和西 APM09
- ■ 海珠有軌1号線 広州塔東 THZ102 - 万勝囲 THZ111
- ■ 黄埔有軌1号線 地下鉄香雪駅 THP101 - 新豊路 THP119
- ■ 広仏線 新城東 GF01 - 瀝滘 GF25
- ■ 仏山2号線 南荘 F201 - 広州南駅 F227
- ■ 仏山3号線南段 順徳学院駅 F302 - 中山公園 F327
- ■ 仏山3号線北段 聯和 F330 - 仏山大学 F338
- ■ 南海有軌1号線 𧒽崗駅 TNH101 - 林岳東 TNH115
- ■ 高明有軌1号線 滄江路駅 TGM104 - 智湖 TGM113

#### 重慶軌道交通
各駅に導入されている。

##### 都市鉄道
- ■環状線 重慶西駅 (環|01) - 上橋駅 (環|02) - 華龍駅 (環|33) - 重慶西駅 (環|01)
- ■1号線 朝天門駅 (1|01) - 璧山駅 (1|25)
- ■2号線 較場口駅 (2|01) - 魚洞駅 (2|25)
- ■3号線 魚洞駅 (3|01) - 江北機場T2航站楼駅 (3|39)
  - ■3号線支線（空港線） 碧津駅 (3|38) - 双鳳橋駅 (3|40) - 挙人ハ駅 (3|45)
- ■4号線 民安大道駅 (4|01) - 黄岭駅 (4|24)
- ■5号線 悦港北路駅 (5|01) - 跳磴駅 (5|32)
- ■6号線 茶園駅 (6|01) - 北碚駅 (6|28)
  - ■6号線 国博支線 礼嘉駅 (6|20) - 沙河垻駅 (6|40)
  - ■6号線 重慶東支線 重慶東站駅 (6|41) - 百楽園駅 (6|43) - 劉家坪駅 (6|04)
- ■9号線 新橋駅 (9|01) - 花石溝駅 (9|31)
- ■10号線 蘭花路駅 (10|01) - 王家荘駅 (10|27)
- ■18号線 富華路駅 (18|01) - 跳磴南駅 (18|19)

##### 都市間鉄道
- ■重慶市郊鉄道江跳線 跳磴駅 (江跳|01) - 聖泉寺駅 (江跳|07) - 鼎山駅 (江跳|09)（未開業）
- ■重慶市郊鉄道璧銅線 銅梁西駅 (BT|01) - 璧山駅 (BT|09)

### 台湾での事例

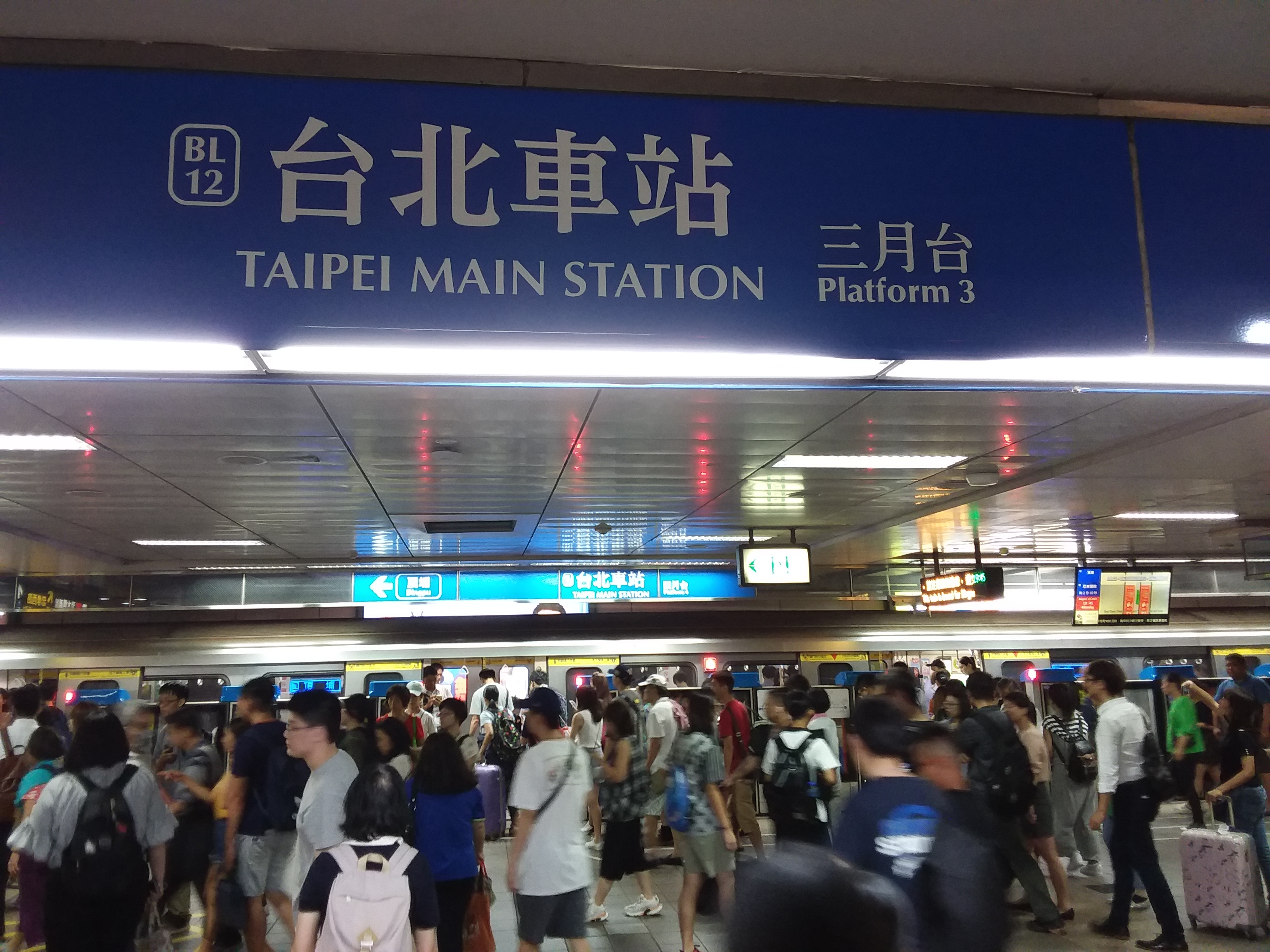
板南線台北駅ホーム

#### 台北捷運
ラインカラーの頭文字（ラインカラーが赤ならその路線の頭文字はRedのRである。藍線と棕線は頭文字が重複する為2文字になる。）に番号を付する。また、保線用と思われる線路配線図（一般の乗客から見えるところにある）にも記されている。運行系統でみた場合は同一系統でも路線ごとの番号の連続性がなかったが、
2016年から2017年にかけて段階的に全線全駅でラインカラーの頭文字+2桁の通し番号によるナンバリングが採用されることになった。なお、駅番号の割当も再編されるため番号が大きく変わる駅も多数発生する。
- ■板南線（藍線）：(BL / BLue) 頂埔駅（BL01） - 南港展覧館駅（BL23）
- ■文湖線（棕線）：(BR / BRown) 動物園駅（BR01） - 南港展覧館駅（BR24）
- ■松山新店線（緑線）：(G / Green) 新店駅（G01） - 松山駅（G19）
  - 小碧潭支線：七張駅（G03） - 小碧潭駅（G03A）
- ■中和新蘆線（橘線）：(O / Orange) 南勢角駅（O01） - 迴龍駅（O21）
  - 蘆洲線：大橋頭駅（O12） - 蘆洲駅（O54）
- ■淡水信義線（紅線）： (R / Red) 象山駅（R02） - 淡水駅（R28）
  - 新北投支線：北投駅（R22） - 新北投駅（R22A）
- ■環状線（黄線）： (Y / Yellow) 大坪林駅（Y07） - 新北産業園区駅（Y20）

#### 新北捷運

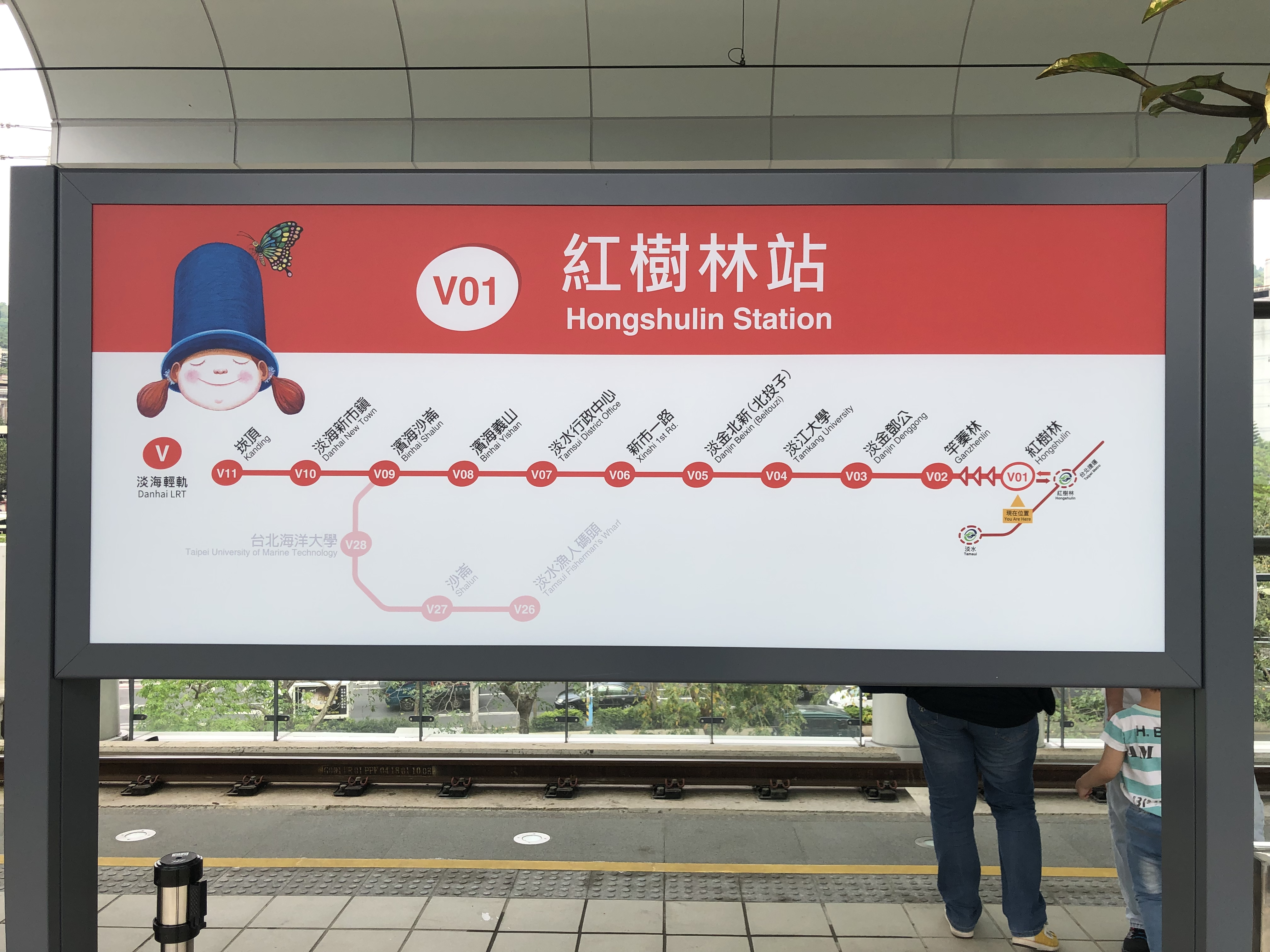
淡海軽軌の路線図。

台北捷運（北捷）既存路線網との重複を避け、かつ接続する北捷路線との相似性を打ち出すために淡色系が採用されている。最初の路線となる淡海軽軌は北捷淡水線の紅色に対して朱色（現地表記は朱紅色）となっている。
- ■淡海軽軌：(V / Vermilion)
  - （緑山線）：紅樹林駅（V01） - 崁頂駅（V11）[134]
  - （藍海線）：淡水漁人碼頭駅 (V26) - 浜海沙崙駅 (V09)
- ■安坑軽軌：(K / Khaki) 双城駅（K1） - 十四張駅（K9）

#### 桃園捷運

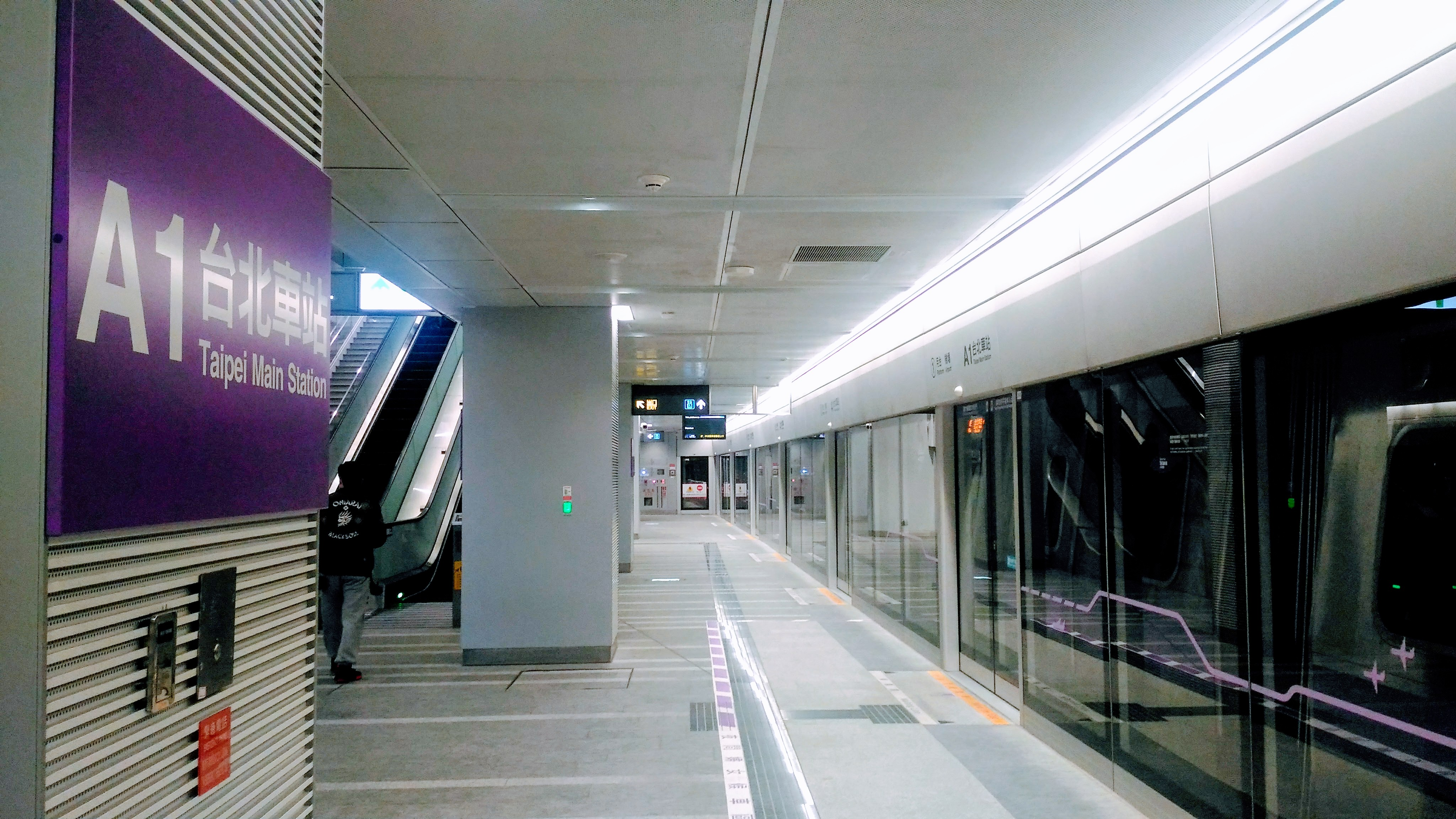
桃園捷運台北車站駅

2017年3月2日の開業時から導入されている。桃園捷運の駅番号は、計画時の番号がそのまま旅客案内に使われているため、当初の予定では計画されていなかった機場旅館駅、二重駅（未開業）、輔大医院駅（未開業）には枝番が付番される。
- ■ 機場捷運（機場線）(A / Airport) 台北車站駅 (A1) - 機場第二航廈駅 (A13)→機場旅館駅 (A14a) - 大園駅 (A15) - 環北駅 (A21)

#### 台中捷運
計画・建設中は他の国内事業者同様にラインカラーの頭文字が使用されていたが、開業直前に（路線番号）+（駅番号2ケタ）による表示する様式に改められた。緑線は市内最初の路線であることから路線番号1を先頭に付番している。103から始まっているのは計画中の延伸構想を前提としており、起点の北屯総站駅が枝番扱いなのは旧社と車両基地（北屯機廠）を結ぶ入出庫線上に追加されたことによる。
- ■緑線：北屯総站駅 (103a) - 旧社駅 (103) - 高鉄台中駅 (119)

#### 高雄捷運

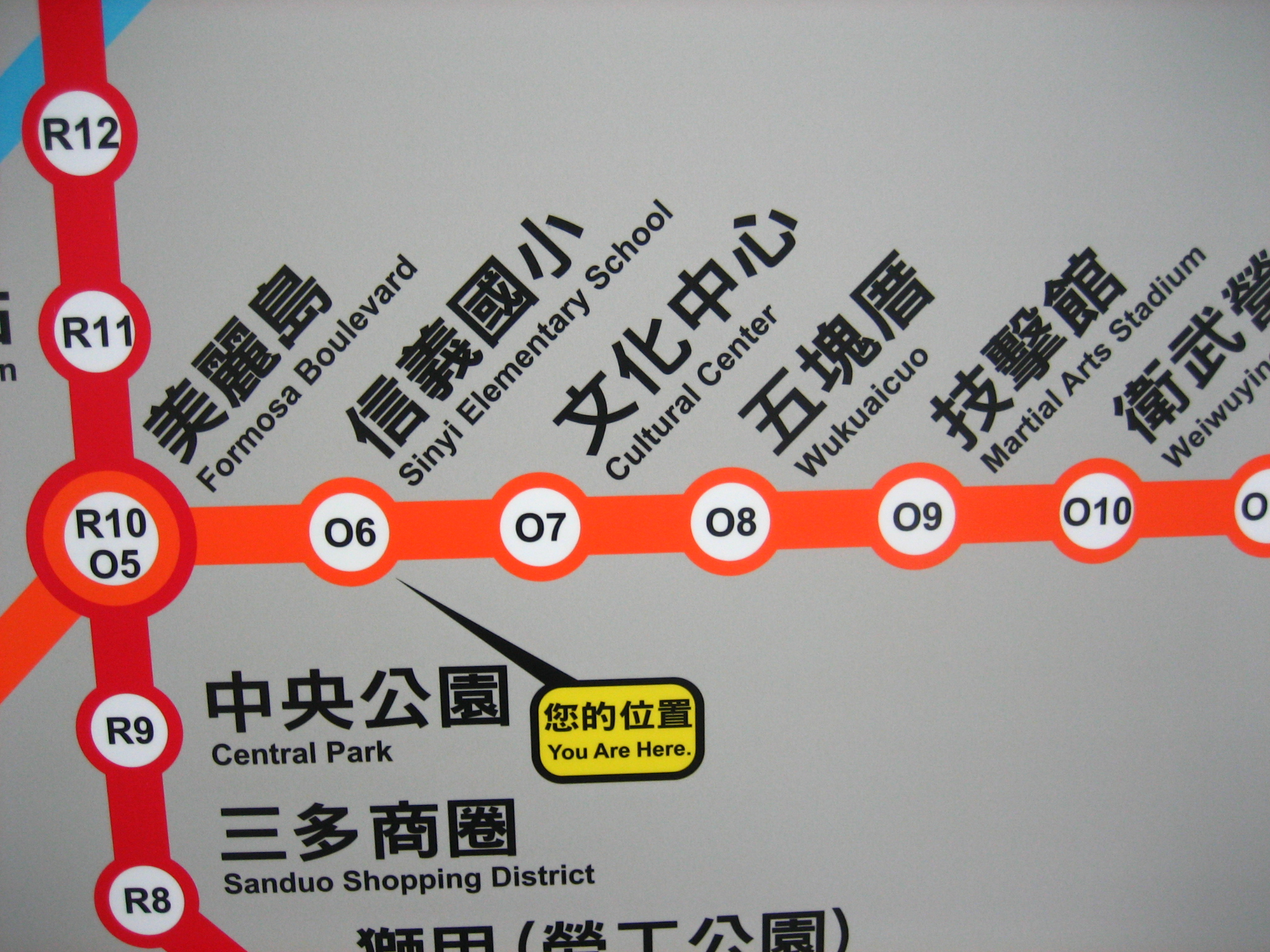
高雄捷運の路線図

- ■ 紅線 (R / Red) 小港駅 (R3) - 南岡山駅 (R24)
- ■ 橘線 (O / Orange) 哈瑪星駅 (O1) - 鳳山国中駅 (O14) - 大寮駅 (OT1)
- ■環状軽軌 (C / Circular) 籬仔内駅 (C1) - 愛河之心駅 (C24) / 凱旋公園駅 (C32) - 軽軌機廠駅 (C37)（ - 籬仔内駅）

### 韓国での事例

#### 首都圏電鉄

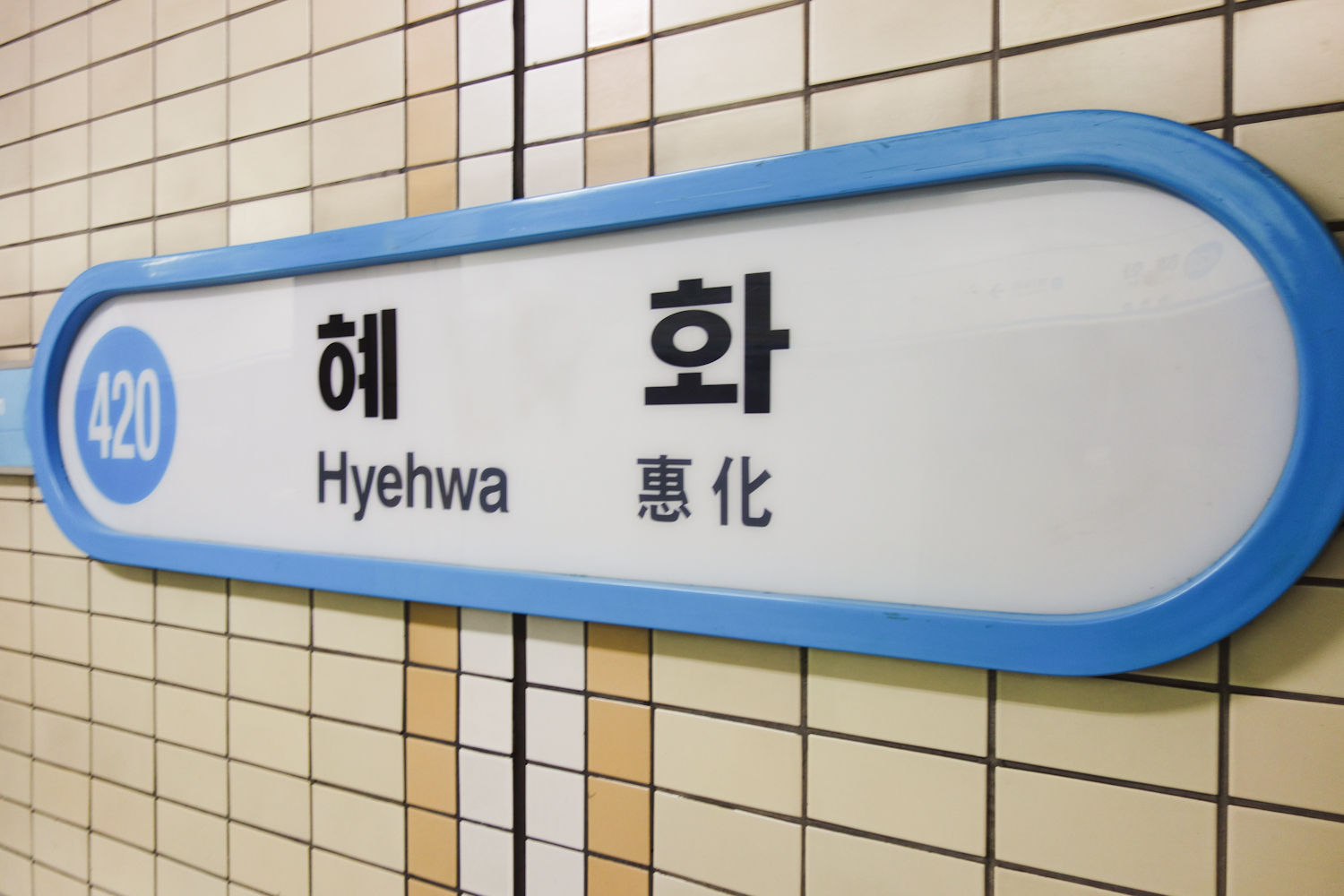
駅ナンバリングを用いる駅名標の例（ソウル交通公社4号線恵化駅）

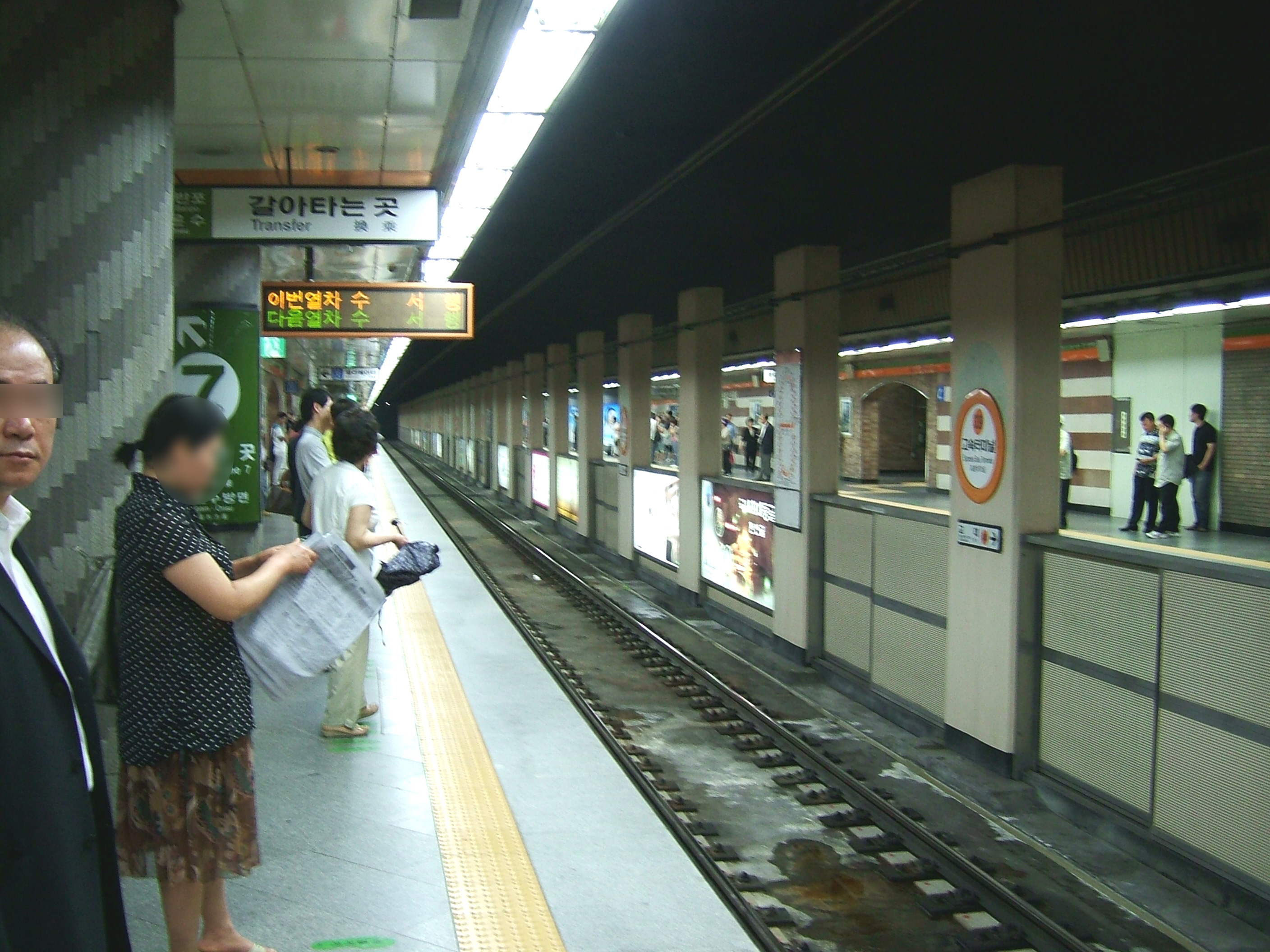
路線番号を用いる乗り換え案内の例（ソウル交通公社3号線高速ターミナル駅）

首都圏電鉄では、1983年の2号線の完全開業と同時に1、2桁の駅番号が2号線に限って導入された。その後1988年ソウルオリンピック・パラリンピックの開催を見据え、1985年の3号線、4号線開業と同時期に、ソウル特別市地下鉄公社全線、一山線、果川線、盆唐線に導入された。ソウル特別市都市鉄道公社では、当初より3桁の駅番号が導入され、2000年に他路線も路線番号が追加され原則3桁となった。
一部の支線では「P」(Point) が、KORAILの運営する路線の一部では「K」(Korail) が路線番号の前に追加され、また、枝番が用いられることもある（例 : P144-1、K315）。
- ● 1号線 (1)
  - 京元電鉄線 逍遥山駅 (100) - 青山駅 (100-1) - 漣川駅 (100-3)
    - 番号の若い方向は長らく100番の逍遥山駅が終着駅であった。2023年12月16日にこの駅より漣川駅まで延伸されたが、駅番号を振り直すことなく青山駅以北の各駅では後述する釜山交通公社のようにそのまま減算して090番台にはせず、枝番が用いられた。

  - 京元電鉄線 逍遥山駅 (100) - 清凉里駅 (124)
  - ソウル交通公社1号線 清凉里駅 (124) - ソウル駅駅（地下）(133)
  - 京釜電鉄線 ソウル駅駅（地下）・ソウル駅（地上）(133) - 九老駅 (141) - 加山デジタル団地駅 (P142) - 天安駅 (P169)
  - 長項電鉄線 天安駅 (P169) - 牙山駅 (P172)→排芳駅 (P174) - 新昌駅 (P177)
  - 京釜高速線 衿川区庁駅 (P144) - 光明駅 (P144-1)
    - 光明駅は京江線開業以前K410番だったが、京江線開業に伴いP144-1番に改番された。

  - 餅店基地線 餅店駅 (P157) - 西東灘駅 (P157-1)
  - 京仁線 九老駅 (141) - 仁川駅 (161)
- ● 2号線 (2)
  - 環状線 市庁駅 (201) - 忠正路駅 (243) - 市庁駅 (201)
  - 聖水支線 聖水駅 (211) - 龍踏駅 (211-1) - 新設洞駅 (211-4)
  - 新亭支線 新道林駅 (234) - 道林川駅 (234-1) - カチ山駅 (234-4)
- ● 3号線 (3)
  - 一山線 大化駅 (309) - 紙杻駅 (319)
  - ソウル交通公社3号線 紙杻駅 (319) - 梧琴駅 (352)
- ● 4号線 (4)
  - 榛接線 榛接駅 (405) - 梧南駅 (406)→別内ビョルガラム駅 (408) - 仏岩山駅 (409)
  - ソウル交通公社4号線 仏岩山駅 (409) - 南泰嶺駅 (434)
  - 果川線 南泰嶺駅 (434) - 衿井駅 (443)
  - 安山線 衿井駅 (443) - 烏耳島駅 (456)
- ● 5号線 (5)
  - ソウル交通公社5号線本線 傍花駅 (510) - 上一洞駅 (553)
  - 河南線 上一洞駅 (553) - 河南黔丹山駅 (558)
  - ソウル交通公社5号線支線 江東駅 (548) - 遁村洞駅 (P549) - 馬川駅 (P555)
- ● 6号線 (6) 鷹岩駅 (610) - 新内駅 (648)
- ● 7号線 (7) 長岩駅 (709) - 石南駅 (761)
- ● 8号線 (8) 別内駅 (804) - 牡丹駅 (826)
- ● 9号線 (9) 開花駅 (901) - 中央報勲病院駅 (938)
- ● 京義・中央線
  - 京義電鉄線（龍山線） 龍山駅 (K110) - 孝昌公園前駅 (K311) - 加佐駅 (K315)
  - 京義電鉄線（京義線） ソウル駅 (P313) - 新村駅 (P314) - 加佐駅 (K315) - 都羅山駅 (K338)
  - 中央電鉄線（京元線） 龍山駅 (K110) - 清凉里駅 (K117)
  - 中央電鉄線（中央線） 清凉里駅 (K117) - 砥平駅 (K138)
- ● 京春線
  - 京春線（中央線） 清凉里駅 (K117) - 上鳳駅 (K120)
  - 京春線（忘憂線） 光云大駅 (119) - 上鳳駅 (K120) - 忘憂駅 (K121)
  - 京春線 忘憂駅 (K121) - 新内駅 (P122) - 春川駅 (P140)
- ● 水仁・盆唐線
  - 盆唐線（京元線） 清凉里駅 (K209) - 往十里駅 (K210)
  - 盆唐線 往十里駅 (K210) - 水原駅 (K245)
  - 水仁線 水原駅 (K245) - 松島駅 (K267)→仁荷大駅 (K269) - 仁川駅 (K272)
- ● 京江線 板橋駅 (K410) - 驪州駅 (K420)
  - 板橋駅 - 二梅駅間には城南駅の設置計画がある[136]が、欠番にはなっていない。
- ● 西海線 (S / Seohae)
  - 西海線（京義線区間） 一山駅 (S07) - 大谷駅 (S11)
  - 西海線 大谷駅 (S11) - 新峴駅 (S20)→始興市庁駅 (S22) - 元時駅 (S28)
- ● 牛耳新設線 (S / Seoul) 北漢山牛耳駅 (S110) - 新設洞駅 (S122)
- ● 新林線 (S / Seoul) セッカン駅 (S401) - 冠岳山駅 (S411)
- ● 金浦都市鉄道 (G / Gimpo) 陽村駅 (G100) - 金浦空港駅 (G109)
- ● 仁川1号線 (I / Incheon) 黔丹湖水公園駅 (I107) - 松島月光祝祭公園駅 (I139)
- ● 仁川2号線 (I / Incheon) 黔丹梧柳駅 (I201) - 雲宴駅 (I227)
- ● 空港鉄道 (A / Airport) ソウル駅 (A01) - 仁川国際空港2ターミナル駅 (A11)
- ● 新盆唐線 (D / Digital) 新沙駅 (D04) - 光教駅 (D19)
- ● 龍仁軽電鉄 (Y / Yongin) 器興駅 (Y110) - 前垈・エバーランド駅 (Y124)
- ● 議政府軽電鉄 (U / Uijeongbu) 鉢谷駅 (U110) - 塔石駅 (U125)
- ● 仁川空港磁気浮上鉄道 (M / Maglev) 仁川国際空港1ターミナル駅 (M01) - 龍遊駅 (M06)
- ● 首都圏広域急行鉄道A路線 (X /GTX) 雲井中央駅 (X101) - 大谷駅 (X103)→ヨンシンネ駅 (X105) - ソウル駅 (X106)、水西駅 (X108) - 東灘駅 (X111)

#### 釜山交通公社

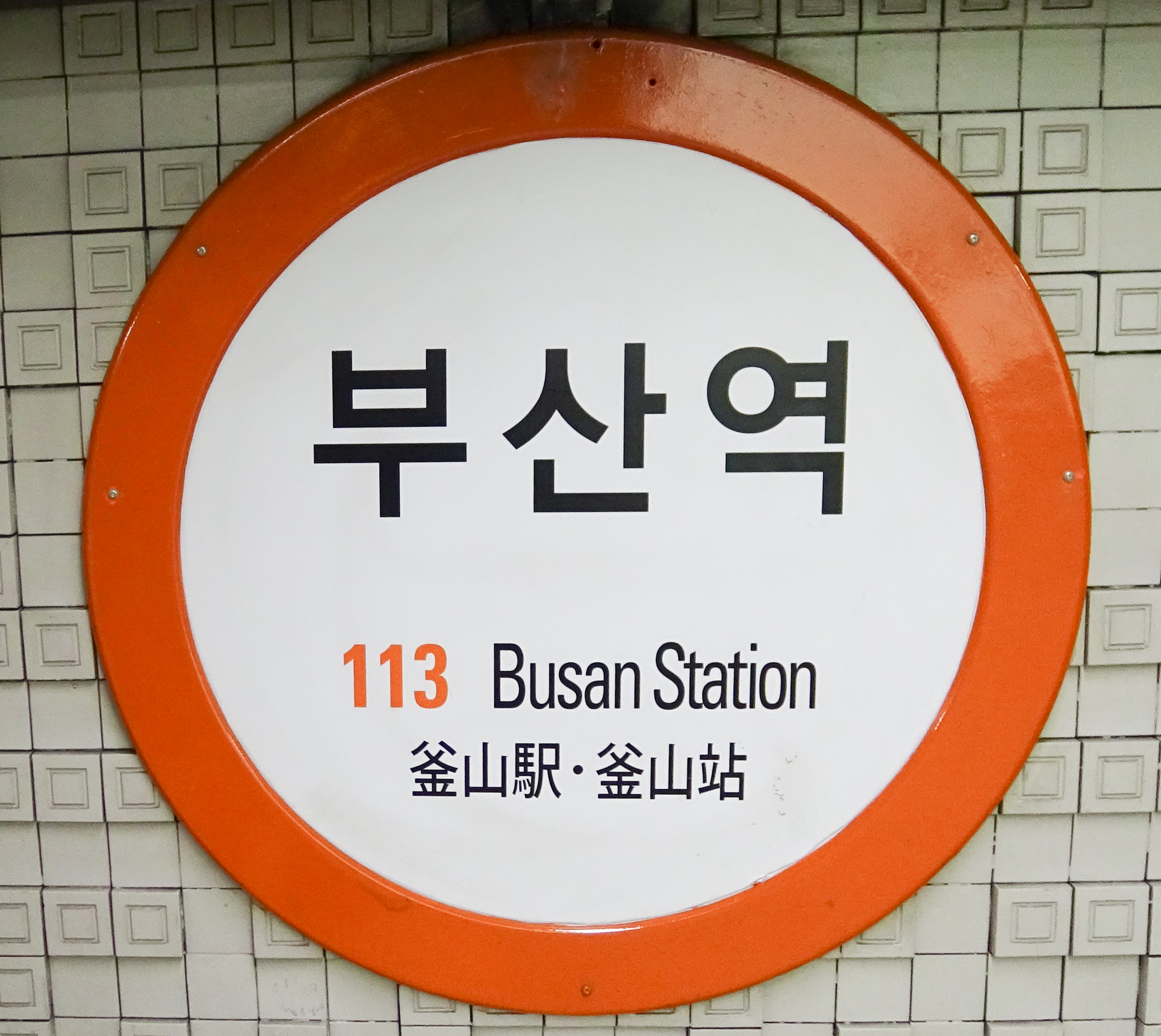
釜山都市鉄道1号線の駅名標

- ●釜山都市鉄道1号線 多大浦海水浴場駅 (095) - 老圃駅 (134)
  - 番号の若い方向は長らく101番の新平駅が終着駅であった。2017年4月20日にこの駅より多大浦海水浴場駅まで延伸されたが、駅番号を振り直すことなくそのまま減算していくことにしたため、この駅より2駅先の長林駅より090番台となり、百の位は路線番号という原則から外れることとなった。
- ●釜山都市鉄道2号線 萇山駅 (201) - 梁山駅 (243)
- ●釜山都市鉄道3号線 水営駅 (301) - 大渚駅 (317)
- ●釜山都市鉄道4号線 美南駅 (401) - 安平駅 (414)

#### 釜山-金海軽電鉄
- ●釜山-金海軽電鉄線 沙上駅 (1) - 加耶大駅 (21)

#### 韓国鉄道公社
- ●東海電鉄線 釜田駅 (K110) - 太和江駅 (K132)

#### 大邱都市鉄道公社
乗り換え駅の半月堂駅（130/230）、青蘿の丘駅（229/329）で、それぞれの駅番号の下2桁を合わせるように付番されている。
- ●大邱都市鉄道1号線 舌化椧谷駅 (115) - 河陽駅 (149)
- ●大邱都市鉄道2号線 汶陽駅 (216) - 嶺南大駅 (244)
- ●大邱都市鉄道3号線 漆谷慶大病院駅 (312) - 龍池駅 (341)

#### 光州交通公社
- ●光州交通公社1号線 鹿洞駅 (100) - 平洞駅 (119)

#### 大田交通公社
- ●大田交通公社1号線 板岩駅 (101) - 盤石駅 (122)

### シンガポールでの事例

#### MRT
- ■南北線 (NS / North South) ジュロン・イースト駅 (NS1) - マリーナ・サウス・ピア駅 (NS28)
- ■東西線 (EW / East West) パシール・リス駅 (EW1) - トゥアス・リンク駅 (EW33)
  - ■チャンギ空港支線 (CG / Changi Airport) (タナ・メラ (CG) - エキスポ (CG1) - チャンギ・エアポート (CG2)
- ■北東線 (NE / North East) ハーバー・フロント駅 (NE1) - プンゴル・コースト駅 (NE18)
- ■環状線 (CC / Circle) ドビー・ゴート駅 (CC1) - ハーバー・フロント駅 (CC29)
- ■ダウンタウン線 (DT / Downtown) ブキ・パンジャン駅 (DT1) - スンゲイ・ベドック駅 (DT37)
- ■トムソン・イーストコースト線 (TE / Thomson-East Coast) ウッドランズ・ノース駅 (TE1) - スンゲイ・ベドック駅 (TE31)
- ■ ジュロン・リージョン線 (JR / Jurong Region)
  - ■東側区間 (JE / Jurong Region Line Eastern) テンガー・プランテーション駅 (JE1) - パンダン・レザボア駅 (JE7)
  - ■西側区間 (JS / Jurong Region Line Southern)  チョア・チュー・カン駅 (JS1) - ジュロン・ピア駅 (JS12)
  - ■西側区間支線 (JW / Jurong Region Line Western) ゲー・ポー駅 (JW1) - ペン・カン・ヒル駅 (JW5)
- ■クロスアイランド線 (CR / Cross Island) アビエーション・パーク駅 (CR2) - ジュロン・レイク・ディストリック駅 (CR19)
  - ■ プンゴル支線 (CP / Cross Island Line Punggol Extension) パシール・リス駅 (CP1) - プンゴル駅 (CP4)

#### LRT
- ■ブキ・パンジャン線 (BP / Bukit Panjang) チョア・チュー・カン駅 (BP1) - テン・マイル・ジャンクション駅 (BP14)
- ■センカン線 (S / Sengkang)
  - センカン駅 (STC / Sengkang Town Centre)
  - 東環状線 (SE / Sengkang LRT East Loop) コンパッシヴァル駅 (SE1) - ラングン駅 (SE5)
  - 西環状線 (SW / Senkang LRT West Loop) チェン・リム駅 (SW1) - トンカン駅 (SW7)
- ■プンゴル線 (P / Punggol)
  - プンゴル駅 (PTC / Punggol Town Centre)
  - 東環状線 (PE / Punggol LRT East Loop) コーヴ駅 (PE1) - ダマイ駅 (PE7)
  - 西環状線 (PW / Punggol LRT West Loop) サム・ケー駅 (PW1) - ソー・テック駅 (PW7)

### マレーシアでの事例

#### ラピドKL
- ■KLモノレール線 (MR / KL Monorail) KLセントラル駅 (MR1) - ティティワンサ駅 (MR11)
- ■クラナ・ジャヤ線 (KJ / Kelana Jaya) プトラ・ハイツ駅 (KJ37) - ゴンバッ駅 (KJ1)
- ■スリ・プタリン線 (SP / Sri Petaling) プトラ・ハイツ駅 (SP31) - スントゥル・ティムール駅 (SP1)
- ■アンパン線 (AG / Ampang) アンパン駅 (AG18) - スントゥル・ティムール駅 (AG1)
- ■カジャン線 (KG / Kajang) クワサ・ダマンサラ駅 (KG04) - カジャン駅 (KG35)
- ■プトラジャヤ線 (PY / Putrajaya) クワサ・ダマンサラ駅 (PY01) - プトラジャヤ駅 (PY41)
- ■シャー・アラム線 (SA / Shah Alam) バンダル・ウタマ駅 (SA01) - ジョハン・セティア (SA26)
- ■ 環状線 (CC / Circle) ブキット・キアラ・スラタン (CC01) - UM (CC32)

### タイでの事例

#### バンコク・スカイトレイン (BTS)

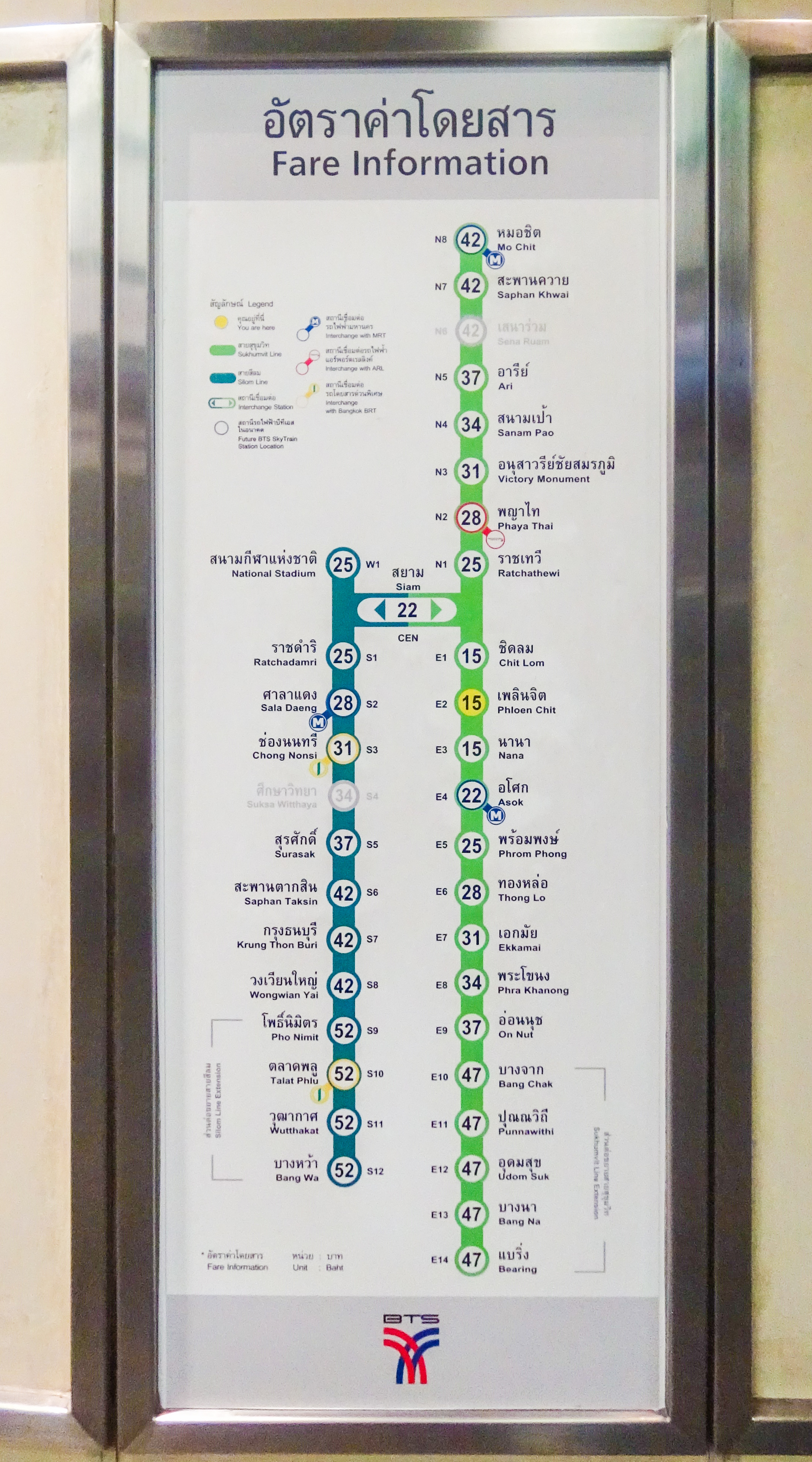
BTSの路線図

バンコク・スカイトレイン (BTS) は、サイアム駅 (CEN / CENtral) を中心とし、その隣駅を1番として東西南北の各方角に向かって付番している。
- ■スクムウィット線 (N / North, E / East) クーコット駅 (N24) - ラーチャテーウィー駅 (N1) - サイアム駅 (CEN) - チットロム駅 (E1) - ケーハ駅 (E23)
「N6」は未開業のセーナールアム駅に付番される予定のため欠番。
- ■シーロム線 (W / West, S / South) サナームキラーヘンチャート駅 (W1) - サイアム駅 (CEN) - ラーチャダムリ駅 (S1) - バーンワー駅 (S12)

### インドネシアの事例

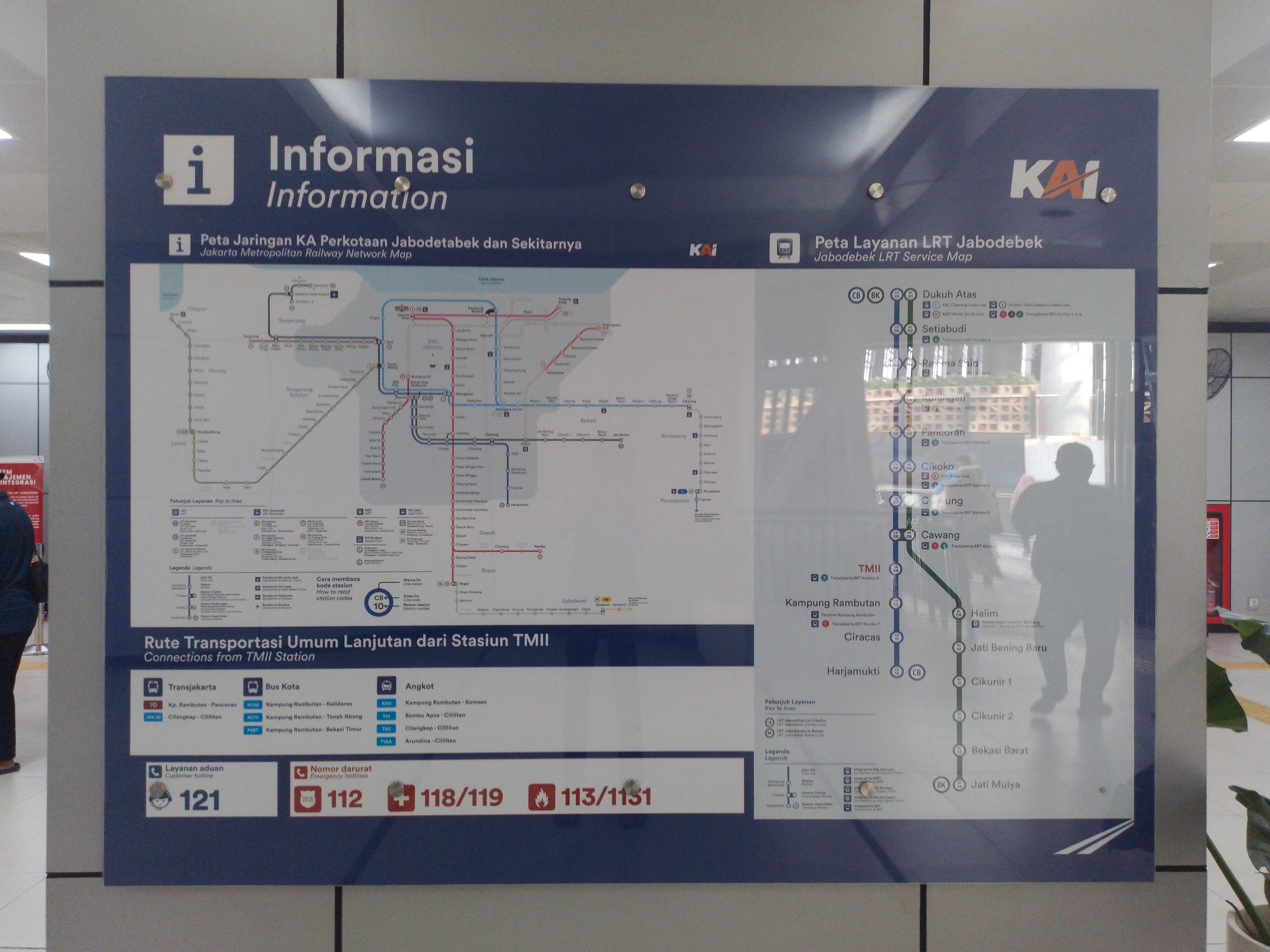
ジャボデベクLRTの路線図とジャボデタベックの鉄道路線図

インドネシア国鉄が2020年末に駅ナンバリングを導入。インドネシアの駅ナンバリングの形式はすべて日本と似ている。

#### インドネシア国鉄
- スカブミ線
ボゴール駅 PG
00 - スカブミ駅 PG
11
- ジョグロセマルト号
  - ソロ・バラパン駅 JS
01 - プルウォケルト駅 JS
13 - スマラン・タワン駅 JS
22
  - ジョグジャカルタ駅 JS
05 - チラチャプ駅 JC
03

#### KAIコミューター

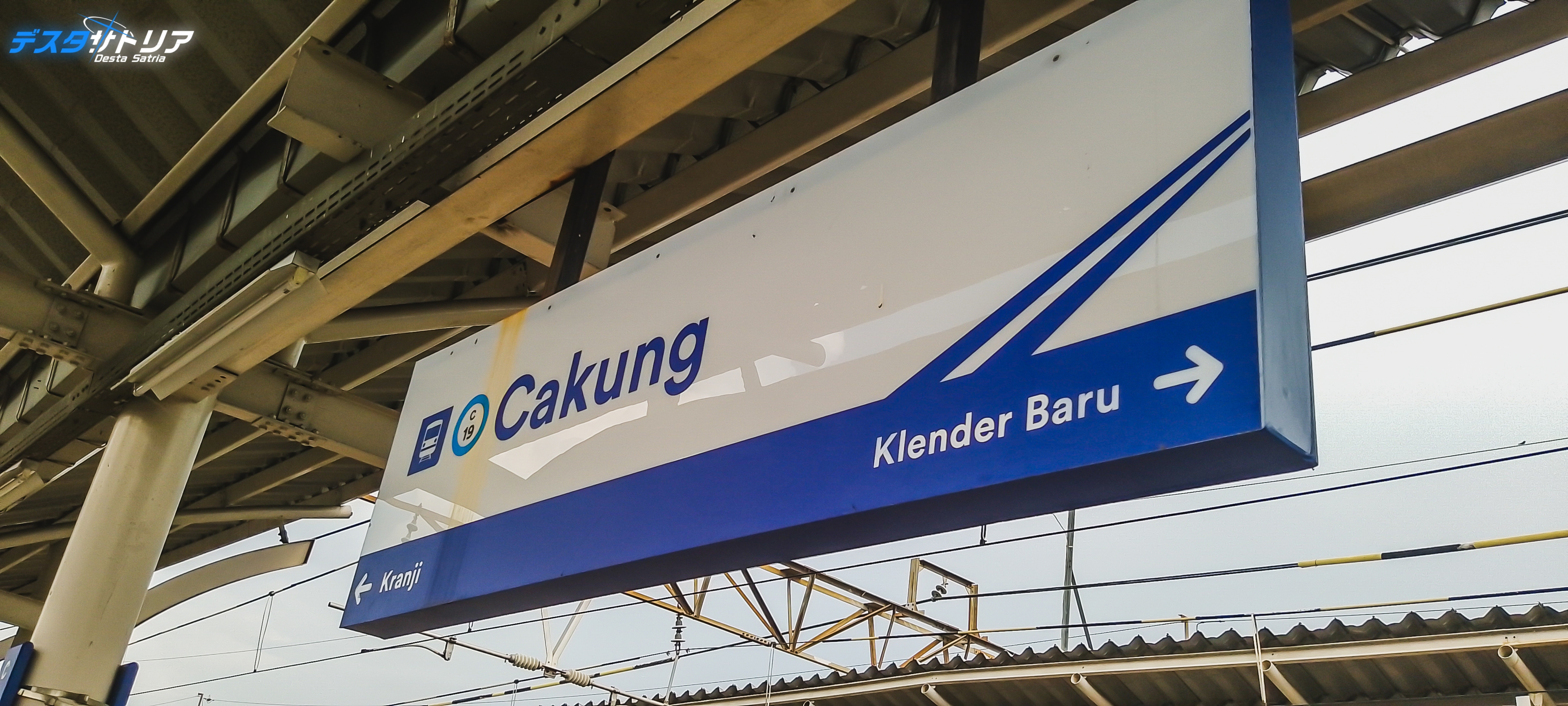
チャクン駅の駅名標

- ボゴール線とナンボ支線
  - ジャカルタコタ駅 B
01 - ボゴール駅 B
26
  - ジャカルタコタ駅 B
01 - ナンボ駅 b
26
- ランカスビトゥン線
タナアバン駅 R
01 - ランカスビトゥン駅 R
22
- チカラン環状線
チカラン駅 C
26 - カンプンバンダン駅 C
07
- タンゲラン線
ドゥリ駅 T
01 - タンゲラン駅 T
11
- タンジュンプリオク線
ジャカルタコタ駅 TP
01 - タンジュンプリオク駅 TP
05

#### ジャカルタ地下鉄
- 南北線
ブンダランHI駅 M
13 - ルバックブルス駅（英語版） M
01

#### ジャカルタLRT
- 南線
ペガンサーン・ドゥア駅 S
01 - Velodrome駅 S
06

#### ジャボデベックLRT
- チブブール線
ドゥクアタス駅 CB
01 - ハルジャムクティ駅 CB
12
- ブカシ線
ドゥクアタス駅 BK
01 - ジャティムリャ駅 BK
14

### ベトナムの事例

#### ホーチミン・メトロ
- ■ホーチミン・メトロ1号線 ベンタイン駅 (L1-01) - スオイティエンバスターミナル駅 (L1-14)